# قائمة النزاعات في آسيا
تتضمن هذه المقالة قائمة الحروب والنزاعات التي قامت في آسيا، وتحديداً في شرق آسيا، جنوب آسيا، جنوب شرق آسيا، وروسيا. أما النزاعات والصراعات التي وقعت في جنوب غرب آسيا فتجدها في مقالة قائمة نزاعات الشرق الأوسط الحديثة.

## غرب آسيا

### العراق

#### حضارة سومر
- حوالي عام 2500 ق.م. أخضع إين مي باراكي سي من كيش مدينة عيلام
- حوالي عام 2500 ق.م. حاصر أغا الكيشي من كيش، وهو ابن إين مي باراكي سي من كيش، مدينة الوركاء
- حوالي عام 2500 ق.م. حاصر إينمركر من الوركاء مدينة آراتا[1] لمدة دامت العام
- حوالي عام 2500 ق.م. أسر دوموزيد الصياد من الوركاء إين مي باراكي سي من كيش وكان ذا يد واحدة
- حوالي عام 2500 ق.م. غزا إينشاكوشانا من الوركاء مدينة خمازي، وأكد، وكيش، ونيبور، مدعياً الهيمة الكاملة على كافة مناطق سومر. نجح إينشاكوشانا في الوركاء، لكن الهيمنة عليها انتقلت إلى إياناتوم من لجش لفترة من الزمن.
- حوالي عام 2500 ق.م. غزا إياناتوم ملك لجش جميع مناطق سومر، بما فيها أور، نيبور، اكشاك، لارسا، والوركاء (التي كانت تحت سيطرة إينشاكوشانا)
- حوالي عام 2500 ق.م. خلف إين أنا توم الأول ملك لجش أخيه إياناتوم ودافع عن لجش ضد أور لوما من اوما
- حوالي عام 2500 ق.م. خلف إينتيمينا ملك لجش والده إين أنا توم الأول وأعاد تأسيس لجش كقوة في مملكة سومر. وقد هزم من اوما، بمساعدة لوغال-كينيش-دودو حاكم الوركاء (خليفة إينشاكوشانا)\
- حوالي عام 2500 ق.م. تعرّض لوغال أني موندو من مدينة أداب لأحياء العالم الأربع — أي كامل منطقة الهلال الخصيب من البحر الأبيض المتوسط حتى زاغروس
- حوالي عام 2,295 ق.م. — 2,271 ق.م. في فترة قصيرة نسبياً، غزا لوغال زاغيزي سي من اوما العديد من دويلات المدن السومرية — بما في ذلك كيش، حيث أطاح بأور زبابا؛ لجش، الذي أطاح بأوروكاجينا، وأور، ونيبور، ولارسا، والوركاء

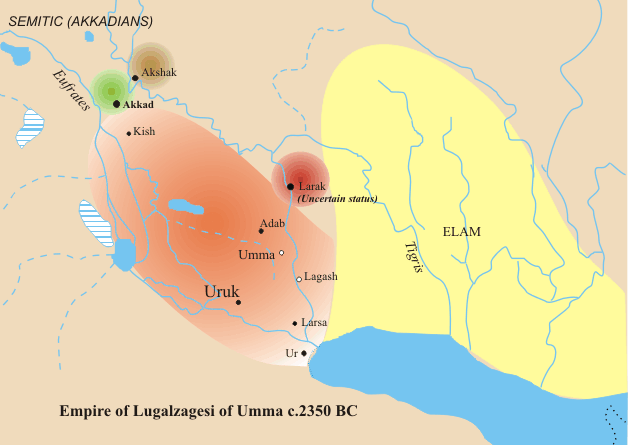
Lugal-Zage-Si's domains (red)، c. 2350 BC

- في الفترة 2,270 ق.م. — 2,215 ق.م. سرجون الأكدي من أكد (مدينة) أسس إمبراطورية شاسعة، يعتقد بأنها شملت أجزاء كبيرة من بلاد الرافدين وأجزاء من إيران والأناضول وسوريا الحديثة

- - 2,270 ق.م. معركة الوركاء
  - حملات سوريا والكنعانيين
  - فتح إبلا
  - ثورة مجان[ ؟ ]

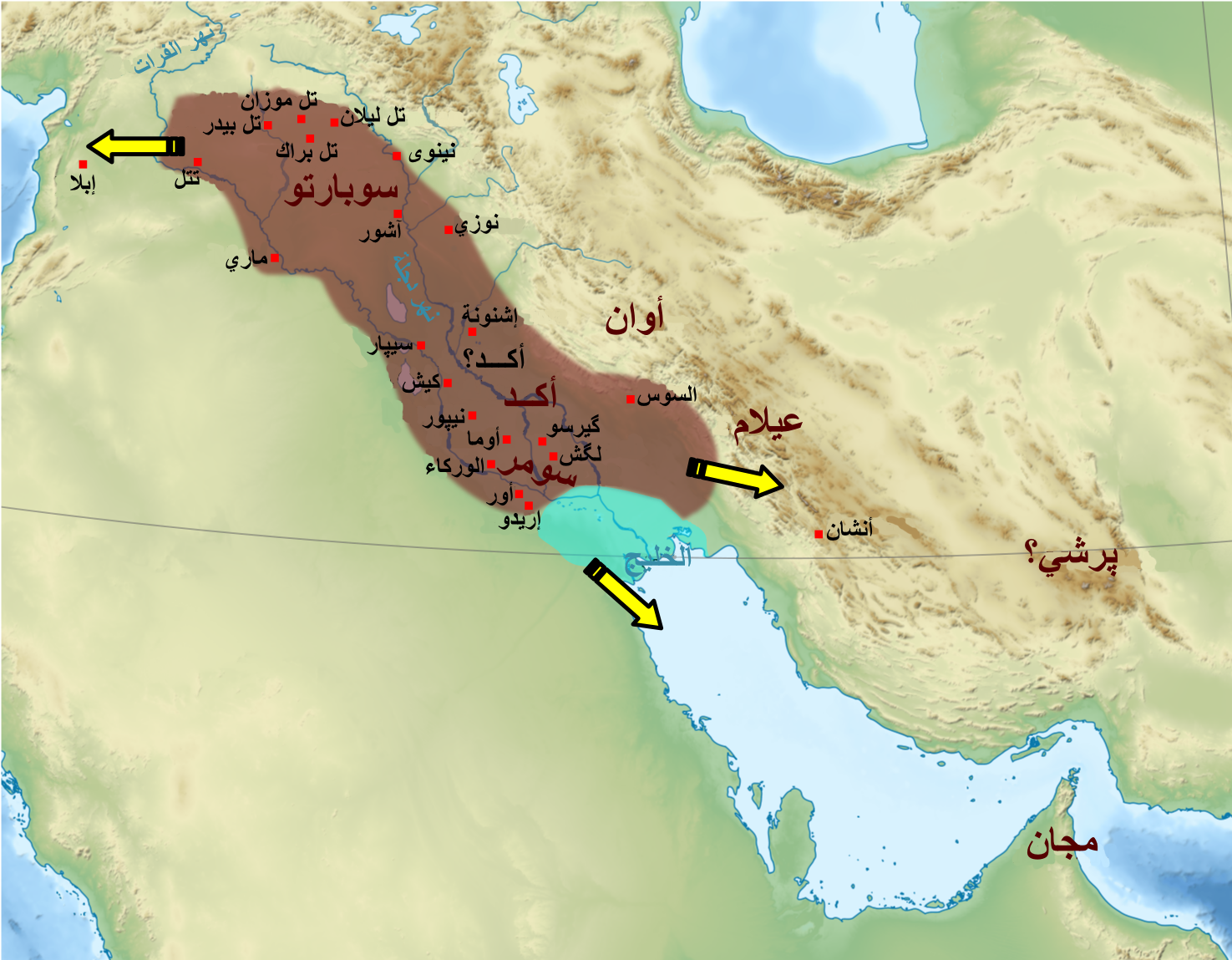
خريطة (باللون البني) واتجاهات الحملات العسكرية (الأسهم الصفراء)

- في الفترة 2,214 ق.م. — 2,206 ق.م. واجه ريموش من أكد (مدينة) ثورات واسعة وقمعها بنجاح، وقد شن حملة ناجحة ضد عيلام ومرهاشي.
- في الفترة 2,205 ق.م. — 2,191 ق.م. مانيشتوشو من أكد (مدينة) غزا مدينة شيراسو في عيلام
- في الفترة 2,190 ق.م. — 2,115 ق.م. نارام سين من أكد (مدينة) غزا لولوبي ومجان[ ؟ ]
- في الفترة 2,115 ق.م. — 2,090 ق.م. أطلق شار كالي شاري من أكد حملات ناجحة ضد جوتي ومملكة أمورو وعيلام ومناطق أخرى.
- في الفترة 2,090 ق.م. — 2,087 ق.م. بعد عهد شار كالي شاري، قد يكون هناك فترة قصيرة من الأزمات والصراعات بين الملك إجيجي، إيمي، نانوم، إيلولو
- في الفترة 2,087 ق.م. — 2,066 ق.م. أنهى دودو الأكدي من أكد فترة من الفوضى النسبية
- في الفترة 2,066 ق.م. — 2,051 ق.م. تم غزو أكد (مدينة) أثناء عهد شو تورول

- حوالي عام 2,002 ق.م. (التسلسل الزمني للشرق الأدنى القديم) جوتي attacks on the الإمبراطورية الأكدية

- 1,945 ق.م. — 1,906 ق.م. إيلو شوما of آشور made many raids into southern بلاد الرافدين
- حوالي عام 1,886 ق.م. — 1,879 ق.م. (التسلسل الزمني للشرق الأدنى القديم) After defeating the جوتي with the aid of other cities, اوتوحيكال of الوركاء established himself as the king of سومر
  - حوالي عام 1,886 ق.م. (التسلسل الزمني للشرق الأدنى القديم) Defeat of [2]Tirigan, the last الجوتيون ruler in سومر

Map showing the Ur III state and its influence sphere

- حوالي عام 1,879 ق.م. — 1,861 ق.م. (التسلسل الزمني للشرق الأدنى القديم) أور نمو of أور conquered لجش
- حوالي عام 1,861 ق.م. — 1,815 ق.م. (التسلسل الزمني للشرق الأدنى القديم) شولجي of أور destroyed دير (سومر), launched a campaign against إمارة أنشان، and engaged in a period of expansionism at the expense of highlanders such as the لولوبيين، and others
- حوالي عام 1,830 ق.م. — 1,817 ق.م. (التسلسل الزمني للشرق الأدنى القديم) The أموريون chieftain سومو آبوم won independence from the city-state كازالو
- حوالي عام 1,815 ق.م. — 1,809 ق.م. (التسلسل الزمني للشرق الأدنى القديم) أمار سين of أور launched campaigns conducted against Urbilum, and several other regions with obscure names: Shashrum, Shurudhum, Bitum-Rabium, Jabru, and Huhnuri
- حوالي عام 1,813 ق.م. — 1,791 ق.م. شمشي أدد الأول conquered آشور (مدينة)، مملكة ماري، إكلاتوم, and تل ليلان، establishing an empire encompassing the whole of northern Mesopotamia and included territory in central Mesopotamia, Asia Minor and northern Syria
- حوالي عام 1,800 ق.م. — 1,776 ق.م. (التسلسل الزمني للشرق الأدنى القديم) During the reign of إبي سين of أور، the Sumerian empire was attacked repeatedly by أموريون and as faith in Ibbi-Sin's leadership failed, عيلام declared its independence and began to raid as well
  - حوالي عام 1,776 ق.م. (التسلسل الزمني للشرق الأدنى القديم) لغة عيلامية Sack of أور

#### قائمة ملوك سومر
- حوالي عام 1,766 ق.م. (التسلسل الزمني للشرق الأدنى القديم) إشبي إيرا of إيسن reconquered much of the former heartland of سومر and بلاد الرافدين from عيلام and various invaders

#### تاريخ بلاد الرافدين
- حوالي عام 1,752 ق.م. — 1,730 ق.م. (التسلسل الزمني للشرق الأدنى القديم) دامق إيليشو of إيسن، the last king on the قائمة ملوك سومر، is defeated by سين موباليت of بابل
- حوالي عام 1,728 ق.م. — 1,686 ق.م. (التسلسل الزمني للشرق الأدنى القديم) حمورابي of بابل extended بابل's control over بلاد الرافدين by winning a series of wars against neighboring kingdoms
- حوالي عام 1,720 ق.م. بوزور سين، an آشورn vice regent drove out أسينوم the أموريون vassal king of the بلاد بابل from آشور، allowing the native آشور دوغول to seize the throne and subsequently triggering a civil war which ended بلاد بابلn and أموريون influence in آشور by 1,720 ق.م.

#### بلاد بابل
- حوالي عام 1,531 ق.م. (التسلسل الزمني للشرق الأدنى القديم) بلاد بابل
- حوالي عام 1,507 ق.م. (التسلسل الزمني للشرق الأدنى القديم) كيشيون attacks on بابل

The extent of the Babylonian Empire during the Kassite dynasty

- حوالي عام 1,232 ق.م. — 1,225 ق.م. (التسلسل الزمني للشرق الأدنى القديم) توكولتي نينورتا الأول of آشور defeated كشتيلياش الرابع، the كيشيون king of بابل and captured the city of بابل to ensure full آشورn supremacy over بلاد الرافدين
- حوالي عام 1,157 ق.م. — 1,155 ق.م. (التسلسل الزمني للشرق الأدنى القديم) إنليل نادين أخي، the final king of the كيشيون dynasty that had ruled over بابل، was defeated by Kutir-Nahhunte of عيلام، the successor of شوتروك ناخونته

#### ملوك بابل
- حوالي عام 1,125 ق.م. — 1,104 ق.م. (التسلسل الزمني للشرق الأدنى القديم) نبوخذ نصر الأول of إيسن's نبوخذ نصر الأول

#### آشور
- 1,114 ق.م. — 1,076 ق.م. تغلث فلاسر الأول of آشور launched campaigns against the Mushki,[3] the حيثيون، and the آراميون
- حوالي عام 1,074 ق.م. In the first year of the reign of the 89th ملوك آشور آشور بيل كالا، son of تغلث فلاسر الأول، آشور بيل كالا آشور بيل كالا in the north against the أرارات

#### إمبراطورية آشورية حديثة
- 911 ق.م. — 605 ق.م. الجيش الاشوري
  - 883 ق.م. — 859 ق.م. آشور ناصربال الثاني
  - 859 ق.م. — 824 ق.م. شلمنصر الثالث

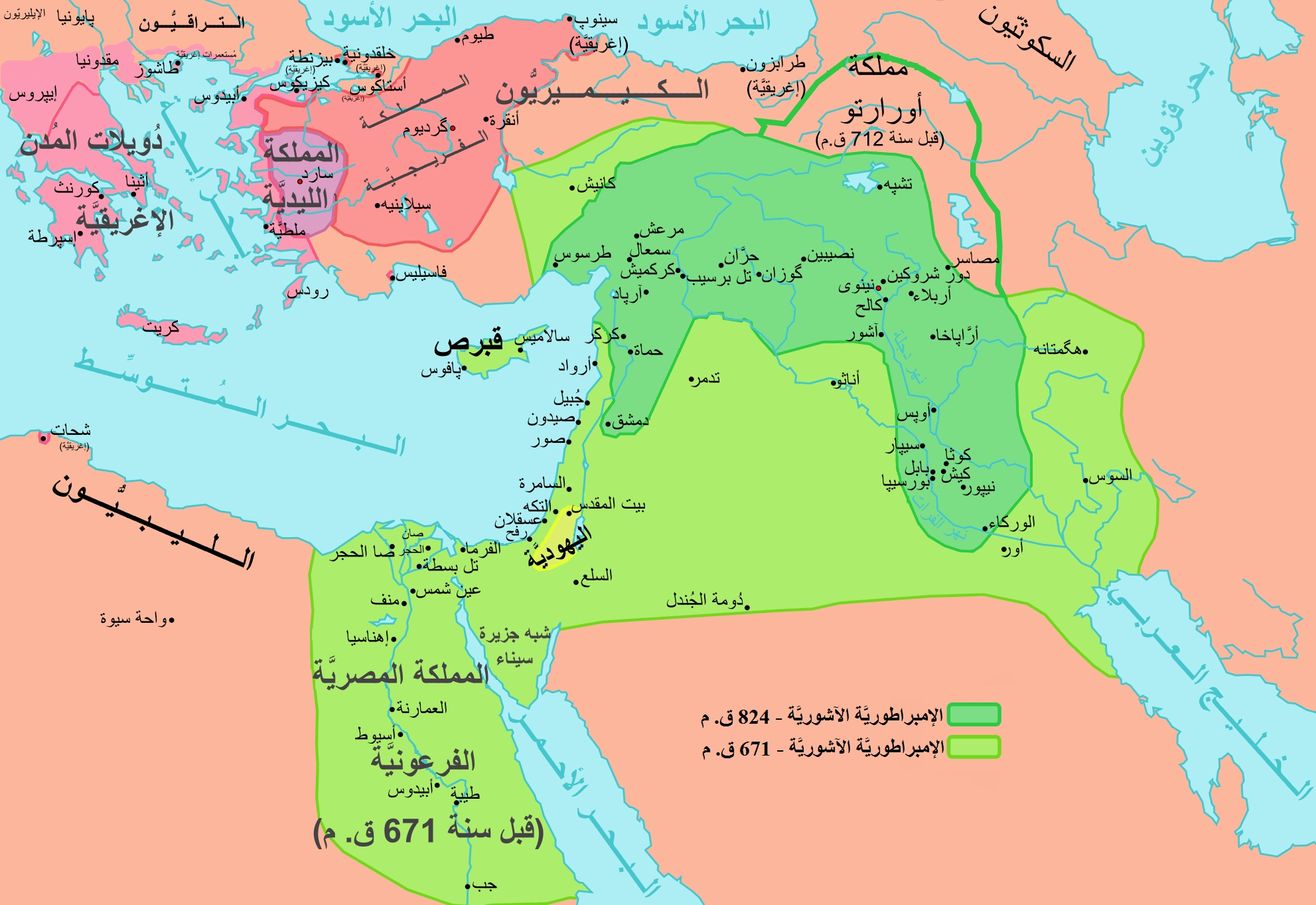
Map of the Neo-Assyrian Empire and its expansions.

- - 745 ق.م. — 727 ق.م. تغلات بلاصر الثالث
  - 722 ق.م. — 705 ق.م. سرجون الثاني
    - 710 ق.م. سرجون الثاني

  - 705 ق.م. — 681 ق.م. سنحاريب
    - 703 ق.م. — 689 ق.م. سنحاريب
      - 693 ق.م. معركة نهر ديالى
      - 693 ق.م. حصار بابل

  - 681 ق.م. — 669 ق.م. آسرحدون
  - 668 ق.م. — 627 ق.م. آشوربانيبال
  - 627 ق.م. — 624 ق.م. آشور إيتيل إيلاني
    - 626 ق.م. الثورة البابلية

  - 616 ق.م. معركة عرفة
  - 627 ق.م. — 624 ق.م. سين شار إشكون
    - 626 ق.م. — 619 ق.م. سين شار إشكون
    - 616 ق.م. — 605 ق.م. سين شار إشكون
      - 614 ق.م. سقوط آشور
      - 612 ق.م. آشور (مدينة) is sacked and largely destroyed during the conquest of آشور by the بلاد بابل
      - 612 ق.م. معركة نينوى (612 قبل الميلاد)

  - 627 ق.م. — 624 ق.م. سين شار إشكون
  - 612 ق.م. — 609 ق.م. Campaigns of Ashur-uballit II
    - 610 ق.م. حران (تركيا) was besieged and conquered by نبوبولاسر and سياخريس
    - 609 ق.م. حران (تركيا) was briefly retaken by آشور أوباليط الثاني and his Egyptian allies before it definitely fell to the ميديون and إمبراطورية بابلية حديثة
    - Egyptian-Babylonian wars
      - 605 ق.م. معركة كركميش

#### إمبراطورية بابلية حديثة

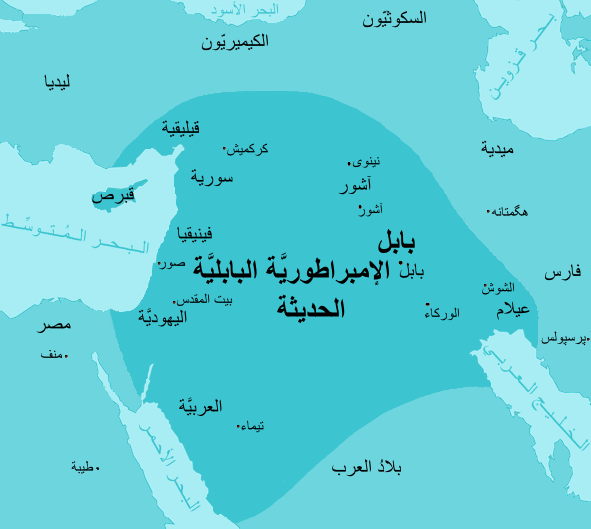
The إمبراطورية بابلية حديثة

- - 627 ق.م. — 624 ق.م. آشور إيتيل إيلاني
    - 626 ق.م. الثورة البابلية

  - 616 ق.م. معركة عرفة
  - 627 ق.م. — 624 ق.م. سين شار إشكون
    - 626 ق.م. — 619 ق.م. سين شار إشكون
    - 616 ق.م. — 605 ق.م. سين شار إشكون
      - 614 ق.م. سقوط آشور
      - 612 ق.م. آشور (مدينة) is sacked and largely destroyed during the conquest of آشور by the بلاد بابل
      - 612 ق.م. معركة نينوى (612 قبل الميلاد)

  - 627 ق.م. — 624 ق.م. سين شار إشكون
  - 612 ق.م. — 609 ق.م. Campaigns of Ashur-uballit II
    - 610 ق.م. حران (تركيا) was besieged and conquered by نبوبولاسر and سياخريس
    - 609 ق.م. حران (تركيا) was briefly retaken by آشور أوباليط الثاني and his Egyptian allies before it definitely fell to the ميديون and الإمبراطورية البابلية الحديثة
    - Egyptian-Babylonian wars
      - 605 ق.م. معركة كركميش

#### آشور الأخمينية
- 559 ق.م. — 530 ق.م. كورش الكبير
  - 25 سبتمبر 539 ق.م. — 28 سبتمبر 539 ق.م. معركة أوبيس
  - 29 أكتوبر 539 ق.م. معركة أوبيس

#### مقدونيا القديمة
- 335 ق.م. — 323 ق.م. حروب الإسكندر الأكبر

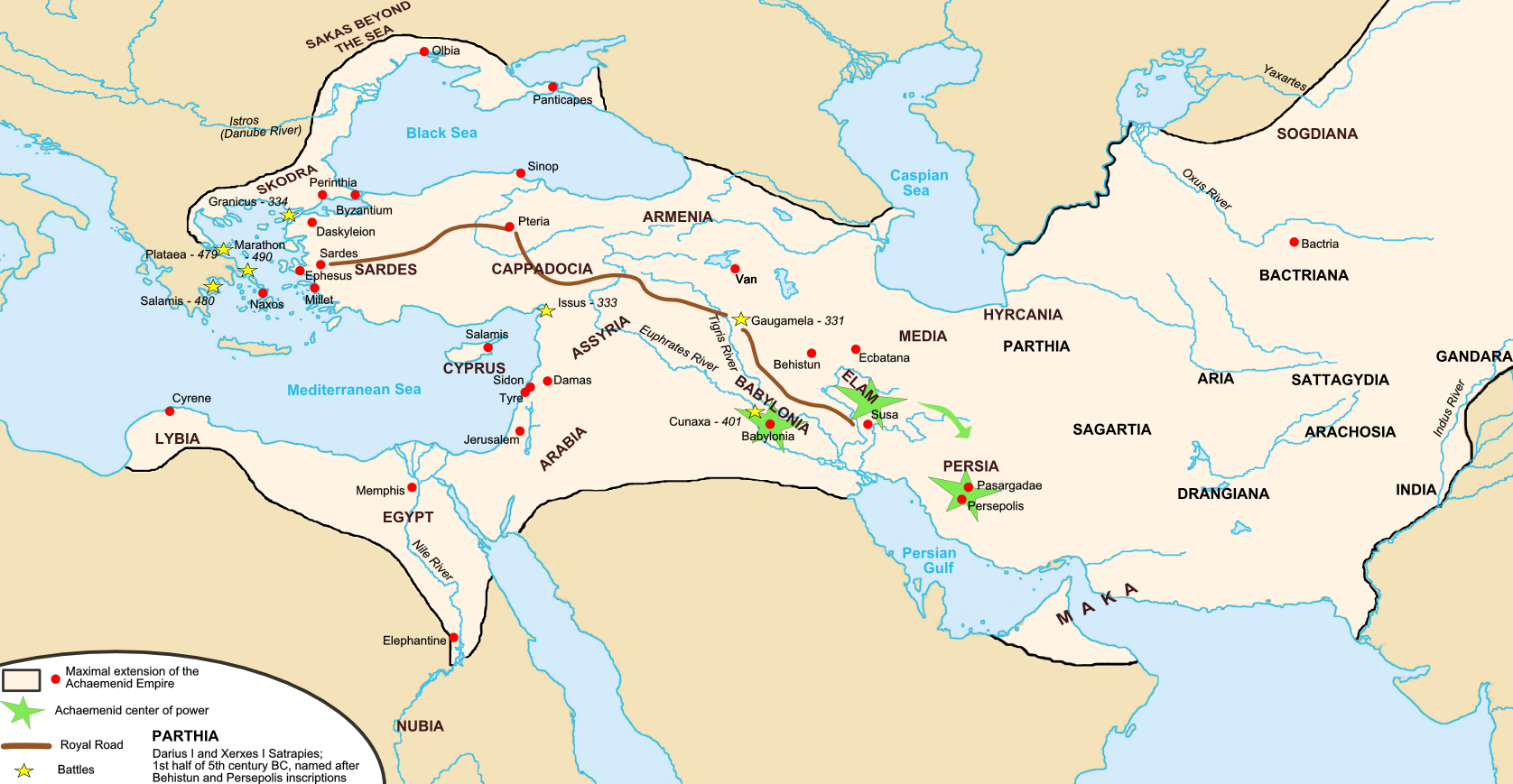
The حصار ميليتوس and the معركة إسوس are shown on this map of the أخمينيون around the time of Darius the Great and Xerxes.

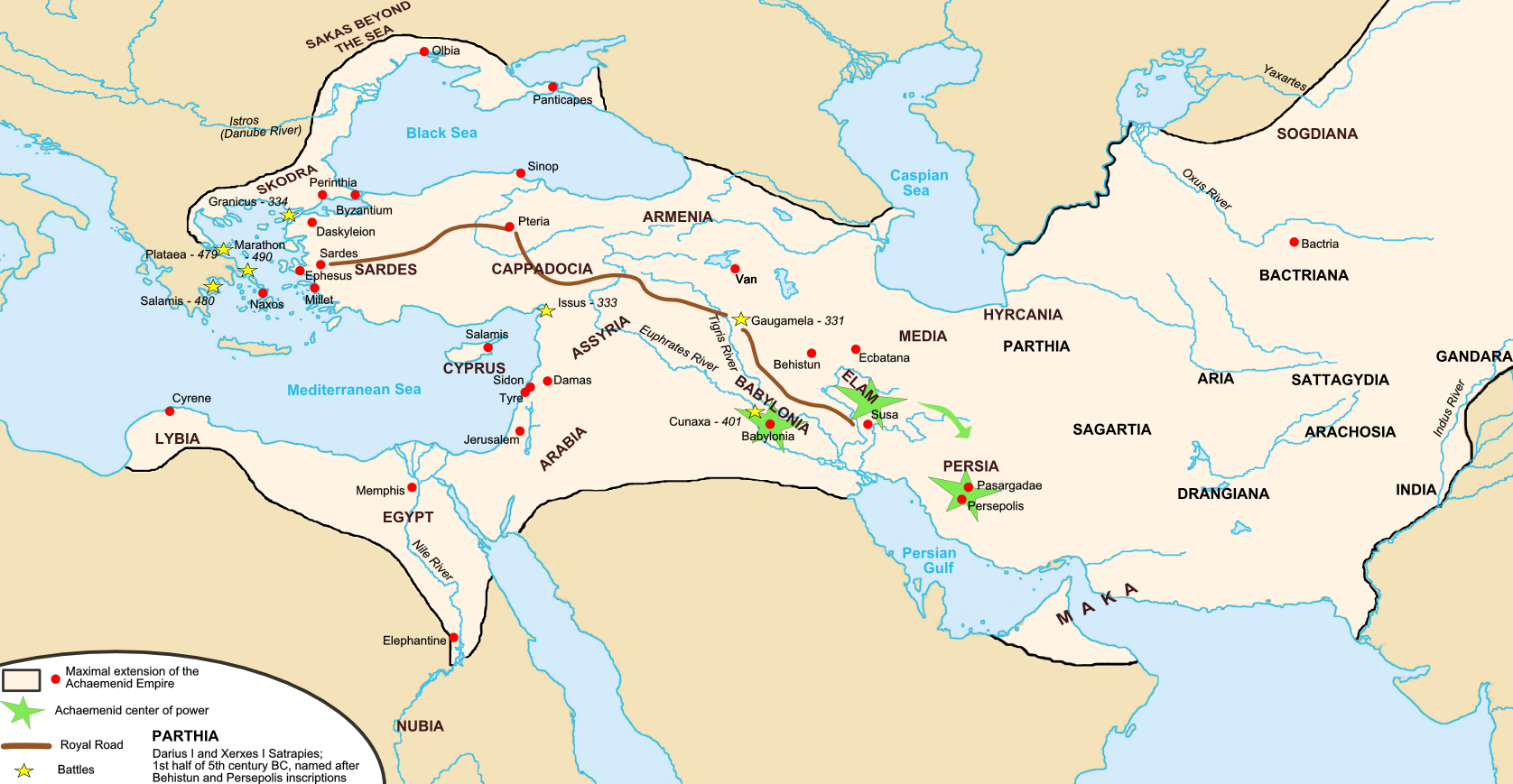
The حصار ميليتوس and the معركة إسوس are shown on this map of the أخمينيون around the time of Darius the Great and Xerxes.

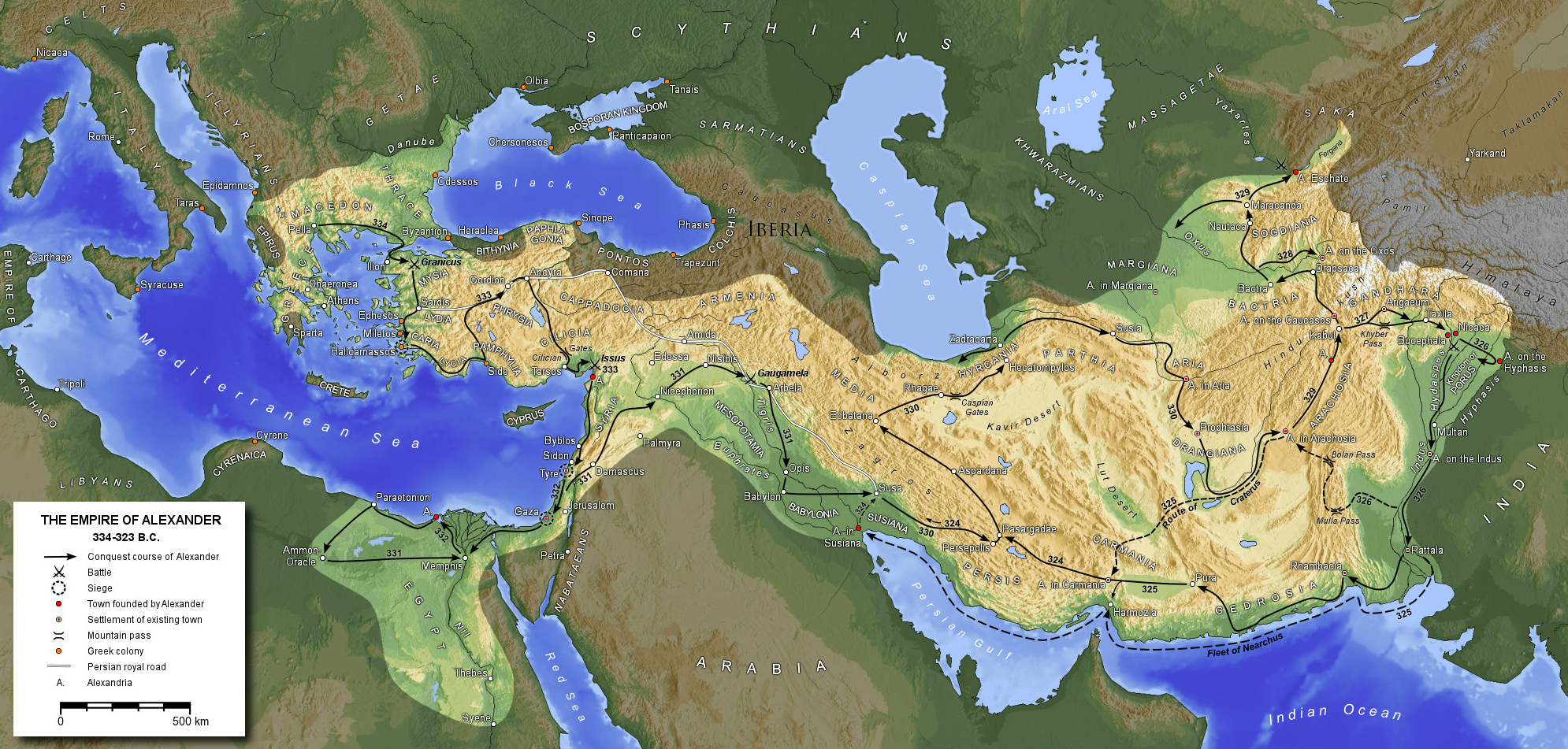
حروب الإسكندر الأكبر

- - October 1, 331 ق.م. معركة غوغميلا

#### سلوقيون

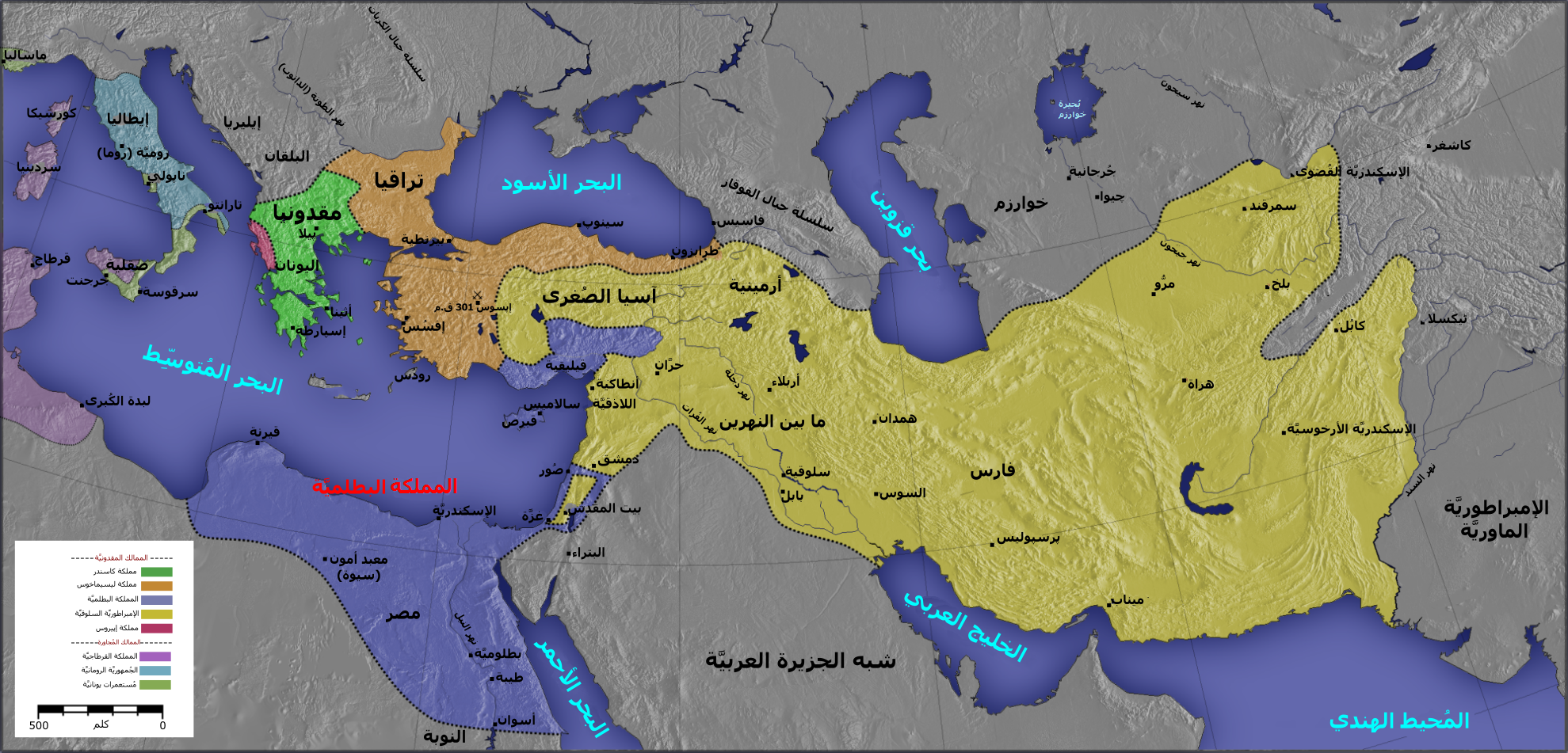
Kingdoms of the Diadochi after the Battle of Ipsus, c. 301 BC.
Kingdom of بطليموس الأول
Kingdom of كاسندر
Kingdom of ليسيماخوس
Kingdom of سلوقس الأول
إبيروس (منطقة)
Other
قرطاج
الجمهورية الرومانية
استعمار إغريقي

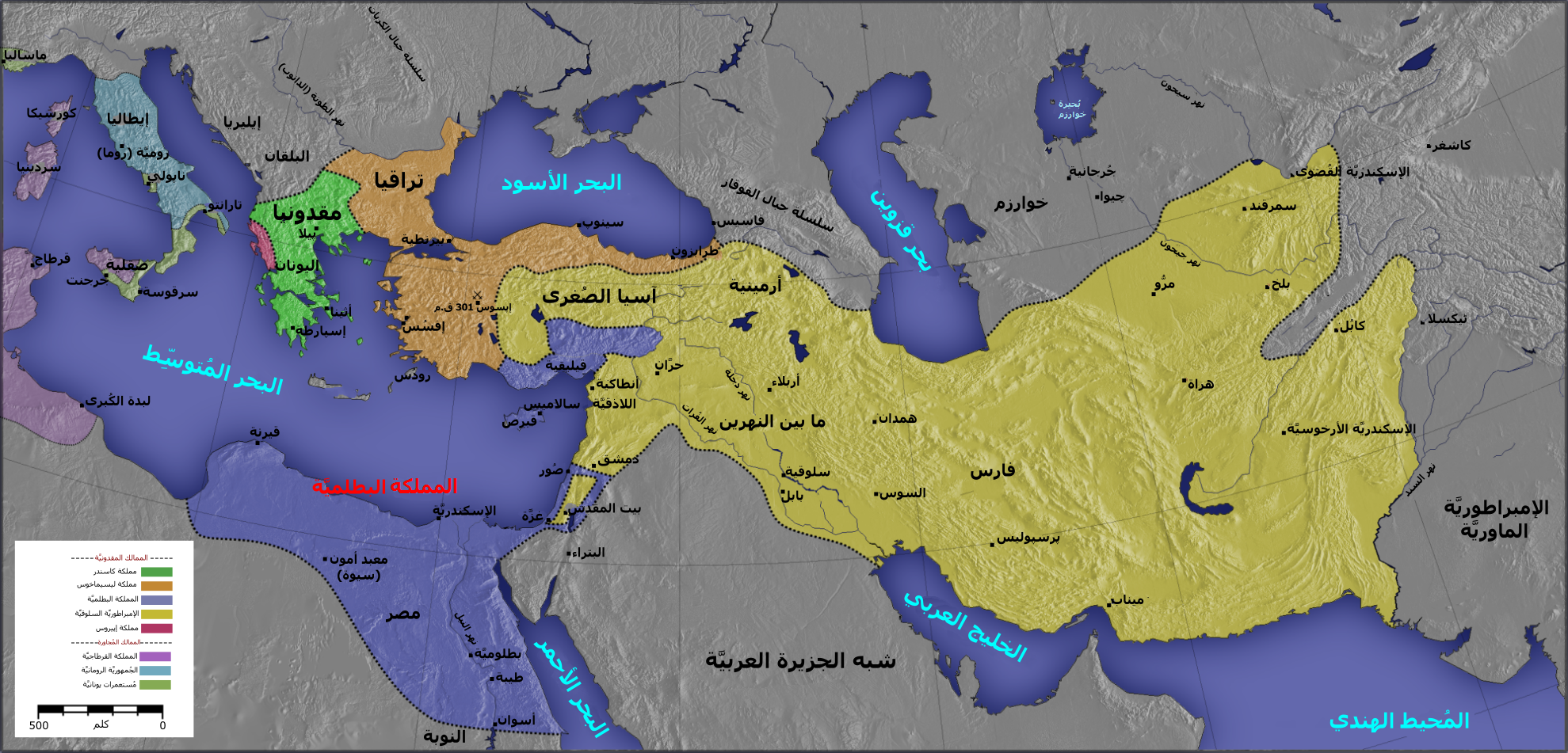
Kingdoms of the Diadochi after the Battle of Ipsus, c. 301 BC.
Kingdom of بطليموس الأول
Kingdom of كاسندر
Kingdom of ليسيماخوس
Kingdom of سلوقس الأول
إبيروس (منطقة)
Other
قرطاج
الجمهورية الرومانية
استعمار إغريقي

- 322 ق.م. — 275 ق.م. حروب ملوك طوائف الإسكندر
  - 311 ق.م. — 309 ق.م. الحرب البابلية

#### الإمبراطورية البارثية
- 238 ق.م. — 129 ق.م. الحروب السلوقية الفرثية
  - 238 ق.م. فتح بارني لفرثيا
  - 129 ق.م. Battle of Ecbatana[4]

#### المقاطعات الرومانية في بلاد ما بين النهرين

تطور وتوسع المملكة الرومانية، الجمهورية الرومانية، الإمبراطورية الرومانية، الإمبراطورية الرومانية الغربية، والإمبراطورية البيزنطية

- 92 ق.م. — 629 بعد الميلاد حروب الروم والفرس
  -     - 198 بعد الميلاد معركة قطيسفون (198)
    - 243 بعد الميلاد معركة راسئنا

  - 66 ق.م. — 217 بعد الميلاد الحروب الرومانية-الفرثية
    - 40 ق.م. — 33 ق.م. حرب أنطونيو البارثية
    - 161 بعد الميلاد — 166 بعد الميلاد الحرب الرومانية البارثية 161-166
    - 213 بعد الميلاد — 217 بعد الميلاد حرب كاركلا البارثية
      - 217 بعد الميلاد معركة نصيبين (217)

#### أشورستان
- 217 م. — 502 م. حروب الروم والفرس
  - Winter of 244 م.[5]Battle of Misiche
  - 253 م.[6]Battle of Barbalissos
  - 260 م. معركة الرها
  - 264 C.E. معركة قطسيفون
  - 344[7] C.E. Battle of Satala  [لغات أخرى]‏
  - 359 C.E. Siege of  [لغات أخرى]‏ [8]Singara
  - 359 [8] C.E. Siege of Amida
  - April 27, 363 C.E. — April 29, 363 C.E. Siege [9]of Pirisabora
  - May 29, 363 C.E. معركة قطسيفون
  - June 363 C.E. معركة سامراء

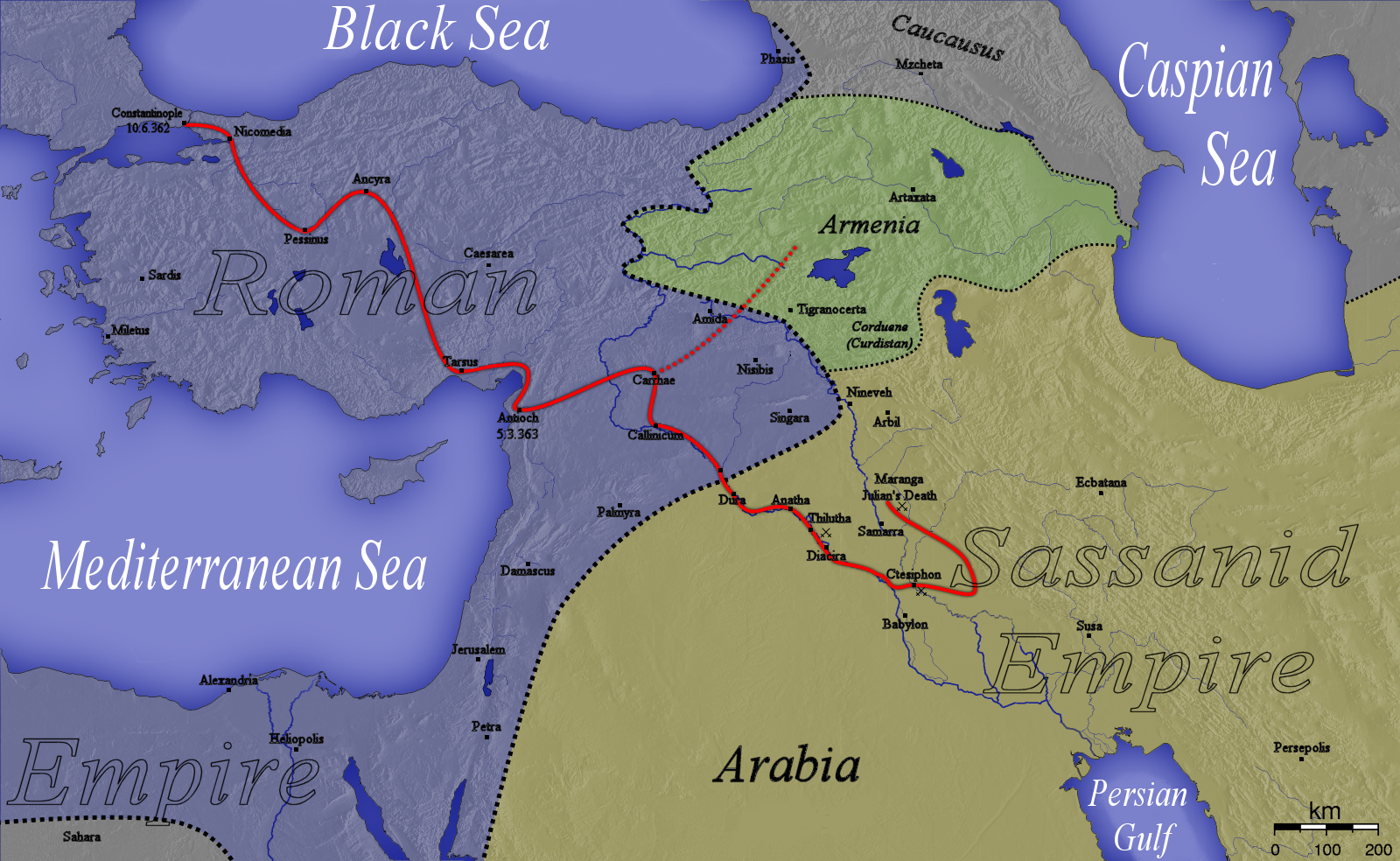
يوليان المرتد's unsuccessful campaign in 363 C.E. resulted in the loss of the Roman territorial gains under the peace treaty of 299.

- حوالي عام 240 C.E. — 272 C.E. آشور (مدينة) is destroyed by the ساسانيون king شابور بن أردشير
- 502 C.E. — 628 C.E. الحروب البيزنطية الساسانية
  - 502 C.E. — 506 C.E. حرب أناستازيا
  - 526 C.E. — 532 C.E. الحرب الإيبيرية
  - 572 C.E. — 591 C.E. الحرب البيزنطية الساسانية 572–591
  - حوالي عام 602 C.E. — حوالي عام 628 C.E. الحرب الساسانية-البيزنطية 602-628
- 633 C.E. — 644 C.E. الفتح الإسلامي لفارس

- - April 633 C.E. معركة النهر
  - May 633 C.E. معركة الولجة
  - May 633 C.E. معركة أليس
  - May 633 C.E. معركة الحيرة
  - 633 C.E. معركة عين التمر
  - November 633 C.E. معركة المضيح
  - November 633 C.E. معركة الثني
  - November 633 C.E. معركة الزميل
  - January 634 C.E. معركة الفراض
  - November 634 C.E. موقعة الجسر

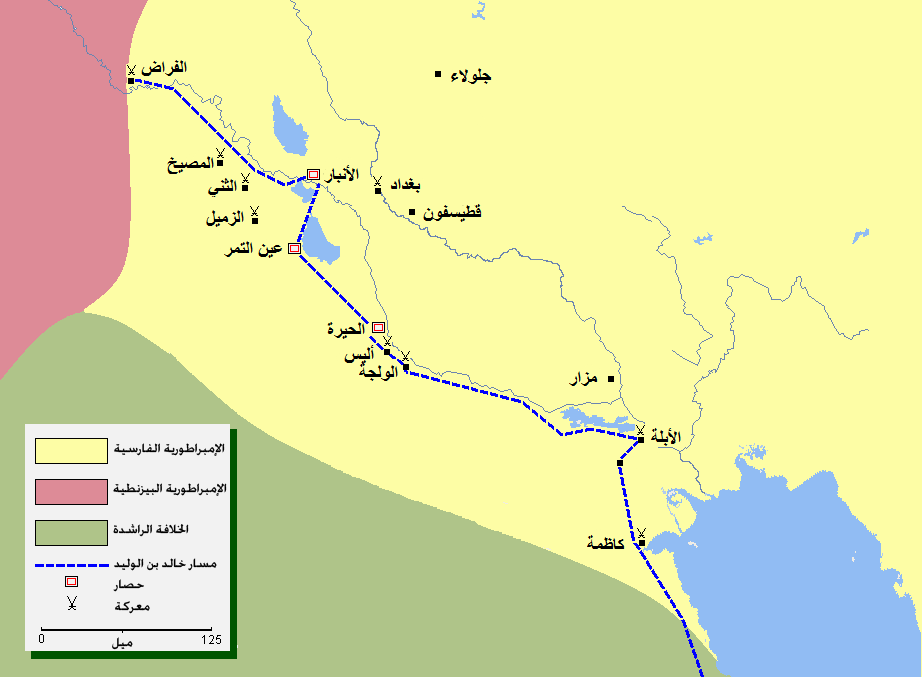
Map detailing the route of خالد بن الوليد's conquest of Iraq in 633 C.E.

  - November 16, 636 C.E. — November 19, 636 C.E. معركة القادسية
  - January 637 C.E. — March 637 C.E. فتح المدائن
  - April 637 C.E. معركة جلولاء

#### الخلافة الراشدة
- 633 C.E. — 644 C.E. الفتح الإسلامي لفارس

- - April 633 C.E. معركة النهر
  - May 633 C.E. معركة الولجة
  - May 633 C.E. معركة أليس
  - May 633 C.E. معركة الحيرة
  - 633 C.E. معركة عين التمر
  - November 633 C.E. معركة المضيح
  - November 633 C.E. معركة الثني
  - November 633 C.E. معركة الزميل
  - January 634 C.E. معركة الفراض
  - November 634 C.E. موقعة الجسر

Expansion of Rashidun Caliphate

  - November 16, 636 C.E. — November 19, 636 C.E. معركة القادسية
  - January 637 C.E. — March 637 C.E. فتح المدائن
  - April 637 C.E. معركة جلولاء

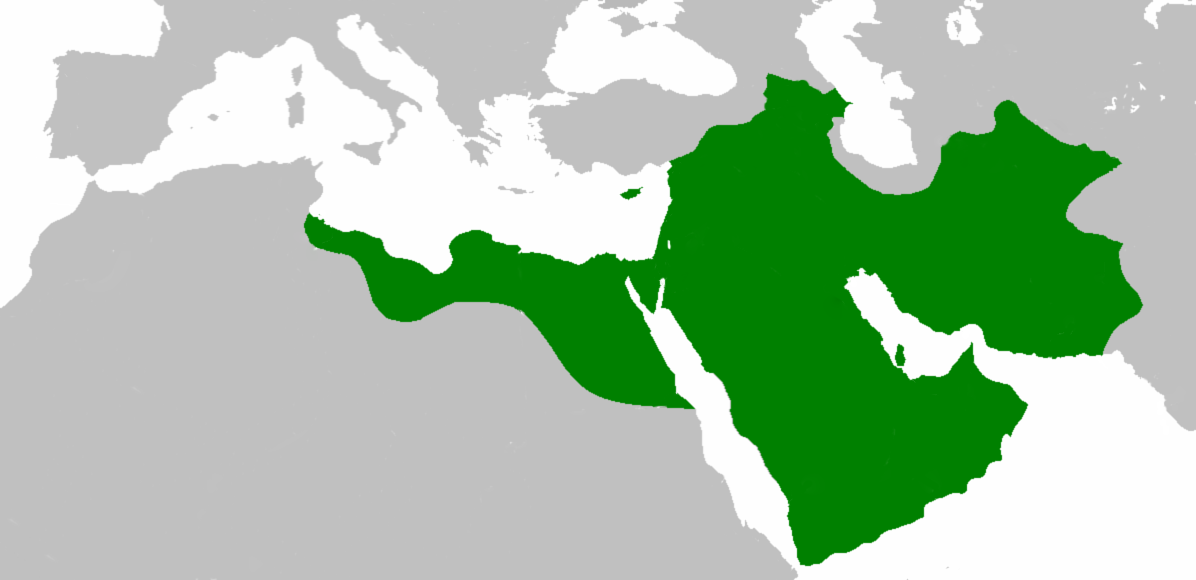
The الخلافة الراشدة reached its greatest extent under Caliph Uthman, in 654.

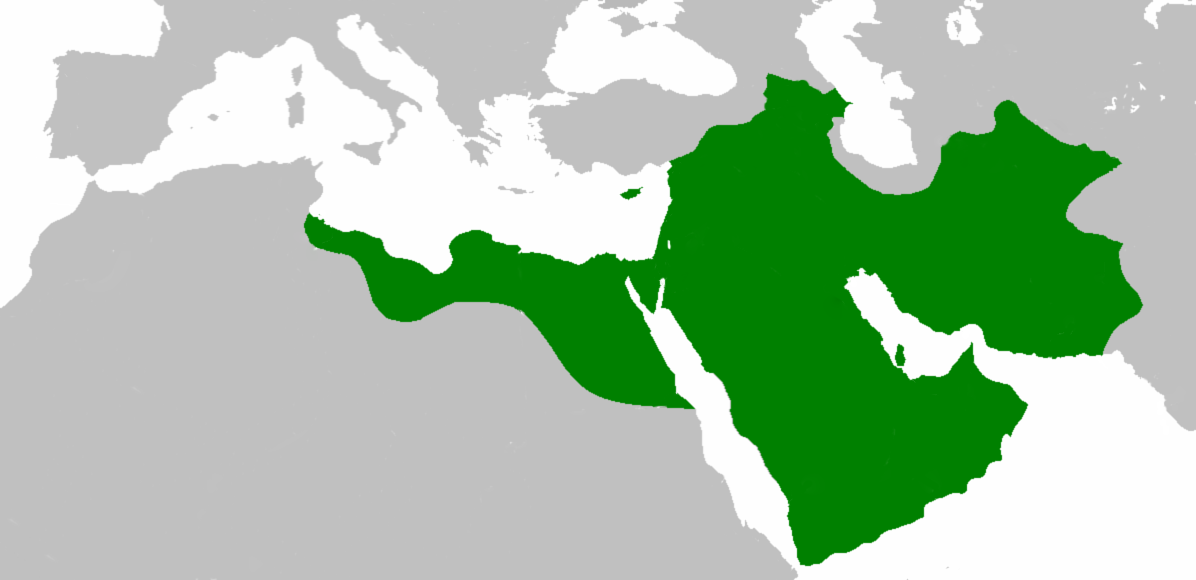
The الخلافة الراشدة reached its greatest extent under Caliph Uthman, in 654.

- 656 C.E. — 661 C.E. فتنة مقتل عثمان
  - 656 C.E. موقعة الجمل
  - 659 C.E. معركة النهروان

#### الدولة الأموية
- 680 C.E. — 692 C.E. الفتنة الثانية
  - October 10, 680 C.E. معركة كربلاء
  - 692 C.E. معركة دير الجثاليق
- 743 C.E. — 750 C.E. الدولة الأموية

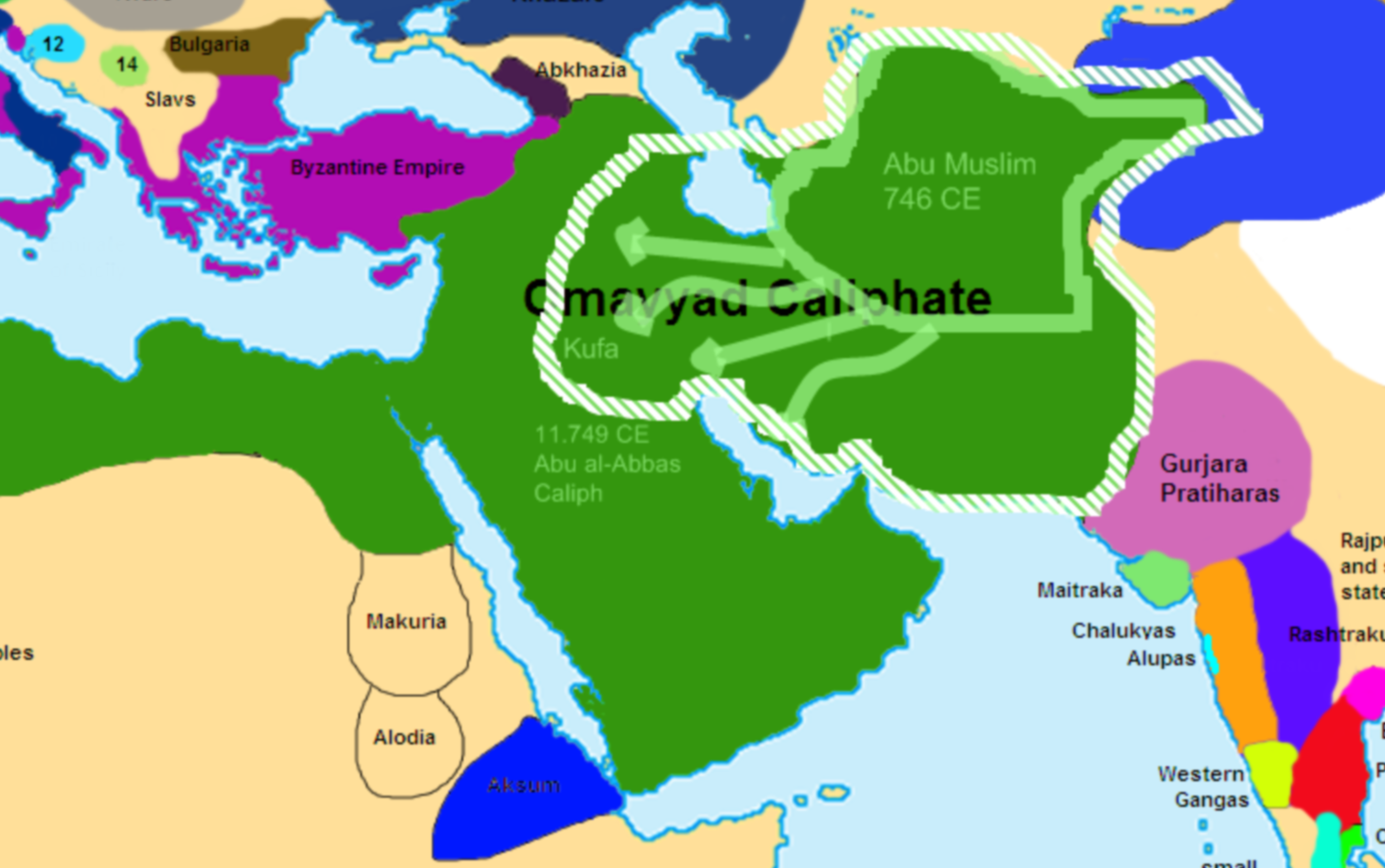
The Caliphate at the beginning of the الدولة العباسية revolt, before the معركة الزاب.

- - January 25, 750 C.E. معركة الزاب

#### الدولة العباسية
- September 763 C.E. — February 763 C.E. ثورة العلويين
- 809 C.E. — 827 C.E. الفتنة الرابعة
  - 812 C.E. — 813 C.E.[10]حصار بغداد (812–813)
- 861 C.E. — 870 C.E. فوضى سامراء
- 946[11] C.E. Battle of Baghdad
- 1,157 C.E. Siege of [12]Baghdad

#### إمبراطورية المغول
- 1,258 C.E. سقوط بغداد (1258)

Expansion of the إمبراطورية المغول

- 1,370 C.E. — 1,405 C.E. آشوريون/سريان/كلدان are massacred at آشور (مدينة) by تيمورلنك

#### العراق العثمانية
- 1,532 C.E. — 1,555 C.E. الحرب العثمانية الصفوية (1532–1555)
  - 1,534 C.E. فتح بغداد
- 1,623 C.E. — 1,639 C.E. الحرب العثمانية الصفوية
  - 1,623 C.E. سقوط بغداد
  - 1,638 C.E. فتح بغداد (1638)
- July 28, 1,914 C.E. — November 11, 1,918 C.E. الحرب العالمية الأولى
  - October 29, 1,914 C.E. — October 30, 1,918 C.E. مسرح أحداث الشرق الأوسط خلال الحرب العالمية الأولى
    - November 6, 1,914 C.E. — 14 November 1,918 C.E. حملة بلاد الرافدين
      - November 6, 1,914 C.E. إنزال الفاو
      - November 11, 1,914 C.E. — November 21, 1,914 C.E. معركة البصرة (1914)
      - December 3, 1,914 C.E. — December 9, 1,914 C.E. معركة القرنة
      - April 12, 1,915 C.E. — April 14, 1,915 C.E. معركة الشعيبة

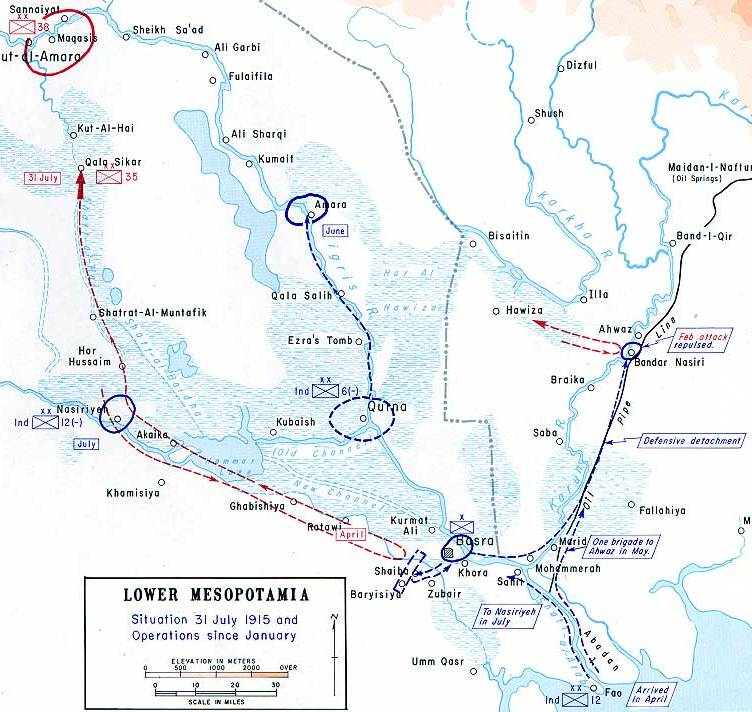
July 1,915, British offence in Iraq during الحرب العالمية الأولى

- -     -       - September 28, 1,915 C.E. معركة السن
      - November 22, 1,915 C.E. — 25 November 1,915 C.E. معركة المدائن (الحرب العالمية الأولى)
      - December 7, 1,915 C.E. — April 29, 1,916 C.E. حصار الكوت
      - January 6, 1,916 C.E. — January 8, 1,916 C.E. معركة الشيخ سعد
      - January 13, 1,916 C.E. معركة الوادي
      - January 21, 1,916 C.E. معركة حنا
      - March 8, 1,916 C.E. معركة الدجيلة
      - March 8, 1,917 C.E. — March 11, 1,917 C.E. سقوط بغداد 1917
      - February 23, 1,917 C.E. معركة كوت العمارة الثانية
      - March 13, 1,917 C.E. — April 23, 1,917 C.E. هجوم سامراء
      - September 28, 1,917 C.E. — September 29, 1,917 C.E. معارك الرمادي
      - March 26, 1,918 C.E. — March 27, 1,918 C.E. عملية خان البغدادي [13]Baghdadi
      - October 23, 1,918 C.E. — October 30, 1,918 C.E. معركة الشرقاط

#### إدارة أراضي العدو المحتلة
- May 1,920 C.E. — October 1,920 C.E. ثورة العشرين

#### المملكة العراقية
- September 1, 1,939 C.E. — September 2, 1,945 C.E. الحرب العالمية الثانية
  - June 10, 1,940 C.E. — May 2, 1,945 C.E. مسرح عمليات المتوسط والشرق الأوسط وأفريقيا في الحرب العالمية الثانية
    - May 2, 1,941 C.E. — May 31, 1,941 C.E. الحرب الأنجلو-عراقية
      - April 1, 1,941 C.E. انقلاب رشيد عالي الكيلاني
- 1,918 C.E. — 2,003 C.E. النزاع العراقي الكردستاني
  - November 1,922 C.E. — July 1,924 C.E. ثورات محمود برزنجي
  - 1,931 C.E. — 1,932 C.E. ثورة أحمد البرزاني
  - 1,943 C.E. — October 1,945 C.E. ثورة بارزان الثانية

#### العراق تحت حكم حزب البعث
- 1,918 C.E. — 2,003 C.E. النزاع العراقي الكردستاني
  - September 11, 1,961 C.E. — 1,970 C.E. حرب كردستان العراق 1961 - 1970
  - April 1,974 C.E. — Mid 1,975 C.E. حرب كردستان العراق 1974 - 1975
  - 1,975 C.E. — 1,983 C.E.[14]تمرد الاتحاد الوطني الكردستاني
  - September 1,983 C.E. — September 1,988 C.E. التمرد الكردي ل 1983[15]
  - May 1,994 C.E. — November 24, 1,997 C.E. الحرب الأهلية في كردستان العراق
- September 22, 1,980 C.E. — August 20, 1,988 C.E. حرب الخليج الأولى
  - 1,980 C.E. حرب الخليج الثانية
    - September 23, 1,980 C.E. عملية كمان 99
    - October 29, 1,980 C.E. Operation [16]Sultan 10
    - September 30, 1,980 C.E. عملية السيف المحروق
    - November 28, 1,980 C.E. — November 29, 1,980 C.E. Operation [17]Morvarid

  - 1,981 C.E. حرب الخليج الثانية
    - April 4, 1,981 C.E. الهجوم على إتش 3

  - 1,982 C.E. حرب الخليج الثانية
    - Early July 1,982 C.E. عملية رمضان

  - 1,983 C.E. — 1,985 C.E. حرب الخليج الثانية
    - February 6, 1,983 C.E. — February 26, 1,983 Operation [18]Before the Dawn
    - April 10, 1,983 C.E.[19]عملية الفجر (1983)
    - July 22, 1,983 C.E.[20]عملية الفجر 2
    - July 30, 1,983 C.E. — August 9, 1,983 [21]عملية الفجر 3
    - October 19, 1,983 C.E. — mid November 1,983 [22]عملية الفجر 4
    - Early 1,984 C.E.[23]Operation Dawn 5
    - February 14, 1,984 C.E. — March 19, 1,984 عملية خيبر
    - February 22, 1,984 C.E. — February 24, 1,984 C.E. Operation [24]Dawn 6
    - 1,984 C.E. معركة الأهوار [25]معركة الأهوار
    - March 10, 1,985 C.E. — March 20, 1,985 C.E. عملية بدر (1985)

  - 1,986 C.E. — 1,987 C.E. حرب الخليج الثانية
    - 1,986 C.E. — 1,989 C.E. حملة الأنفال
    - March 16, 1,988 C.E. الهجوم الكيميائي على حلبجة
    - February 9, 1,986 C.E. — February 25, 1,986 C.E. عملية الفجر 8
    - February 11, 1,986 C.E. معركة الفاو الأولى [26]al-Faw
    - December 25, 1,986 C.E. — 27 December 1,986 C.E. عملية كربلاء-4
    - January 8, 1,987 C.E. — February 26, 1,987 C.E. عملية كربلاء 5
    - Early 1,987 C.E.[27]عملية كربلاء-6
    - May 1,987 C.E. عملية كربلاء 10
    - May 1,987 C.E. — early June 1,987 C.E.[28]Operation Nasr 4

  - 1,988 C.E. حرب الخليج الثانية
    - Mid-March 1,988 C.E. عملية ظفر 7
    - April 17, 1,988 C.E. معركة تحرير الفاو

  - 1,981 C.E. الصراع العربي الإسرائيلي
    - June 7, 1,981 C.E. عملية أوبرا
- August 2, 1,990 C.E. — February 28, 1,991 C.E. حرب الخليج الثانية
  - 1,991 C.E. حرب الخليج الثانية
    - February 15, 1,991 C.E. — February 20, 1,991 C.E. معركة وادي الباطن

  - January 17, 1,991 C.E. — February 23, 1,991 C.E. الحملة الجوية في حرب الخليج الثانية
    - January 19, 1991 C.E. غارة حزمة كيو الجوية
    - February 13, 1991 C.E. 4:30 am (GMT+3) ملجأ العامرية

  - February 24, 1,991 C.E. — February 28, 1,991 C.E. حملة تحرير الكويت

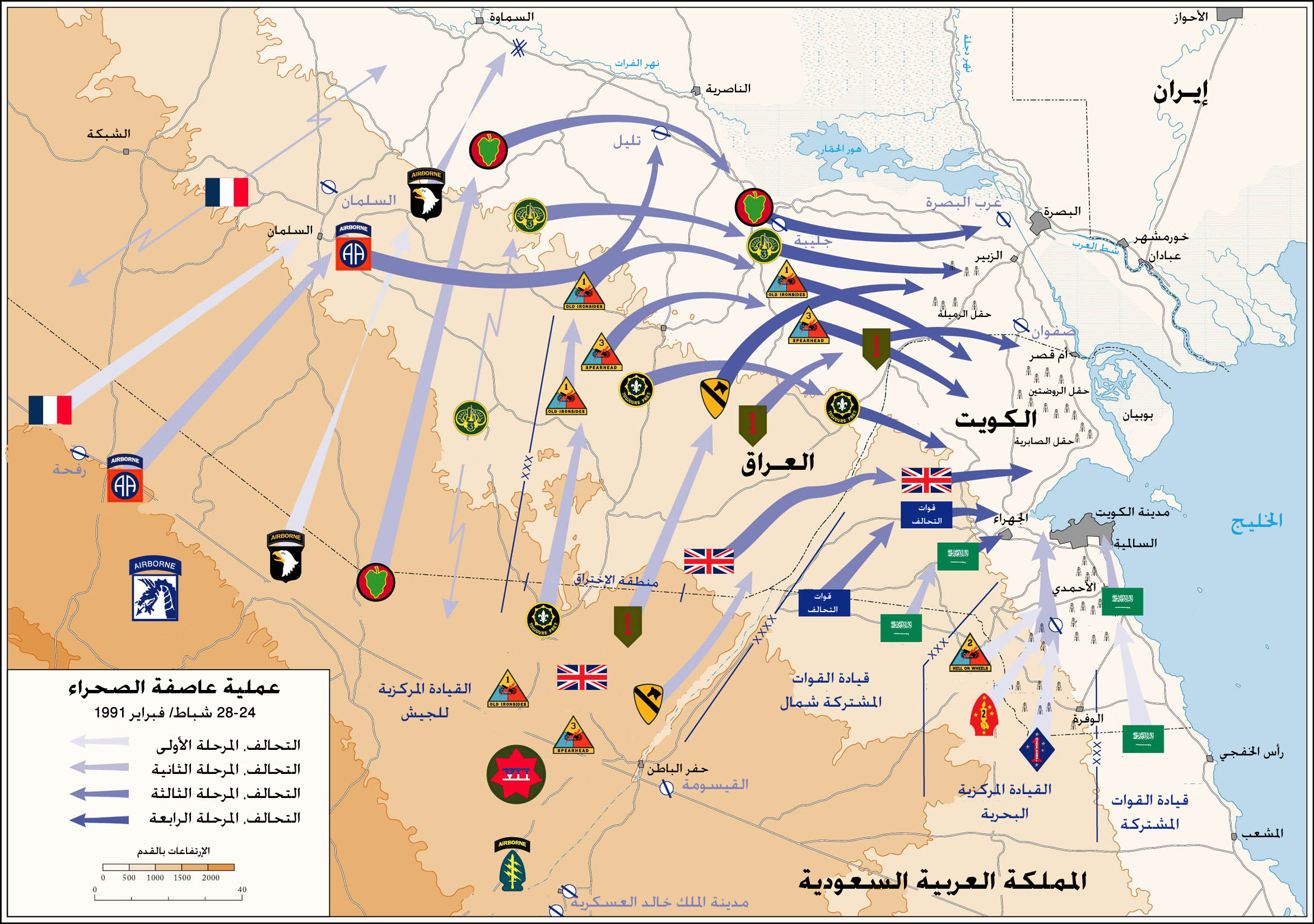
Ground troop movements 24–28 February 1991 during Operation Desert Storm

- -     - February 26, 1,991 C.E. — February 27, 1,991 C.E. معركة 73 للشرق
    - February 26, 1,991 C.E. معركة خط المرحلة الرصاصة
    - February 27, 1,991 C.E. معركة قمة المدينة
    - February 27, 1,991 C.E. معركة مطار الجليبة
    - February 27, 1,991 C.E. معركة نورفولك
    - March 2, 1,991 C.E. معركة الرميلة
    - March 1, 1,991 C.E. مواجهات مطار سفوان
- March 1, 1,991 C.E. — April 5, 1,991 C.E. الانتفاضة الشعبانية
  - March 1, 1,991 C.E. — mid-April 1,991 C.E. الانتفاضة الشعبانية في البصرة
  - March 5, 1,991 C.E. — March 19, 1,991 C.E. الانتفاضة الشعبانية
  - March 5, 1,991 C.E. — April 3, 1,991 C.E. معركة السليمانية (1991) [29]Sulaymaniyah
  - March 11, 1,991 C.E. — March 29, 1,991 C.E.[30]Uprising in Kirkuk  [لغات أخرى]‏
  - March 10, 1,991 C.E. — March 24, 1,991 C.E. معركة طوز خورماتو [31]Khormato
- 1,991 C.E. — 2,002 C.E. الاشتباكات الجوية في حرب الخليج الثانية
  - March 20, 1,991 C.E. — In accordance with the ceasefire, an إف-15 إيغل shoots down an Iraqi سوخوي سو-17 bomber with an إيه آي إم-9 سايدويندر missile.
  - March 22, 1,991 C.E. — In accordance with the ceasefire, an إف-15 إيغل shoots down an Iraqi سوخوي سو-17 bomber with an إيه آي إم-9 سايدويندر missile.
  - December 27, 1,992 C.E. — A ميكويان جيروفيتش ميج-25 crossed the no-fly zone and an جنرال دايناميكس إف-16 فايتينغ فالكون shot it down with an إيه آي إم-120 أمرام missile. It is the first kill with an إيه آي إم-120 أمرام.
  - January 17, 1,993 C.E. — A القوات الجوية الأمريكية إف-16 فايتنج فالكون shoots down a ميكويان جيروفيتش ميج-23 when the ميكويان locks the إف-16 فايتنج فالكون up.
  - January 5, 1,999 C.E. — A group of four Iraqi ميكويان جيروفيتش ميج-25s crossed the no-fly zones and sparked a dogfight with two patrolling إف-15 إيغلs and two patrolling إف-14 توم كاتs. A total of six missiles were fired at the ميكويان، none of which hit them. The ميكويانs then bugged out using their superior speed.
  - September 9, 1,999 C.E. — A lone ميكويان جيروفيتش ميج-23 crossed the no-fly zone heading towards a flight of إف-14 توم كاتs. One إف-14 توم كات fired an إيه آي إم-54 فينكس at the ميكويان but missed and the ميكويان headed back north.
  - December 23, 2,002 C.E. — In what was the last aerial victory for the Iraqi Air Force before التسلسل الزمني لحرب العراق، an Iraqi ميكويان جيروفيتش ميج-25 destroyed an American طائرة دون طيار إم كيو-1 بريداتور after the طائرة دون طيار opened fire on the Iraqi aircraft with a ستينغر.
- September 3, 1,996 C.E. ضربات صواريخ كروز على العراق (1996)
- December 16, 1,998 C.E. – December 19, 1,998 C.E. ثعلب الصحراء (عملية)
- March 20, 2,003 C.E. — December 15, 2,011 C.E. التسلسل الزمني لحرب العراق

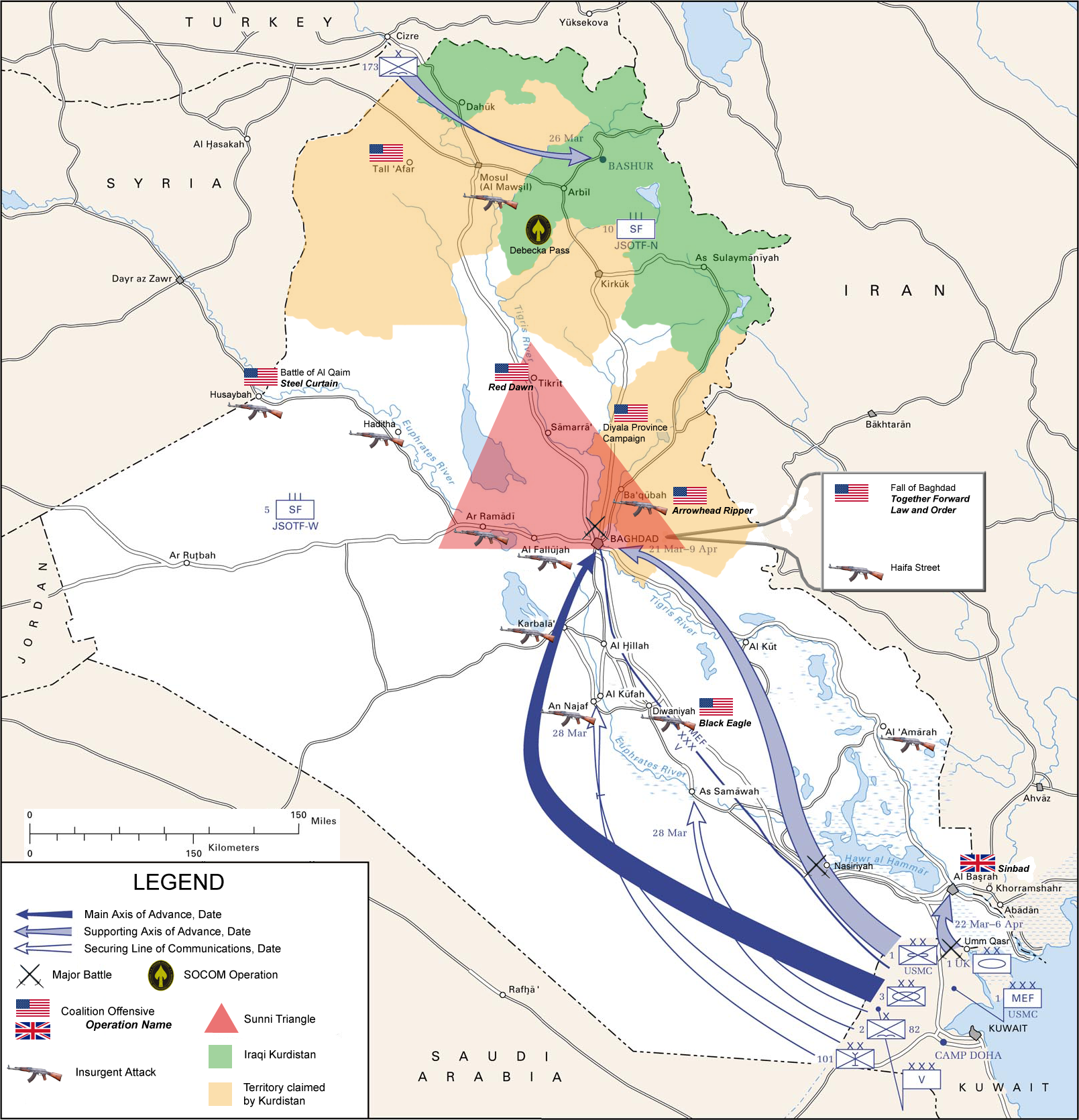
Map of the invasion routes and major operations/battles of the Iraq War as of 2007.

- - March 19, 2,003 C.E. — May 1, 2,003 C.E. غزو العراق
    - March 21, 2,003 C.E. — March 25, 2,003 C.E. معركة أم قصر
    - March 20, 2,003 C.E. — March 24, 2,003 C.E. معركة الفاو (2003)
    - March 21, 2,003 C.E. — April 6, 2,003 C.E. معركة البصرة (2003)
    - March 23, 2,003 C.E. — March 29, 2,003 C.E. معركة الناصرية (2003)
    - March 24, 2,003 C.E.[32]Attack on Karbala  [لغات أخرى]‏
    - March 24, 2,003 C.E. — April 4, 2,003 C.E.[33]معركة النجف (2003)
    - March 26, 2,003 C.E. — Operation [34]Northern Delay
    - March 28, 2,003 C.E. — March 30, 2,003 C.E. Operation [35]Viking Hammer
    - March 30, 2,003 C.E. — April 4, 2,003 C.E.[36]معركة السماوة
    - March 31, 2,003 C.E. — April 6, 2,003 C.E. معركة كربلاء (2003)
    - April 2, 2,003 C.E. — April 4, 2,003 C.E. معركة ثغرة كربلاء
    - April 3, 2,003 C.E. — April 12, 2,003 C.E. سقوط بغداد (2003)
    - April 6, 2,003 C.E. معركة ممر ديبكة [37]معركة ممر ديبكة

#### سلطة الائتلاف المؤقتة
- 2,003 C.E. — 2,004 C.E. التسلسل الزمني لحرب العراق
  - March 20, 2,003 C.E. — December 7, 2,011 C.E. حرب العراق بمحافظة الأنبار
  - October 26, 2,003 C.E. — November 24, 2,003 C.E. Ramadan Offe  [لغات أخرى]‏[38]nsive
  - December 13, 2,003 C.E. عملية الفجر الأحمر
  - April 4, 2,004 C.E. — June 24, 2,004 C.E. معارك ربيع العراق 2004
  - April 4, 2,004 C.E. — May 1, 2,004 C.E. معركة الفلوجة الأولى
  - April 4, 2,004 C.E. — May 11, 2,008 C.E. حصار مدينة الصدر
  - April 6, 2004 C.E. — April 10, 2004 معركة الرمادي (2004) [39]Ramadi
  - April 17, 2004 C.E.[40]معركة حصيبة (2004)
  - August 5, 2004 C.E. — August 27, 2004 معركة النجف
  - August 5, 2004 C.E. — [41] August 28, 2004 CIMIC-House
  - October 1, 2004 C.E. — October 3, 2004 معركة سامراء (2004)
  - November 7, 2004 C.E. — December 23, 2004 معركة الفلوجة الثانية
  - November 8, 2004 C.E. — November 16, 2004 Battle of Mosul

#### الجمهورية العراقية
- 2005 ميلادي — 2006 ميلادي التسلسل الزمني لحرب العراق
  - أيار (مايو) 8، 2005 ميلادي — أيار (مايو) 19، 2005 ميلادي معركة القائم
  - آب (أغسطس) 1، 2005 ميلادي — آب (أغسطس) 4، 2005 ميلادي معركة حديثة
  - أيلول (سبتمبر) 1، 2005 ميلادي — أيلول (سبتمبر) 18، 2005 ميلادي معركة تلعفر[42]
  - حزيران (يونيو) 17، 2006 ميلادي — تشرين الثاني (نوفمبر) 15، 2006 ميلادي معركة الرمادي (2006)
  - آب (أغسطس) غ28، 2006 ميلادي معركة الديوانية
- شباط (فبراير) 2006 ميلادي — أيار (مايو) 2008 ميلادي العنف الطائفي في العراق
  - أيلول (سبتمبر) 23، 2006 ميلادي — تشرين الأول (أكتوبر) 22، 2006 ميلادي هجوم رمضان 2006
  - أيلول (سبتمبر) 27، 2006 ميلادي — شباط (فبراير) 18، 2007 ميلادي عملية سندباد
  - تشرين الأول (أكتوبر) 19، 2006 ميلادي — تشرين الأول (أكتوبر) 20، 2006 ميلادي معركة العمارة
  - تشرين الثاني (نوفمبر) 15، 2006 ميلادي — تشرين الثاني (نوفمبر) 16، 2006 ميلادي [43]معركة تركي
  - كانون الأول (ديسمبر) 25، 2006 ميلادي — تشرين الأول (أكتوبر) 1، 2007 ميلادي حملة ديالى
  - كانون الثاني (يناير) 6، 2007 ميلادي — كانون الثاني (يناير) 9، 2007 ميلادي معركة شارع حيفا
  - كانون الثاني (يناير) 20، 2007 ميلادي عملية مجلس محافظة كربلاء 2007
  - كانون الثاني (يناير) 28، 2007 ميلادي — كانون الثاني (يناير) 29، 2007 ميلادي معركة النجف (2007)
  - شباط (فبراير) 14، 2007 ميلادي — تشرين الثاني (نوفمبر) 24، 2007 ميلادي عملية فرض القانون [44]Law
  - شباط (فبراير) 27، 2007 ميلادي — أيلول (سبتمبر) 3، 2007 ميلادي حصار القواعد البريطانية في البصرة
  - نيسان (أبريل) 6، 2007 ميلادي — نيسان (أبريل) 10، 2007 ميلادي عملية النسر الأسود
  - حزيران (يونيو) 16، 2007 ميلادي — آب (أغسطس) 14، 2007 ميلادي Operation [45]Phantom Thunder
  - آذار (مارس) 10، 2007 ميلادي — آب (أغسطس) 19، 2007 ميلادي معركة بعقوبة
  - حزيران (يونيو) 30، 2007 ميلادي — تموز (يوليو) 1، 2007 ميلادي معركة جزيرة الحمار
  - شباط (فبراير) 15، 2007 ميلادي Operation Shurta  [لغات أخرى]‏ [46]Nasir
  - آب (أغسطس) 27، 2007 ميلادي — آب (أغسطس) 29، 2007 ميلادي معركة كربلاء (2007)
  - كانون الثاني (يناير) 8، 2008 ميلادي — تموز (يوليو) 28، 2008 ميلادي عملية طيف العنقاء
  - كانون الثاني (يناير) 18، 2008 ميلادي — كانون الثاني (يناير) 19، 2008 ميلادي اشتباكات يوم عاشوراء في العراق 2008
  - كانون الثاني (يناير) 23، 2008 ميلادي — تموز (يوليو) 28، 2008 ميلادي حملة نينوى
  - آذار (مارس)25، 2008 ميلادي — أيار (مايو) 15، 2008 ميلادي معارك ربيع العراق 2008 [47]fighting
  - آذار (مارس)25، 2008 ميلادي — آذار (مارس)31، 2008 ميلادي عملية صولة الفرسان
  - نيسان (أبريل) 15، 2008 ميلادي — أيار (مايو) 19، 2008 ميلادي هجوم تنظيم القاعدة في العراق 2008

### سوريا

#### تاريخ بلاد الرافدين
- حوالي عام 3,500 ق.م. تل حموكار

#### حيثيون
- حوالي عام 1,282 ق.م. سيتي الأول
- رمسيس الثاني

The آشوريون/سريان/كلدان, the ميتاني, the مصريون, and the حيثيون in the 14th century ق.م.

The آشوريون/سريان/كلدان, the ميتاني, the مصريون, and the حيثيون in the 14th century ق.م.

  - Late May 1,274 ق.م. معركة قادش الثانية

#### إمبراطورية آشورية حديثة
- 854 ق.م. — 846 ق.م. الفتح الآشوري لآرام
  - 853 ق.م. معركة قرقور

#### سلوقيون
- 274 ق.م. — 168 ق.م. حروب سورية
  - 274 ق.م. — 271 ق.م. حروب سورية
  - 260 ق.م. — 253 ق.م. حروب سورية
  - 246 ق.م. — 241 ق.م. حروب سورية
  - 219 ق.م. — 217 ق.م. حروب سورية
  - 202 ق.م. — 195 ق.م. حروب سورية
  - 170 ق.م. — 168 ق.م. حروب سورية

#### سوريا
- March 15, 2,011 C.E. — ongoing الأزمة السورية
  - April 25, 2,011 C.E. — May 5, 2,011 C.E. حصار درعا
  - May 6, 2,011 C.E. — ongoing أحداث حمص 2011-2012
  - May 7, 2,011 C.E. — May 14, 2,011 C.E. حصار بانياس

### إيران

#### أخمينيون

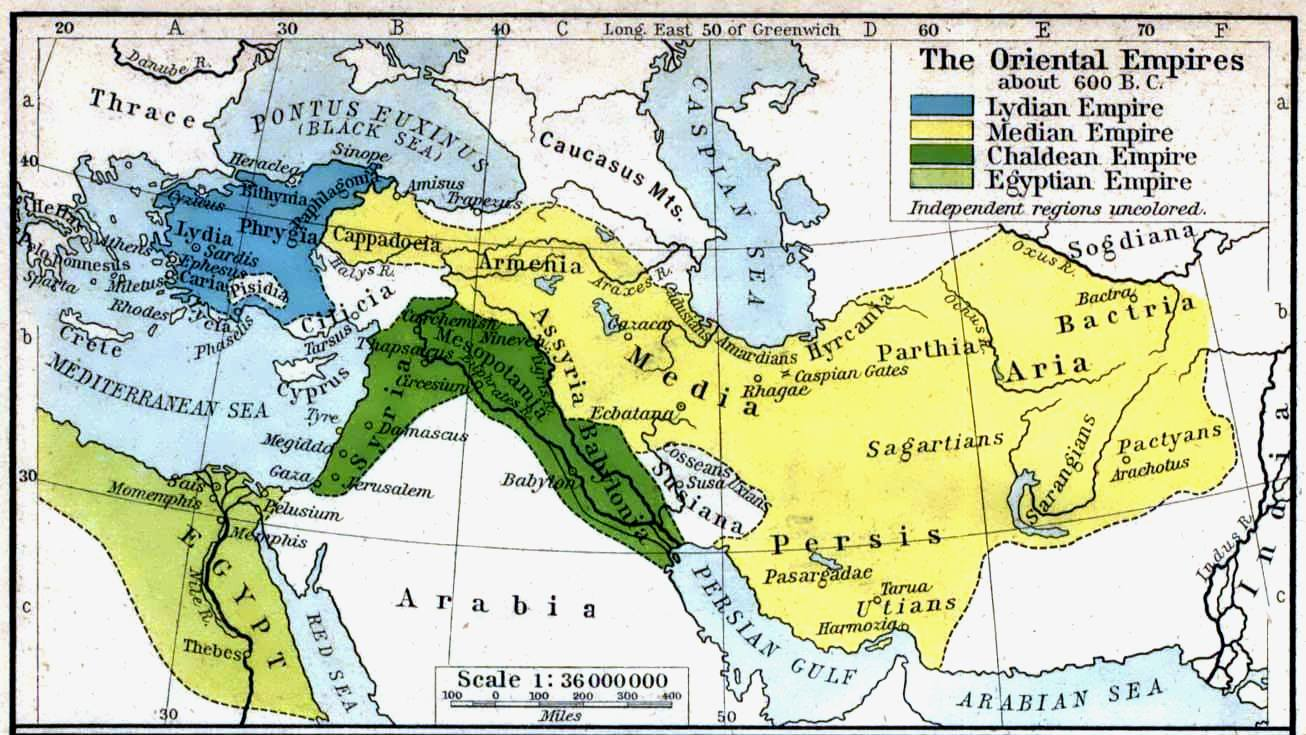
The ميديون about 48 years before the التمرد الفارسي

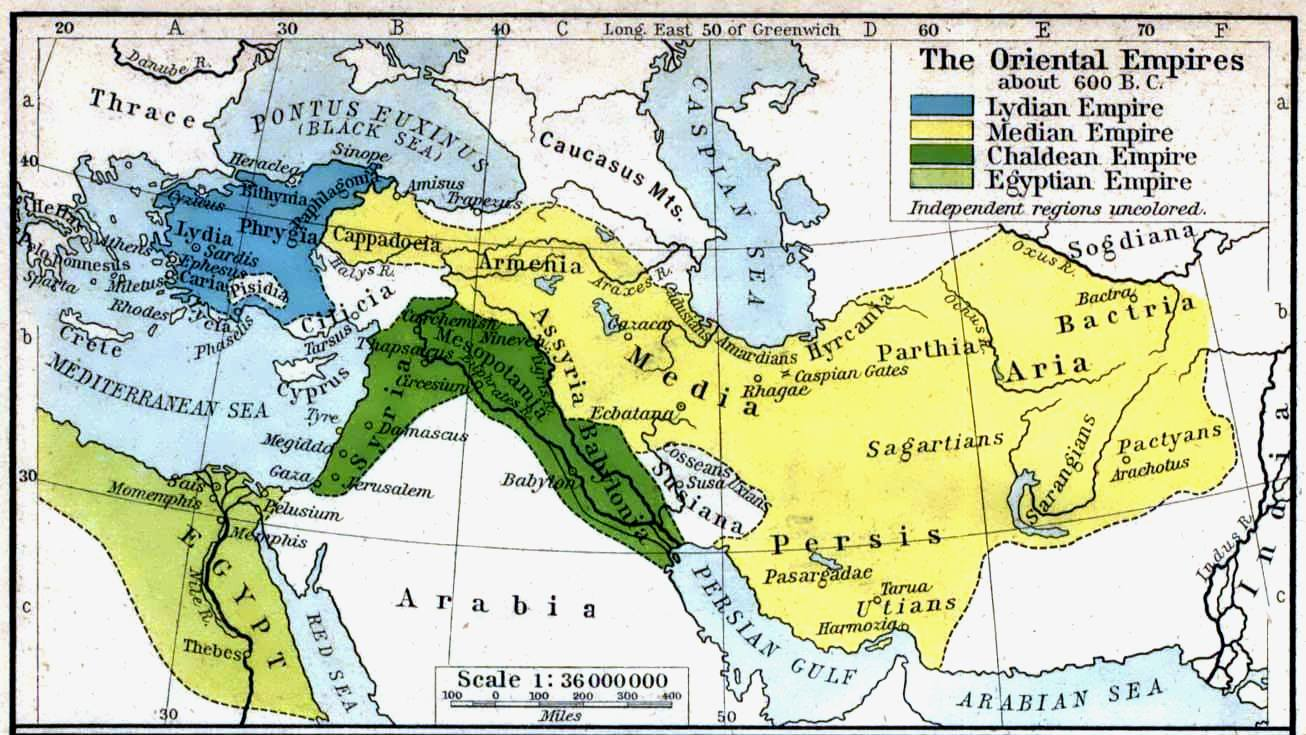
The ميديون about 48 years before the التمرد الفارسي

- 559 ق.م. — 530 ق.م. كورش الكبير
  - 552 ق.م. التمرد الفارسي

- - 552 ق.م.[48]Battle of Hyrba
  - 551 ق.م. معركة الحدود الفارسية
  - 550 ق.م. باسارغاد

#### مقدونيا القديمة
- 335 ق.م. — 323 ق.م. حروب الإسكندر الأكبر
  - January 20, 330 ق.م. معركة البوابة الفارسية

#### سلوقيون
- 322 ق.م. — 275 ق.م. حروب ملوك طوائف الإسكندر
  - 317 ق.م. Battle of  [لغات أخرى]‏ [49]Paraitacene
  - Winter 316 ق.م. Battle [50]of Gabiene

#### الإمبراطورية البارثية
- 238 ق.م. — 129 ق.م. الحروب السلوقية الفرثية
  - 238 ق.م. فتح بارني لفرثيا
  - 129 ق.م. Battle of [4]Ecbatana
- 66 ق.م. — 217 C.E. الحروب الرومانية الفرثية
  - 40 ق.م. — 33 ق.م. حملة أنطوني في أتروباتين
  - 161 C.E. — 166 C.E. الحرب الرومانية الفرثية 161-166
  - 217 C.E. معركة نصيبين

#### ساسانيون
- April 24, 224 C.E. معركة هرمزغان
- 502 C.E. — 628 C.E. الحروب البيزنطية الساسانية
  - 440 C.E. الحرب البيزنطية الساسانية عام 440
  - 572 C.E. — 591 C.E. الحرب البيزنطية الساسانية 572–591
    - August 591 C.E. معركة بلاراثون
- 633 C.E. — 644 C.E. الفتح الإسلامي لفارس
  - 642 C.E. معركة نهاوند

#### الخلافة الراشدة
- 656 C.E. — 661 C.E. فتنة مقتل عثمان

#### الدولة الأموية
- 680 C.E. — 692 C.E. الفتنة الثانية
- 743 C.E. — 750 C.E. الدولة الأموية

#### الدولة العباسية
- 809 C.E. — 827 C.E. الفتنة الرابعة

### إسرائيل

#### كنعانيون
- حوالي عام 2,061 ق.م. — 2,010 ق.م. منتوحوتپ الثاني of the Pharaoh منتوحوتپ الثاني
- حوالي عام 2,000 ق.م. Battle [51]of Siddim
- حوالي عام April 16, 1,457 ق.م. معركة مجدو (القرن الخامس عشر ق.م)

The المملكة المصرية الحديثة at its maximum territorial extent in the 15th century ق.م.

The المملكة المصرية الحديثة at its maximum territorial extent in the 15th century ق.م.

- حوالي عام 1,290 ق.م. — 1,279 ق.م. سيتي الأول
- حوالي عام 1,279 ق.م. — 1,213 ق.م. رمسيس الثاني
  - رمسيس الثاني
  - رمسيس الثاني
  - رمسيس الثاني

#### سفر القضاة

Map of the Twelve Tribes of Israel around 1,200 ق.م. — 1,050 ق.م.

Map of the Twelve Tribes of Israel around 1,200 ق.م. — 1,050 ق.م.

- حوالي عام 1,200 ق.م. Battle of Gibeah

#### مملكة إسرائيل (الموحدة)
- حوالي عام 1,050 ق.م. — 1,010 ق.م. شاول الملك، king of the مملكة إسرائيل (الموحدة), fought in a مملكة إسرائيل (الموحدة)
- حوالي عام 931 ق.م. — 913 ق.م. رحبعام بن سليمان، king of the مملكة يهوذا، fought the مملكة إسرائيل (الشمالية) in a رحبعام بن سليمان

#### مملكة يهوذا
- 925 ق.م. الاستيلاء على القدس (925 قبل الميلاد) by biblical Pharaoh Shishaq, identified as شيشنق of the أسرة مصرية ثانية وعشرون.
- 911 ق.م. — 605 ق.م. التاريخ العسكري للإمبراطورية الآشورية الحديثة
  - 701 ق.م. حصار لكيش
  - 701 ق.م. حصار الآشوريين للقدس by سنحاريب
  - 701 ق.م. سنحاريب
  - 635 ق.م. سقوط أسدود
- 601 ق.م. — 587 ق.م. الحرب البابلية اليهودية
  - 597 ق.م. حصار القدس (597 قبل الميلاد) by نبوخذ نصر الثاني
  - 587 ق.م. حصار القدس (587 قبل الميلاد) by نبوخذ نصر الثاني

#### [53]Babylonian Province of Yehud[لغات أخرى]‏
- 601 ق.م. — 587 ق.م. الحرب البابلية اليهودية
  - 597 ق.م. حصار القدس (597 قبل الميلاد) by نبوخذ نصر الثاني
  - 587 ق.م. حصار القدس (587 قبل الميلاد) by نبوخذ نصر الثاني

#### يهود مديناتأ
- 335 ق.م. — 323 ق.م. حروب الإسكندر الأكبر
  - October 332 ق.م. حصار غزة

#### سلوقيون
- 322 ق.م. — 275 ق.م. حروب ملوك طوائف الإسكندر
  - 312 ق.م.[54]معركة غزة (312 ق.م.)
- 219 ق.م. — 217 ق.م. حروب سورية
  - June 22, 217 ق.م. موقعة رفح
- 202 ق.م. — 195 ق.م. حروب سورية
  - 200 ق.م. معركة بانيوم
- 167 ق.م. — 160 ق.م. مكابيون

#### السلالة الحشمونية
- 63 ق.م. Siege of Jerusalem by بومبيوس الكبير، intervening in the Hasmonean civil war on behalf of the الجمهورية الرومانية.

#### المملكة الهيرودية
- 37 ق.م. Siege of Jerusalem by هيرودس الأول، ending السلالة الحشمونية rule over Judea.

#### اليهودية (مقاطعة رومانية)
- 66 C.E. — 136 C.E. حروب يهودية رومانية
  - 66 C.E. — 73 C.E. الثورة اليهودية الكبرى
    - 70 C.E. حصار القدس (70) by تيتوس، ending the major phase of the الثورة اليهودية الكبرى. It ended in the destruction of الهيكل الثاني.

  - 115 C.E. — 117 C.E. حرب كيتوس

#### ولاية فلسطين السورية
- 66 C.E. — 136 C.E. حروب يهودية رومانية
  - 132 C.E. — 136 C.E. ثورة بار كوخبا

#### فلسطين الأولى
- حوالي عام 602 C.E. — 628 C.E. الحرب الساسانية-البيزنطية 602-628
  - 614 C.E. — 628 C.E. ثورة اليهود ضد هرقل
    - 614 C.E. الغزو الساساني للقدس by شهربراز (Sassanid general) capturing the city from the Byzantines, part of the Roman-Persian Wars
- فتوحات إسلامية
  - 629 C.E. — حوالي عام 1050 C.E. الحروب الإسلامية البيزنطية
    - 634 C.E. — 638 C.E. الفتح الإسلامي لبلاد الشام
      - 637 C.E. فتح القدس by خالد بن الوليد (Rashidun general) under عمر بن الخطاب، capturing the city from the الإمبراطورية البيزنطية

#### جند فلسطين
- 637 C.E. فتح القدس by خالد بن الوليد (Rashidun general) under عمر بن الخطاب، capturing the city from the الإمبراطورية البيزنطية

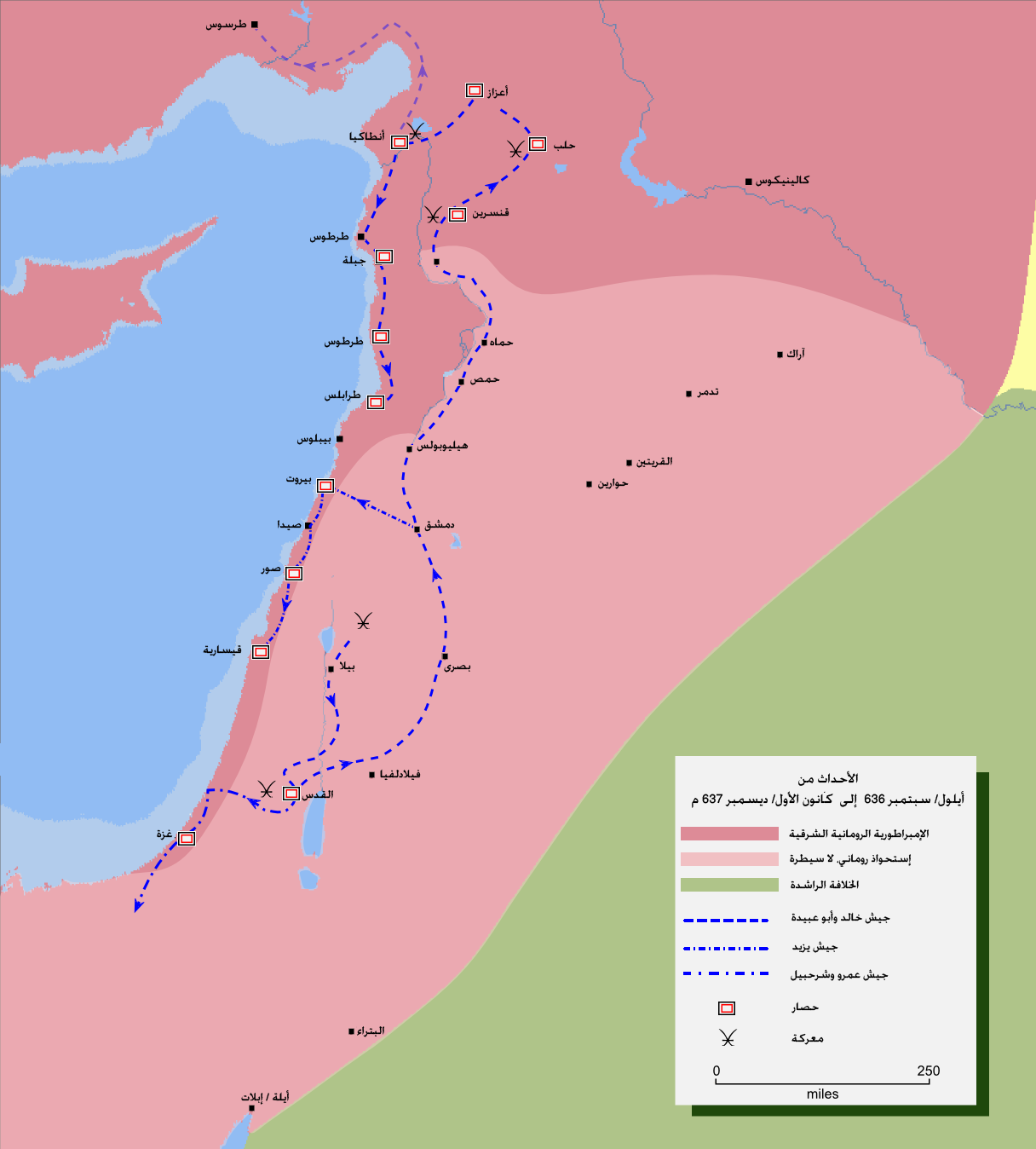
Map detailing the route of Khalid ibn Walid's invasion of Northern Syria.

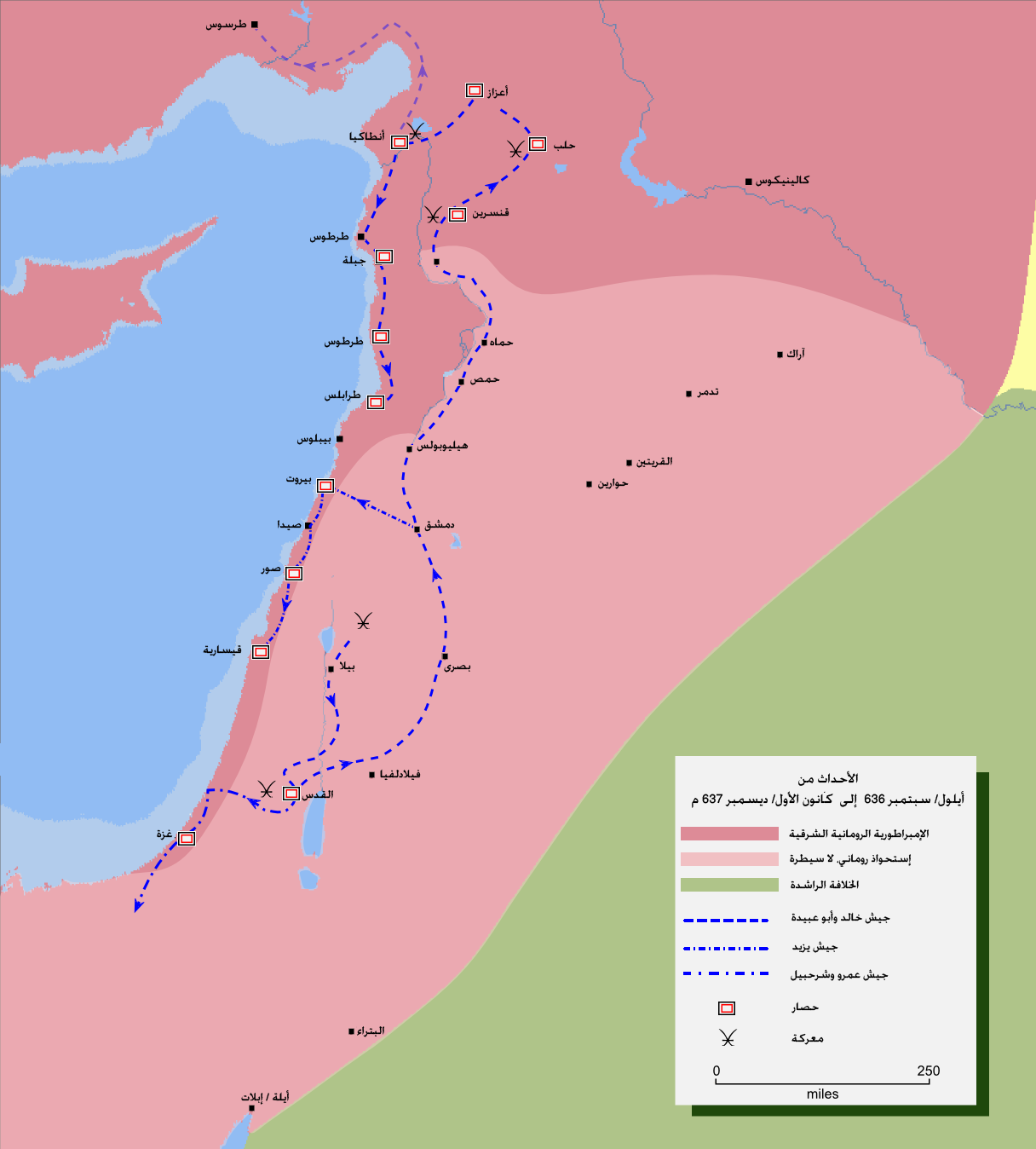
Map detailing the route of Khalid ibn Walid's invasion of Northern Syria.

- 1,099 C.E. — 1,291 C.E. حملات صليبية
  - 1,099 C.E. الحملة الصليبية الأولى
    - 1,099 C.E. حصار القدس (1099) by the Crusaders, a part of the First Crusade
    - 1,099 C.E. معركة عسقلان

#### مملكة بيت المقدس
- 1,099 C.E. — 1,291 C.E. حملات صليبية
  - 1,096 C.E. — 1,099 C.E. الحملة الصليبية الأولى
    - 1,099 C.E. حصار القدس (1099) by the Crusaders, a part of the First Crusade
    - 1,099 C.E. معركة عسقلان

  - Inter-Crusade Period
    - September 7, 1,101 C.E. معركة الرملة (1101)
    - May 17, 1,102 C.E. معركة الرملة (1102)
    - August 27, 1,105 C.E. معركة الرملة (1105)
    - 1,113 C.E. معركة الصنابرة
    - 1,123 C.E. معركة يبنة

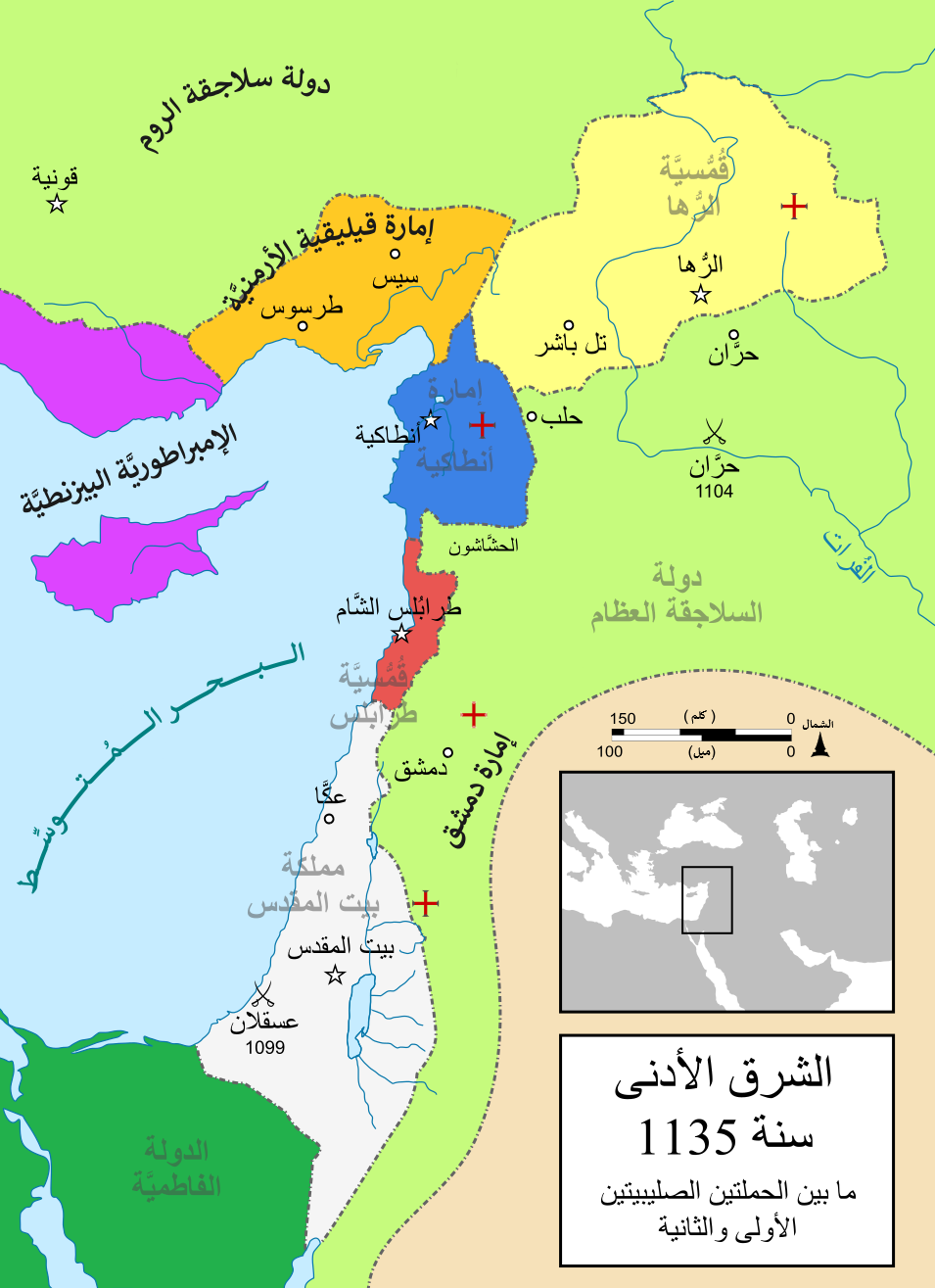
The مملكة بيت المقدس and the other Crusader states in the context of the Near East in 1,135 C.E.

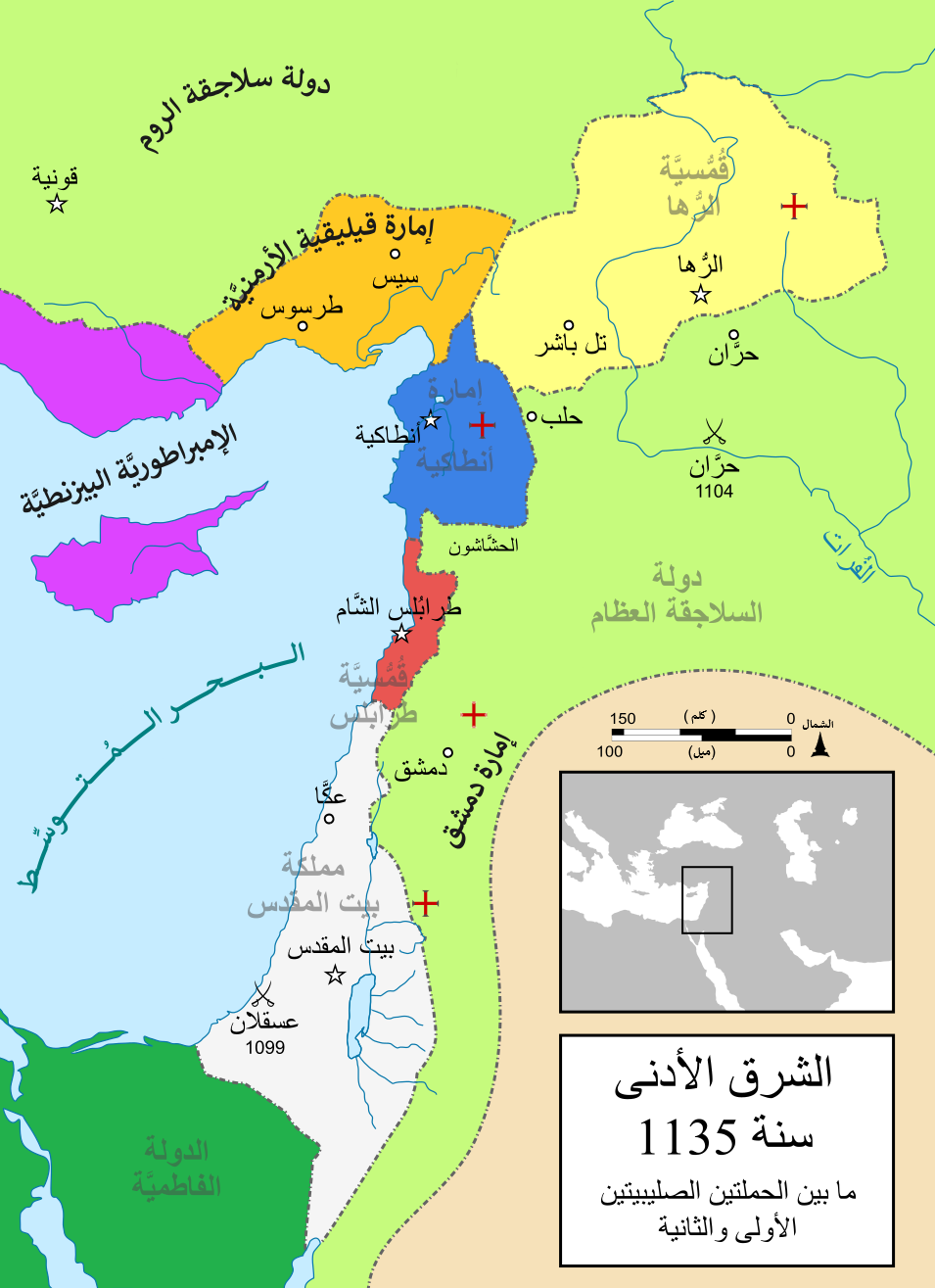
The مملكة بيت المقدس and the other Crusader states in the context of the Near East in 1,135 C.E.

- - 1,145 C.E. — 1149 C.E. الحملة الصليبية الثانية
  - Inter-Crusade Period
    - 1,153 C.E. حصار عسقلان
    - November 25, 1,177 C.E. معركة مونتجيسارد
    - 1,179 C.E. معركة مخاضة يعقوب
    - July 1,182 C.E. — August 1,182 C.E. معركة كوكب الهوا (1182)
    - September 1,183 C.E. معركة الفولة
    - May 1, 1,187 C.E. معركة عين جوزة
    - July 4, 1,187 C.E. معركة حطين
    - 1,187 C.E. حصار القدس (1187)

  - 1,189 C.E. — 1,192 C.E. الحملة الصليبية الثالثة
    - 1,189 C.E. — 1,191 C.E. حصار عكا (1189)
    - September 7, 1,191 C.E. معركة أرسوف
    - August 8, 1,192 C.E. معركة يافا

  - 1,197 C.E. الحملة الصليبية في 1197
  - 1,212 C.E. حملات صليبية طفولية
  - 1,213 C.E. — 1,221 C.E. حملة صليبية خامسة
    - 1,218 C.E. حملة صليبية خامسة

  - 1,228 C.E. — 1,229 C.E. حملة صليبية سادسة
  - Aftermath of the حملة صليبية سادسة
    - 1,244 C.E. حصار القدس (1244)
    - October 17, 1,244 C.E. — October 18, 1,244 C.E. معركة غزة 1244

  - 1,251 C.E. Shepherds' [55]Crusade
  - Late Crusades Period
    - 1,265 فتح قيسارية
    - 1,265 فتح حيفا
    - 1,265 معركة أرسوف 1265
    - April 4, 1,291 C.E. — May 18, 1,291 C.E. فتح عكا

  - 1,271 C.E. — 1,272 C.E. الحملة الصليبية التاسعة
  - April 4, 1,291 C.E. — May 18, 1,291 C.E. فتح عكا
- 1,260 C.E. — 1,300 C.E. غزوات المغول على فلسطين
  - September 3, 1,260 C.E. معركة عين جالوت

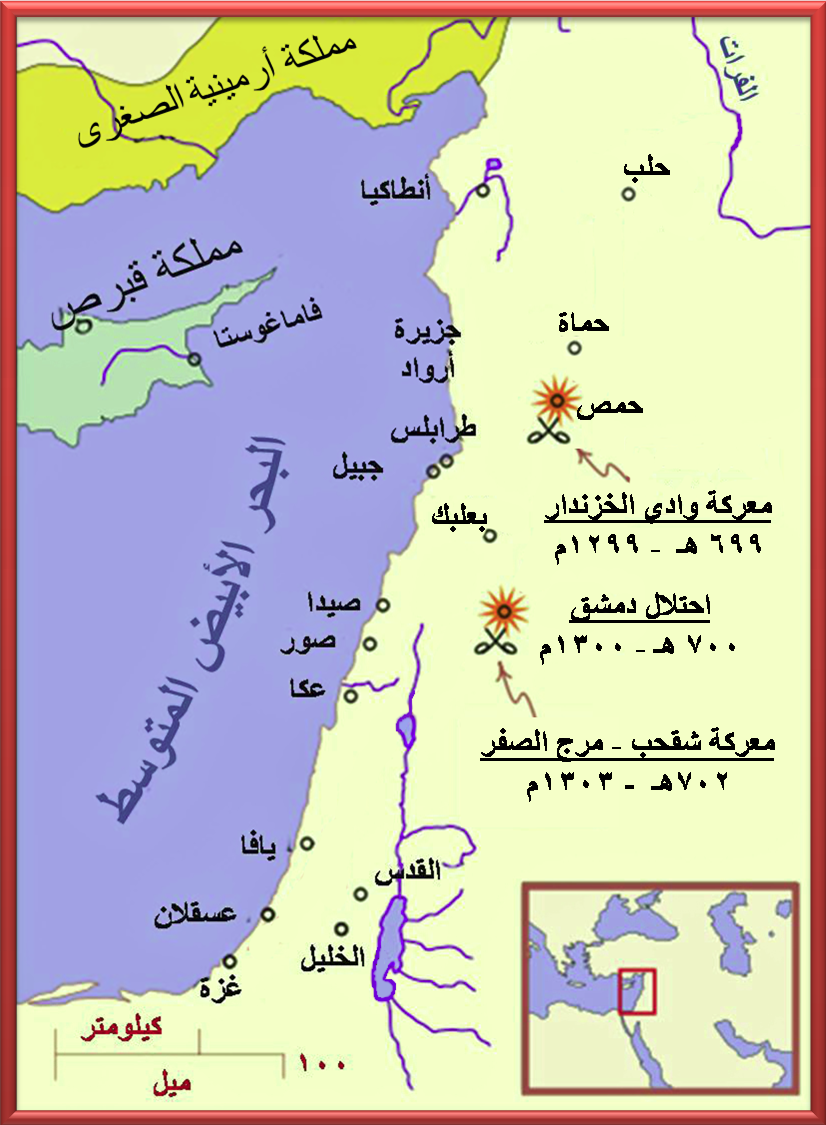
The 1,260 C.E. مغول offensives in the بلاد الشام. The early successful attacks on حلب and دمشق led to smaller attacks on secondary targets such as بعلبك، قلعة الصبيبة, and عجلون as well as raids against other فلسطين towns, perhaps including القدس. Smaller raiding parties reached as far south as غزة.

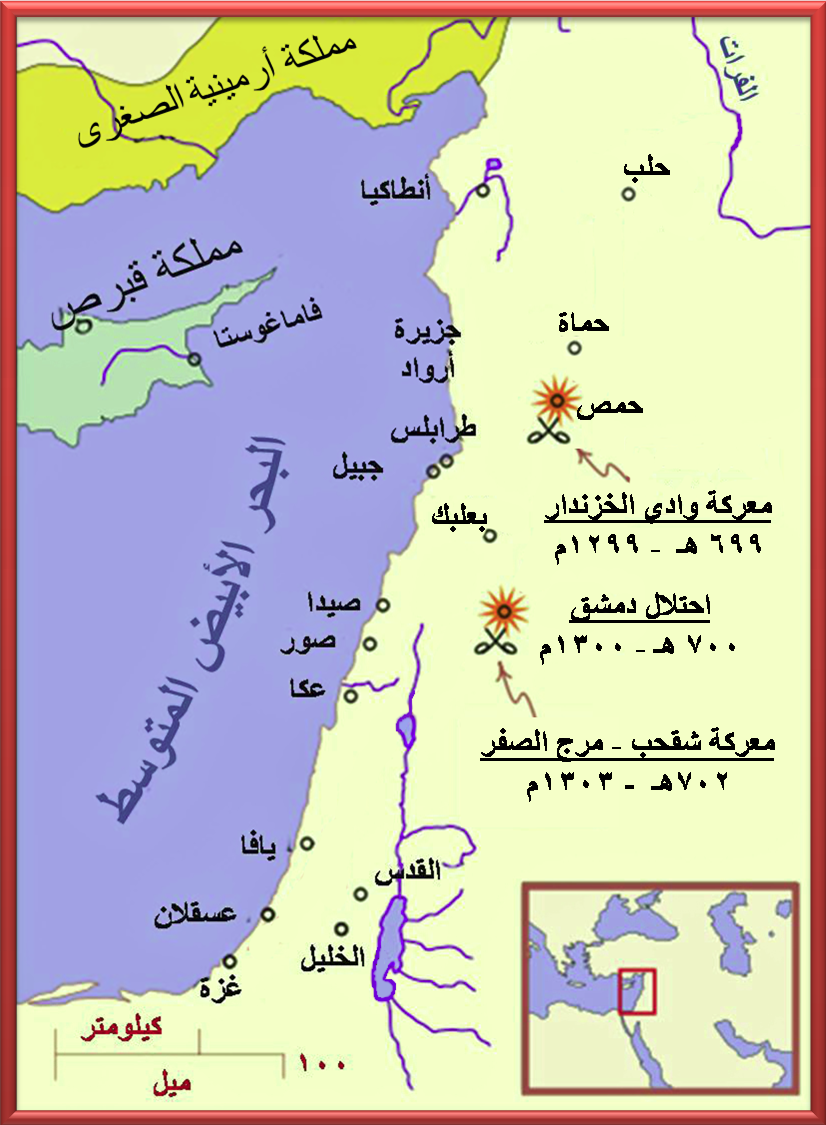
The 1,260 C.E. مغول offensives in the بلاد الشام. The early successful attacks on حلب and دمشق led to smaller attacks on secondary targets such as بعلبك، قلعة الصبيبة, and عجلون as well as raids against other فلسطين towns, perhaps including القدس. Smaller raiding parties reached as far south as غزة.

#### إيالة دمشق
- 1,516 C.E. — 1,517 C.E. الفتح العثماني لمصر
  - October 28, 1,516 C.E. معركة خان يونس
- May 17, 1,805 C.E. — March 2, 1,848 C.E. محمد علي باشا
  - 1,834 C.E. حصار عكا (1831)
- 1,834 C.E. حصار القدس
  - 1,834[56] C.E. Safed pogrom  [لغات أخرى]‏
  - 1,834 C.E. معركة الخليل

#### ولاية دمشق
- July 28, 1,914 C.E. — November 11, 1,918 C.E. الحرب العالمية الأولى
  - October 29, 1,914 C.E. — October 30, 1,918 C.E. مسرح أحداث الشرق الأوسط خلال الحرب العالمية الأولى
    - November 17, 1,917 C.E. — December 30, 1,917 C.E. معركة القدس (1917)
    - November 18, 1,917 C.E. — November 24, 1,917 C.E. Battle of [57]Nebi Samwil
    - December 1, 1,917 [58] C.E. Battle of El Burj
    - December 20, 1,917 C.E. — December 21, 1,917 C.E. معركة يافا

#### إسرائيل
- 1,948 C.E. — 1,949 C.E. حرب فلسطين 1948
  - 1,948 C.E. معركة القدس
- 1,951 C.E. — 1,955 C.E. عمليات انتقامية
- 1,956 C.E. العدوان الثلاثي
- 1,967 C.E. حرب 1967
  - 1,967 C.E. حرب 1967
- 1,967 C.E. — 1,970 C.E. حرب الاستنزاف
- 1,973 C.E. حرب أكتوبر
- 1,978 C.E. عملية الليطاني
- 1,982 C.E. حرب لبنان 1982
- 1,982 C.E. — 2,000 C.E. الصراع في جنوب لبنان (1982-2000)
- 1,987 C.E. — 1,993 C.E. انتفاضة فلسطينية أولى
- 2,000 C.E. — 2,004 C.E. انتفاضة فلسطينية ثانية
- 2,006 C.E. حرب لبنان 2006
- 2,008 C.E. — 2,009 C.E. الهجوم على قطاع غزة
- 2,012 C.E. التصعيد على غزة (2012)

### تركيا

#### حيثيون
- 1,650 ق.م. — 1,600 ق.م. Conquests of خاتوشيلي الأول and مورشيلي الأول
- 1,430 ق.م. — 1,350 ق.م. Kaska invasions of حيثيون

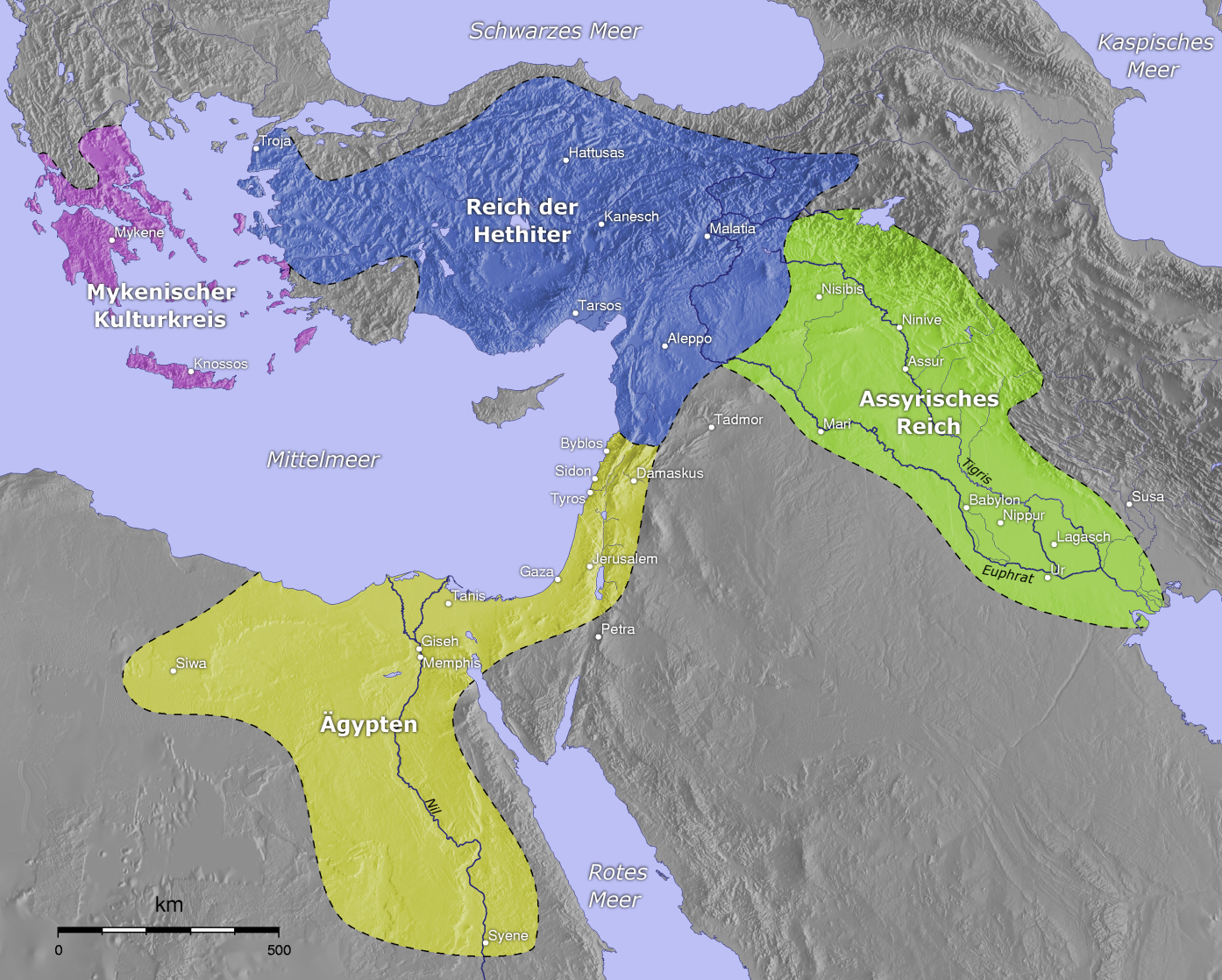
The حيثيون, حوالي عام 1,400 ق.م. (shown in Blue).

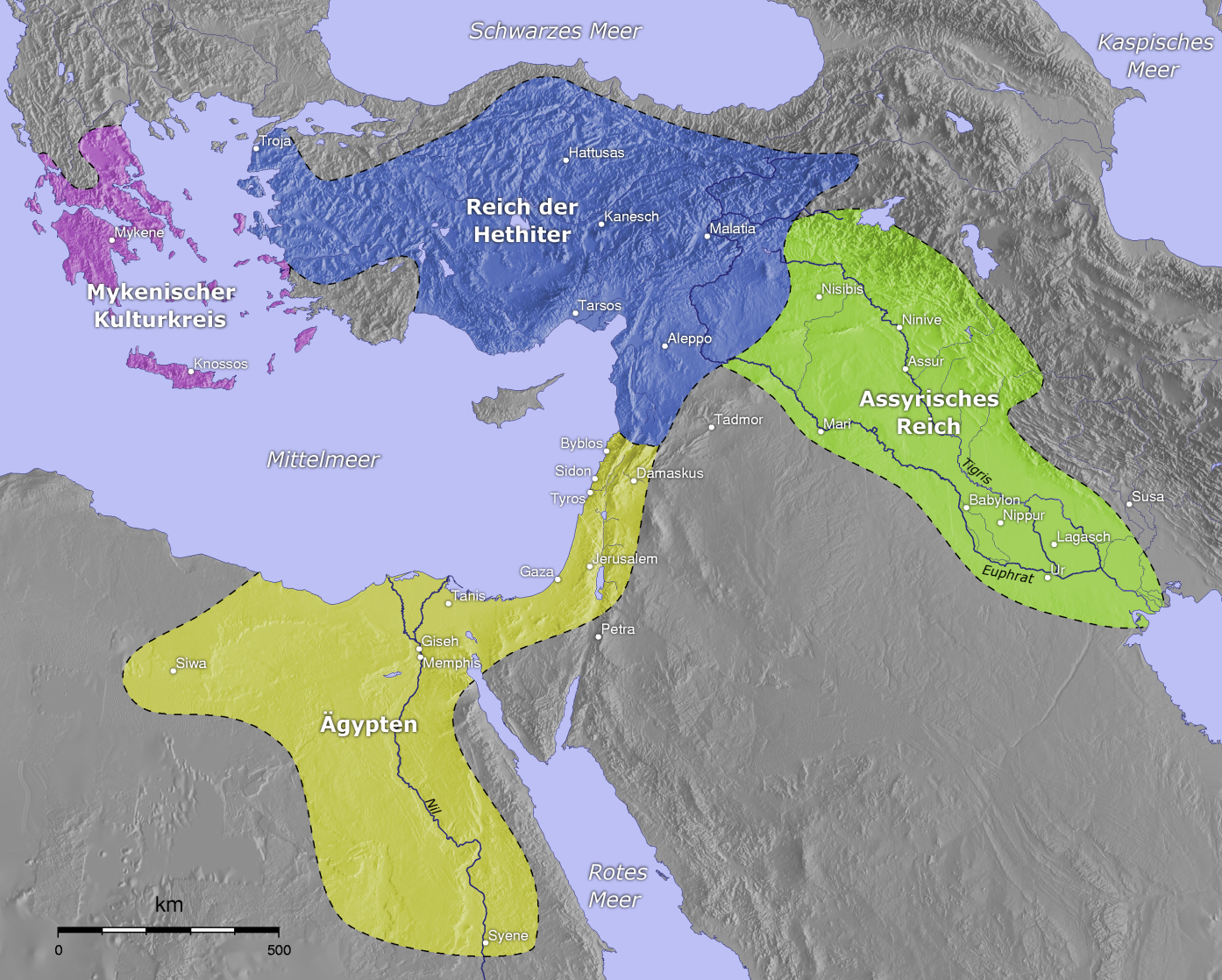
The حيثيون, حوالي عام 1,400 ق.م. (shown in Blue).

- 1,260 ق.م. — 1,240 ق.م. حصار طروادة

#### [59]Kingdom of Diaokhi
- 1,112 ق.م.[60]Diaokhi-Assyrian War  [لغات أخرى]‏
- 756 ق.م. — 741 ق.م. Diaokhi-Urartian War  [لغات أخرى]‏
- 729 ق.م. — 722 ق.م. كيميريون

#### ليديا
- May 28, 585 ق.م. Battle of  [لغات أخرى]‏ [61]Halys

#### أخمينيون
- 547 ق.م.[62]Siege of Sardis  [لغات أخرى]‏
- 499 ق.م. — 449 ق.م. حروب ميدية
  - 499 ق.م. — 493 ق.م. الثورة الإيونية
  - 492 ق.م. — 490 ق.م. الغزو الفارسي اليوناني الأول
  - 480 ق.م. — 478 ق.م. غزو الفرس الثاني لليونان
    - August 27, 479 ق.م. معركة ميكالي

  - 477 ق.م. — 449 ق.م. حصار بروسوبيتيس
    - 466 ق.م. or 469 ق.م. Battle of the  [لغات أخرى]‏ [63]Eurymedon

#### مقدونيا القديمة
- 335 ق.م. — 323 ق.م. حروب الإسكندر الأكبر
  - May 334 ق.م. معركة الغرانيكوس
  - 334 ق.م. حصار ميليتوس
  - 334 ق.م. حصار هاليكارناسوس
  - November 5, 333 ق.م. معركة إسوس

#### سلوقيون
- 322 ق.م. — 275 ق.م. حروب ملوك طوائف الإسكندر
- 238 ق.م. — 129 ق.م. الحروب السلوقية الفرثية

#### الجمهورية الرومانية

Expansion of the الجمهورية الرومانية and the الإمبراطورية الرومانية

Expansion of the الجمهورية الرومانية and the الإمبراطورية الرومانية

- 192 ق.م. — 188 ق.م. الحرب الرومانية السورية
- 92 ق.م. — 629 C.E. حروب الروم والفرس
  - June 8, 218 C.E. Battle [64]of Antioch
  - 260 C.E. معركة الرها
  - 344 C.E. Siege of  [لغات أخرى]‏ [65]Singara
  - 359[8] C.E. Siege of Amida

#### مملكة البنطس
- 88 ق.م. — 63 ق.م. حروب ميثراداس
  - 88 ق.م. — 84 ق.م. الحرب الميثراداتية الأولى
  - 83 ق.م. — 81 ق.م. الحرب الميثراداتية الثانية
  - 75 ق.م. — 63 ق.م. الحرب الميثراداتسية الثالثة

#### الإمبراطورية الرومانية
- 66 ق.م. — 217 ق.م. الحروب الرومانية الفرثية
  - June 53 ق.م. معركة كارهاي
  - 39 ق.م. Battle of the  [لغات أخرى]‏ [66]Cilician Gates  [لغات أخرى]‏
  - 39 ق.م. Battle of  [لغات أخرى]‏ [67]Amanus Pass  [لغات أخرى]‏

#### الإمبراطورية البيزنطية

Territorial development of the Roman Empire between the years AD 300 and 1453 (Animated map).

Territorial development of the Roman Empire between the years AD 300 and 1453 (Animated map).

- 421 C.E. — 628 C.E. الحروب البيزنطية الساسانية
  - 421 C.E. — 422 C.E. الحرب الرومانية الساسانية أعوام 421–422
  - 502 C.E. — 506 C.E. حرب أناستازيا
  - 526 C.E. — 532 C.E. الحرب الإيبيرية
  - 572 C.E. — 591 C.E. الحرب البيزنطية الساسانية 572–591
  - 602 C.E. — 628 C.E. الحرب الساسانية-البيزنطية 602-628
    - 610 C.E. Antioch riots
    - 613 C.E. معركة أنطاكية
    - 610 C.E. — 628 C.E. ثورة اليهود ضد هرقل
    - 615 C.E. غزو شاهين لآسيا الصغرى
    - 622 C.E. Heraclius' [68]campaign
    - 602 C.E. — 628 C.E. الحرب الساسانية-البيزنطية 602-628
    - 626 C.E. حصار القسطنطينية
    - 627 C.E. — 629 C.E. الحرب الفارسية التركية الثالثة
- 629 C.E. — 1,050s C.E. الحروب الإسلامية البيزنطية
  - 674 C.E. — 678 C.E. حصار القسطنطينية
  - 717 C.E. — 718 C.E. حصار القسطنطينية (717-718)
  - 804 C.E. — 805 C.E. معركة كراسوس
  - 838 C.E. معركة أنزن
  - 838 C.E. معركة عمورية
  - 863 C.E. معركة لالاكيون
  - [69]John Kourkouas' campaigns
    - 926 C.E. — 930 C.E. First Melitene campaign and conquest of Kalikala
    - 931 C.E. — 934 C.E. Second Malitene campaign

  - سيف الدولة الحمداني campaigns
    - 944 C.E. Conquest of Aleppo
    - 953 C.E. معركة مرعش (953)
    - 962 C.E. Siege of Aleppo

#### الدولة السلجوقية
- 1,048 C.E. — 1,308 C.E. الحروب السلجوقية البيزنطية
  - August 26, 1,071 C.E. معركة ملاذكرد

الدولة السلجوقية in its zenith in 1,092 C.E.,
upon the death of جلال الدولة ملك شاه

الدولة السلجوقية in its zenith in 1,092 C.E.,
upon the death of جلال الدولة ملك شاه

#### سلاجقة الروم
- 1,095 C.E. — 1,099 C.E. الحملة الصليبية الأولى
  - July 1, 1,097 C.E. معركة دوريلايوم (1097)
- 1,145 C.E. — 1,149 C.E. الحملة الصليبية الثانية
  - October 25, 1,147 C.E. معركة ضورليم الثانية
- 1,048 C.E. — 1,308 C.E. الحروب السلجوقية البيزنطية
  - September 17, 1176 C.E. معركة ميريكافالون
  - 1,207 C.E. فتح أنطاليا
  - 1,203 C.E. حصار القسطنطينية
  - 1,204 C.E. نهب القسطنطينية (1204)

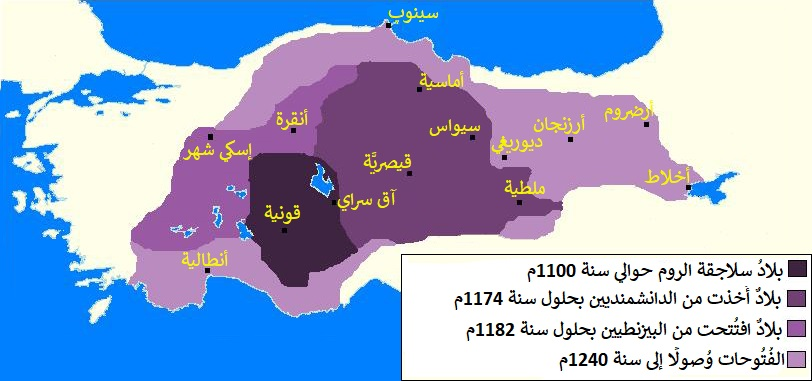
Expansion of the سلاجقة الروم in حوالي عام 1,100 C.E. — 1,240 C.E.

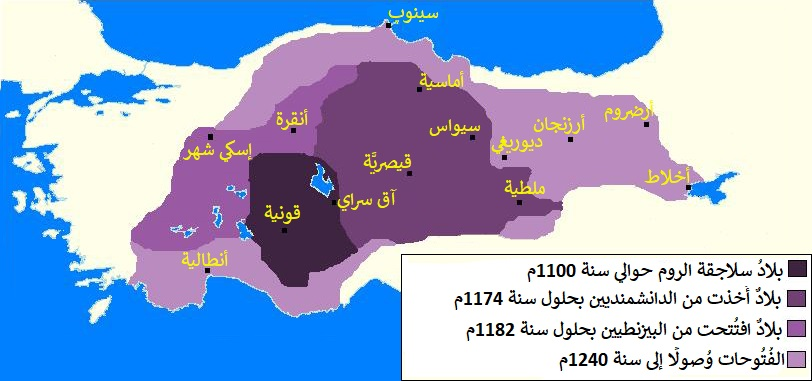
Expansion of the سلاجقة الروم in حوالي عام 1,100 C.E. — 1,240 C.E.

#### الإمبراطورية اللاتينية
- 1,204 C.E. — 1,261 C.E. الحروب البلغارية اللاتينية
  - 1,235 حصار القسطنطينية
- Nicaean–Latin Wars
  - 1,260 حصار القسطنطينية

#### الدولة العثمانية

Greatest extent (red) with vassal states (light red) of the الدولة العثمانية in 1590s.

- 1,265 C.E. — 1,479 C.E. الحروب البيزنطية العثمانية
  - 1,265 C.E. — 1,328 C.E. الحروب البيزنطية العثمانية
  - 1,328 C.E. — 1,341 C.E. الحروب البيزنطية العثمانية
    - 1,331 C.E. فتح نيقية
    - 1,333 C.E. — 1,337 C.E. فتح نيقوميديا

  - 1,341 C.E. — 1,371 C.E. الحروب البيزنطية العثمانية
  - 1,371 C.E. — 1,394 C.E. الحروب البيزنطية العثمانية
  - 1,394 C.E. — 1,424 C.E. الحروب البيزنطية العثمانية
    - 1,422 C.E. حصار القسطنطينية (1422)

  - 1,424 C.E. — 1,453 C.E. الحروب البيزنطية العثمانية
    - April 6, 1,453 C.E. — May 29, 1,453 C.E. فتح القسطنطينية

### السعودية

#### محمد في المدينة
- 623 C.E. غزوات الرسول محمد
- 623 C.E. غزوات الرسول محمد

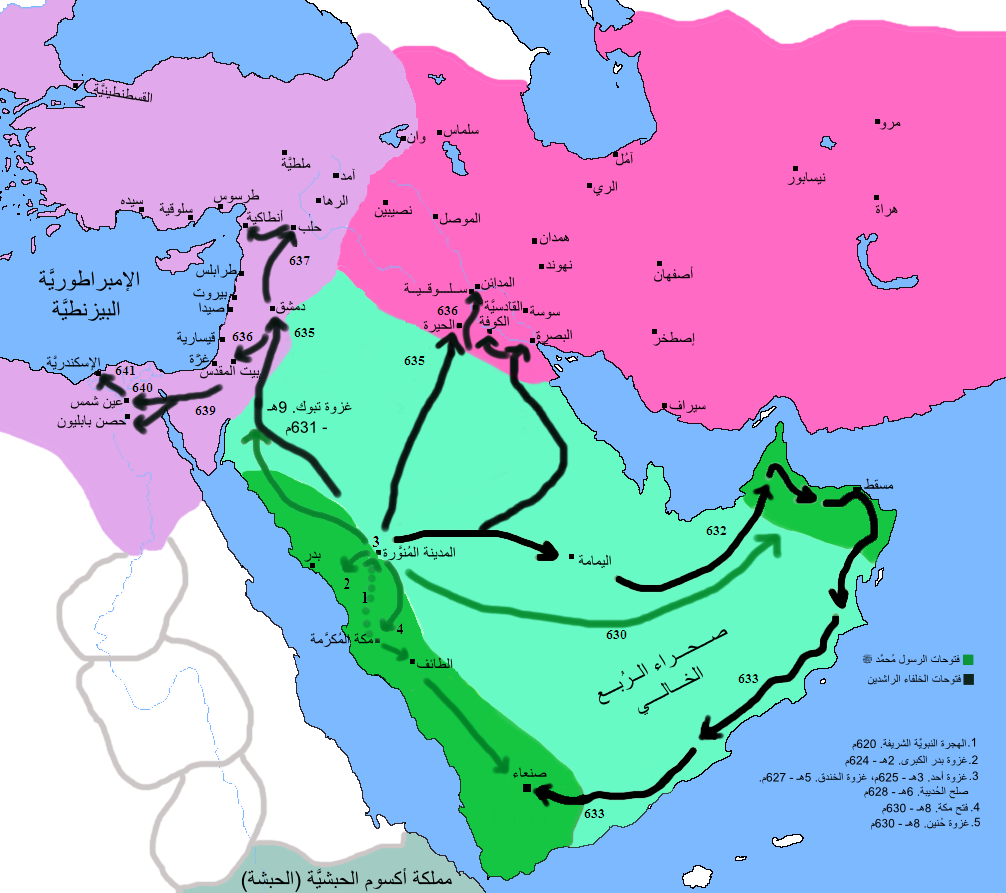
Conquests of Muhammad and the Rashidun

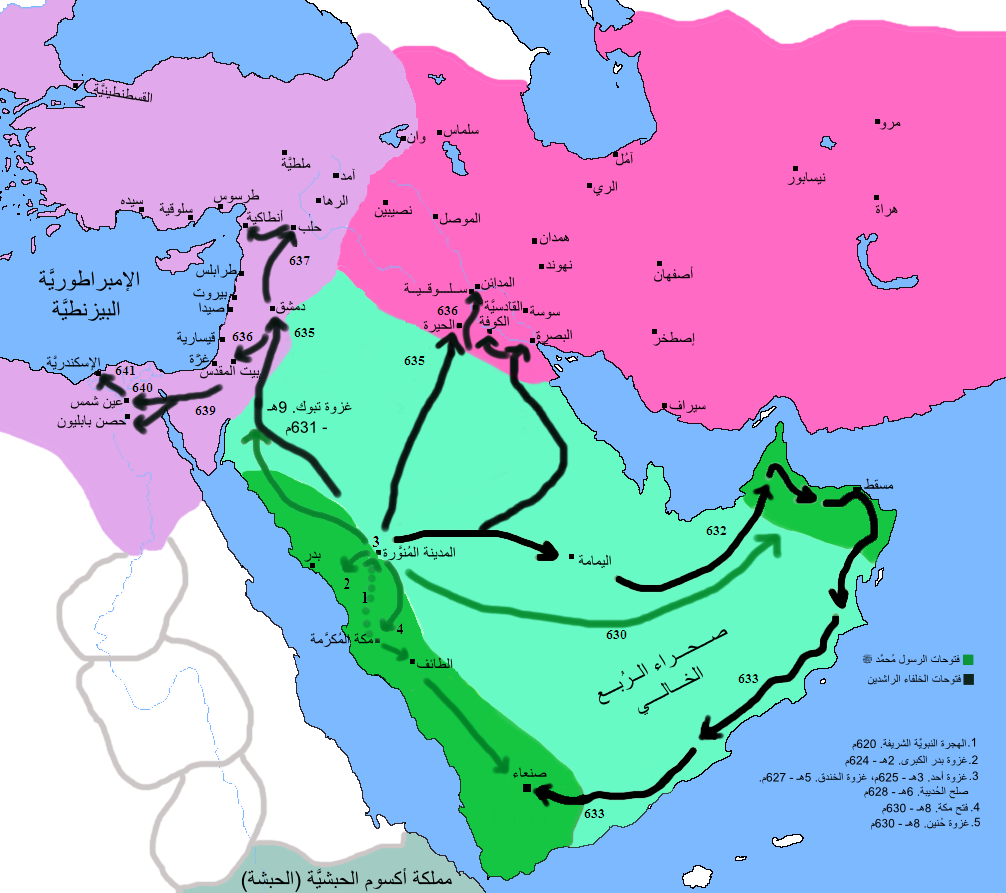
Conquests of Muhammad and the Rashidun

- May & June 623 C.E. غزوات الرسول محمد
- August 623 C.E. غزوة الأبواء
- October 623 C.E. غزوة بواط
- December 623 C.E. غزوة العشيرة
- 623 C.E. غزوة سفوان
- January 624 C.E. سرية عبد الله بن جحش
- March 624 C.E. غزوة بدر
- January 624 C.E. عصماء بنت مروان
- February 624 C.E. أبو عفك اليهودي
- 624 C.E. غزوة السويق
- February 624 C.E. غزوة بني قينقاع
- May 624 C.E. غزوة الكدر
- September 624 C.E. غزوة ذي أمر
- September 624 C.E. كعب بن الأشرف
- 624 C.E. غزوة بحران
- 624 C.E. سرية زيد بن حارثة
- December 624 C.E. سرية عبد الله بن عتيك
- March 23 625 C.E. غزوة أحد
- March 625 C.E. غزوة حمراء الأسد
- June 625 C.E. سرية أبي سلمة بن عبد الأسد المخزومي
- 625 C.E. سرية عبد الله بن أنيس
- 625 C.E. سرية مرثد بن أبي مرثد
- 627 C.E. سرية عمرو بن أمية الضمري الكناني
- July 625 C.E. سرية المنذر بن عمرو
- August 625 C.E. غزوة بني النضير
- October 625 or 627 C.E. غزوة ذات الرقاع
- January 626 or March 625 C.E. غزوة بدر الآخرة
- July 626 C.E. غزوة دومة الجندل
- February 627 C.E. غزوة الخندق
- February–March 627 C.E. غزوة بني قريظة
- June 627 C.E. سرية محمد بن مسلمة
- 627 C.E. سرية عكاشة بن محصن الأسدي
- August 627 C.E. سرية محمد بن مسلمة
- August 627 C.E. سرية أبي عبيدة بن الجراح
- September 627 C.E. غزوة بني لحيان
- 627 [71] C.E. Raid on al-Ghabah
- September 627 C.E. غزوة ذي قرد
- 627 C.E. سرية زيد بن حارثة
- September 627 C.E. سرية زيد بن حارثة
- 627 C.E. سرية زيد بن حارثة
- October 627 C.E. سرية زيد بن حارثة
- December 627 C.E. سرية زيد بن حارثة
- December 627 C.E. غزوة بني المصطلق
- December 627 C.E. سرية عبد الرحمن بن عوف إلى دومة الجندل
- 627 C.E. سرية علي بن أبي طالب
- January 628 C.E. سرية زيد بن حارثة
- February 628 C.E. سرية كرز بن جابر الفهري
- February 628 C.E. سرية عبد الله بن رواحة
- March 628 C.E. صلح الحديبية
- May 628 C.E. فتح فدك [72]Fidak
- May/June 628 C.E. غزوة خيبر
- May 628 C.E. Third [73]Expedition of Wadi al Qura
- December 628 C.E. سرية عمر بن الخطاب
- December 628 C.E. سرية أبي بكر الصديق
- December 628 C.E. سرية بشير بن سعد الأنصاري
- January 629 C.E. سرية غالب بن عبد الله الكلبي الكناني
- May 629 C.E. Expedition of Ghalib ibn Abdullah al-  [لغات أخرى]‏[74]Laithi (Fadak)  [لغات أخرى]‏
- February 629 C.E. سرية بشير بن سعد الأنصاري
- April 629 C.E. Expedition of  [لغات أخرى]‏ [75]Ibn Abi Al-Awja Al-Sulami  [لغات أخرى]‏
- May 629 C.E. سرية غالب بن عبد الله الكلبي الكناني (الكديد)
- June 629 C.E. Raid on [76]Banu Layth
- June 629 C.E. سرية شجاع بن وهب الأسدي
- June 629 C.E. سرية كعب بن عمير الغفاري الكناني
- August 629 C.E. غزوة مؤتة
- September 629 C.E. سرية عمرو بن العاص
- October 629 C.E. سرية الخبط
- 629 C.E. سرية بن أبي العوجاء السلمي
- November or Dec 629 C.E. سرية أبي قتادة بن ربعي الأنصاري
- December 629 C.E. سرية أبي قتادة بن ربعي الأنصاري
- December 629 C.E. فتح مكة
- December 629 C.E. سرية خالد بن الوليد
- December 629 C.E. سرية عمرو بن العاص
- December 629 C.E. سرية سعد بن زيد الأشهلي
- January 630 C.E. سرية خالد بن الوليد إلى بني جذيمة
- January 630 C.E. غزوة حنين
- January 630 C.E. سرية الطفيل بن عمرو الدوسي
- 630 C.E. سرية أوطاس
- January 630 C.E. Expedition of Abu Amir Al-  [لغات أخرى]‏[77]Ashari
- January 630 C.E. Expedition of Abu Musa Al-  [لغات أخرى]‏[78]Ashari
- January 630 C.E. غزوة الطائف
- April 630 C.E. سرية عيينة بن حصن الفزاري
- May 630 C.E. سرية قطبة بن عامر بن حديدة
- June 630 C.E. سرية الضحاك بن سفيان الكلابي
- July 630 C.E. سرية علقمة بن مجزز المدلجي
- July 630 C.E. Third [79]Expedition of Dhu Qarad
- July 630 C.E. سرية علي بن أبي طالب
- July 630 C.E. سرية عكاشة بن محصن الأسدي
- October 630 C.E. غزوة تبوك
- October 630 C.E. حملة خالد بن الوليد (دومة الجندل)[80]حملة خالد بن الوليد (دومة الجندل)
- 630 C.E. Expedition of Abu  [لغات أخرى]‏ [81]Sufyan ibn Harb  [لغات أخرى]‏
- 630 C.E. مسجد ضرار (القرآن)
- April 631 C.E. Expedition of Khalid ibn al-Walid (2nd  [لغات أخرى]‏ [82]Dumatul Jandal)  [لغات أخرى]‏
- April 631 C.E. Expedition of  [لغات أخرى]‏ [83]Surad ibn Abdullah  [لغات أخرى]‏
- June 631 C.E. سرية خالد بن الوليد
- December 631 C.E. سرية علي بن أبي طالب (الفلس)
- 631 C.E. سرية علي بن أبي طالب
- April 632 C.E. ذو الخلصة
- May 632 C.E. سرية أسامة بن زيد

#### Civil Wars of the Early Caliphates
- 632 C.E. — 633 C.E. حروب الردة
  - September 632 C.E. معركة بزاخة
  - معركة غمرة
  - December 632 C.E. معركة اليمامة
  - October 632 C.E. معركة ظفر
  - August 633 C.E. معركة دومة الجندل

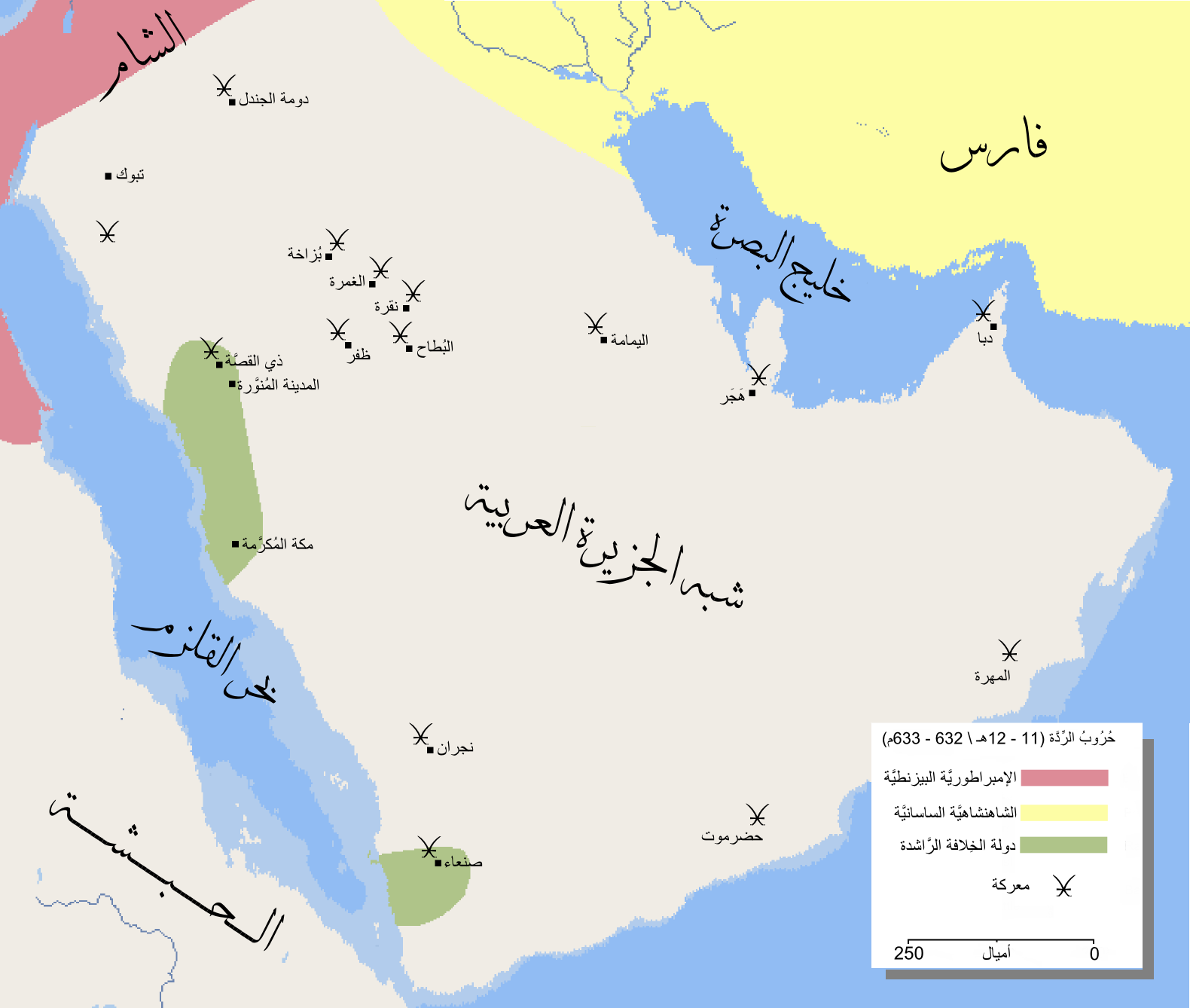
Map detailing arenas of Ridda campaigns.

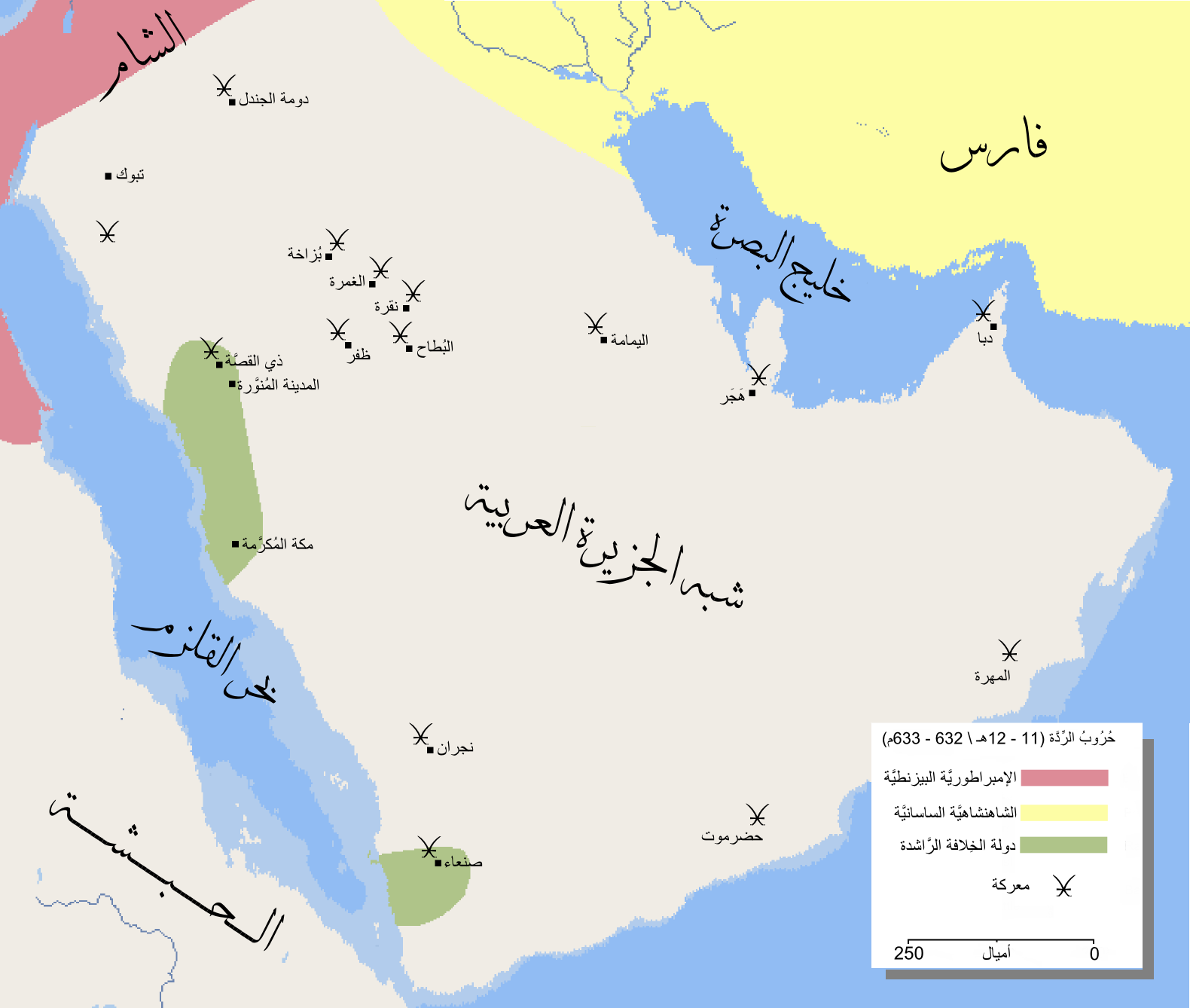
Map detailing arenas of Ridda campaigns.

  - October 633 C.E. معركة النقرة

#### الخلافة الراشدة
- 656 C.E. — 661 C.E. فتنة مقتل عثمان

#### الدولة الأموية
- 680 C.E. — 692 C.E. الفتنة الثانية
- 743 C.E. — 750 C.E. الدولة الأموية

#### الدولة العباسية
- September 762 C.E. — February 763 C.E. ثورة العلويين

### أرمينيا
- حوالي عام 2,492 ق.م. Battle between Haik and نمرود

## آسيا الوسطى

### أوزبكستان

#### سوقديانا

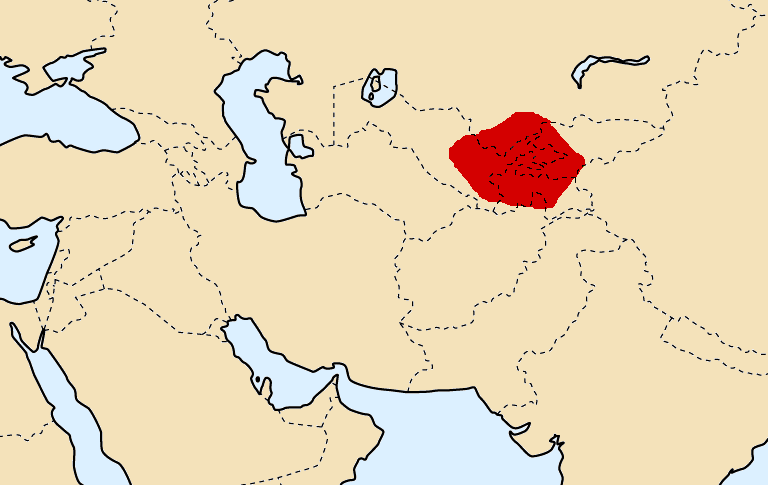
Sogdia, c. 300 BC.

- 335 ق.م. — 323 ق.م. حروب الإسكندر الأكبر

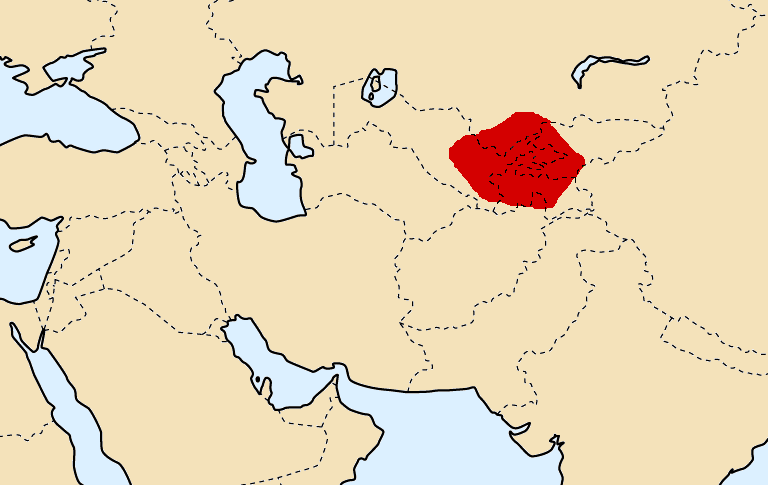
سوقديانا، 300 قبل الميلاد.

  - 327 ق.م. حصار صخرة سوقديانا

#### المملكة الإغريقية البخترية
- 250 ق.م. المملكة الإغريقية البخترية
- 230 ق.م. المملكة الإغريقية البخترية
- 210 ق.م. المملكة الإغريقية البخترية
- 180 ق.م. المملكة الإغريقية البخترية
- 141 ق.م. المملكة الإغريقية البخترية

#### Yuezhi Kingdom

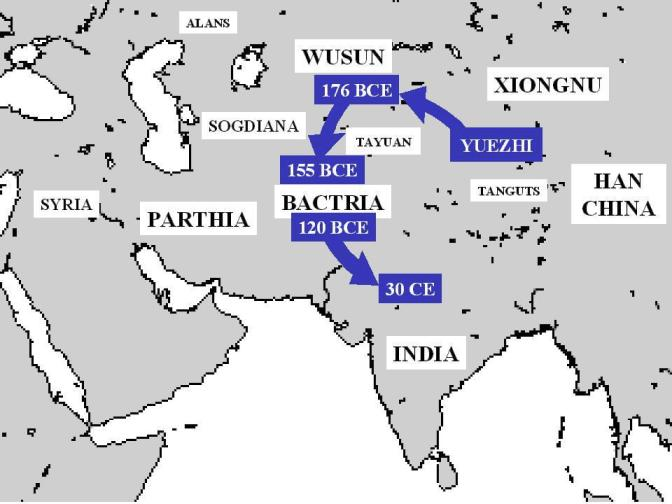
The migrations of the Yuezhi through Central Asia, from around 176 BC to AD 30.

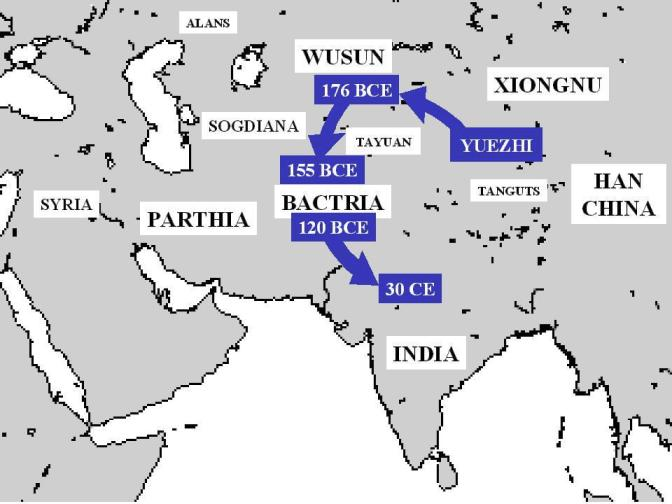
The migrations of the Yuezhi through Central Asia, from around 176 BC to AD 30.

- 162 ق.م. مملكة إغريقية بخترية

#### المملكة الهندية الإغريقية
- 36 ق.م. سوقديانا

#### إمبراطورية كوشان
- إمبراطورية كوشان - القرنين الأول والثاني الميلاديين

#### روران خاغانيت
- خاقانية روران

#### غوكتورك خاغانيت
- حرب غوكتورك الأهلية
- Emperor Taizong's campaign against Eastern Tujue
- Tang campaigns against  [لغات أخرى]‏ [84]the Western Turks  [لغات أخرى]‏
- 657م غزو الأتراك الغربيين

#### خوارزميون
- 1216م — 1221م الغزو المغولي لآسيا الوسطى[85]

#### إمبراطورية المغول
- 1262م حرب بركة-هولاكو

#### تيموريون
- 1370م حصار بلخ (1370)

#### خانات زنغهار
- خانات زنغهار

#### الإمبراطورية الروسية

Map of the الإمبراطورية الروسية showing any and all territory and immediate influence it possessed regardless of time period.
Territory^{[a]}
Spheres of influence

- اللعبة الكبرى
- 1916م — 1934م حركة باسماتشي

#### الاتحاد السوفيتي
- 1916م — 1934م حركة باسماتشي

### أفغانستان

#### غزنويون
- 962م غزنويون

#### الامبراطورية الأفغانية واللعبة الكبرى
- 1709 م إمبراطورية بوتاكي وإمبراطورية دوراني
- اللعبة الكبرى

#### الإمبراطورية الروسية
- 1916م — 1934م حركة باسماتشي

#### الاتحاد السوفيتي
- 1916م — 1934م حركة باسماتشي
- 1979م — 1988 الحرب السوفيتية في أفغانستان

### طاجيكستان

#### دايوان
- 104 ق.م. — 101 ق.م. حرب الخيول السماوية

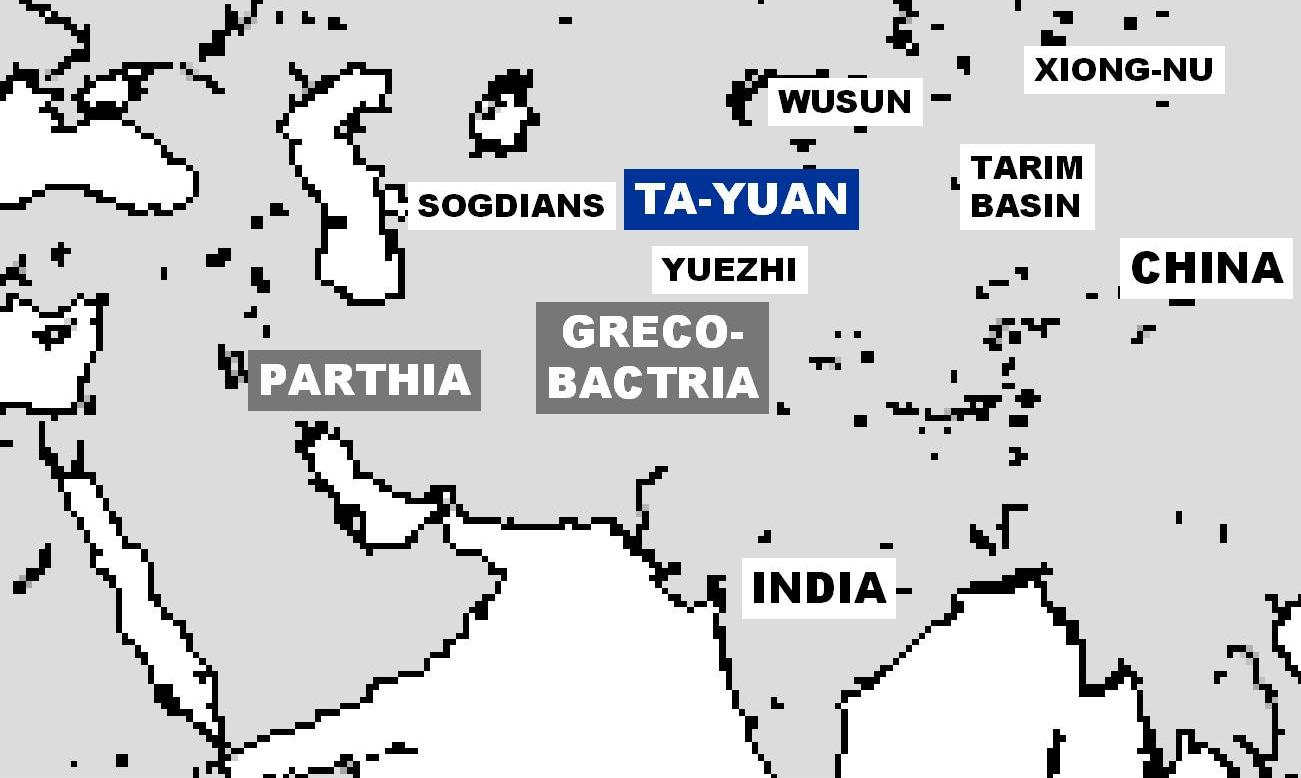
كانت دايوان إحدى ثلاث حضارات متطورة في آسيا الوسطى حوالي عام 130 قبل الميلاد، مع البارثية والمملكة الإغريقية البخترية، بناءً على ما جاء في كتاب هان الصيني التاريخي.

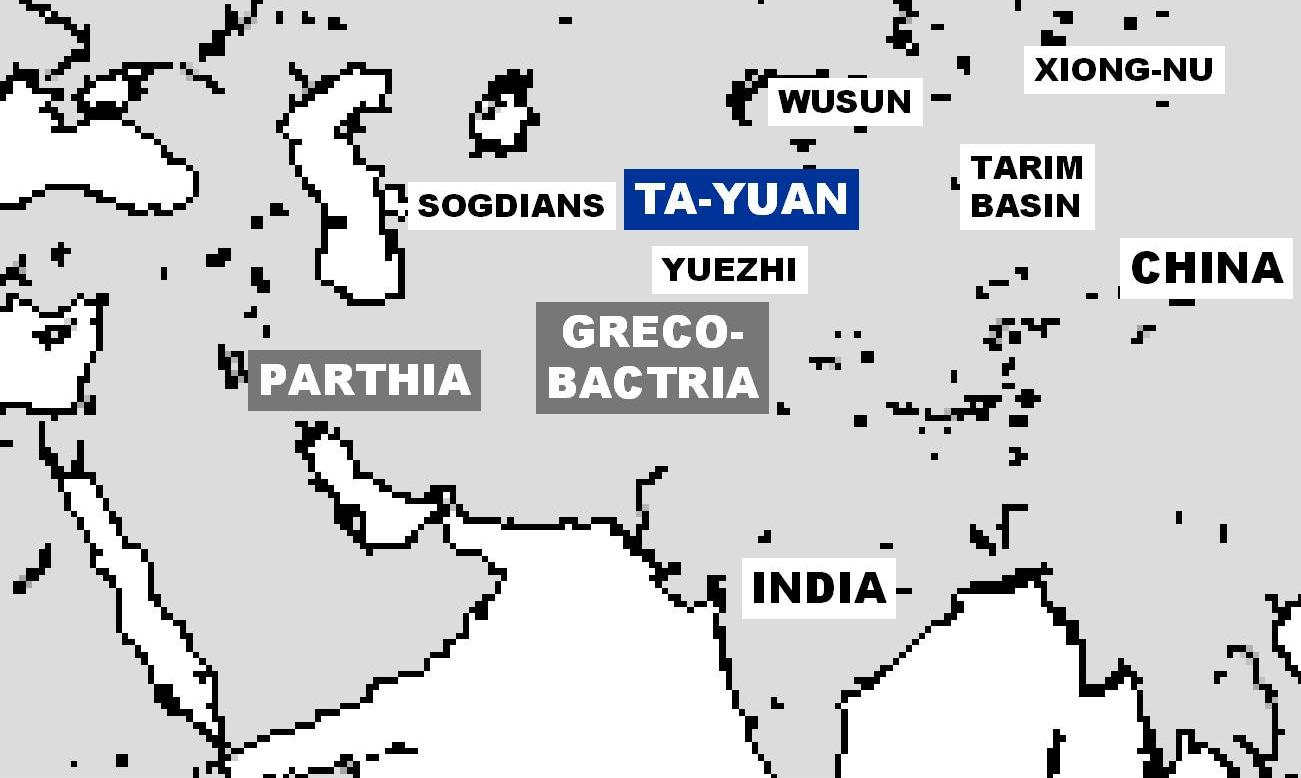
The Dayuan (in فرغانة) was one of the three advanced civilizations of آسيا الوسطى around 130 BCE, together with بارثية and مملكة إغريقية بخترية, according to the Chinese historical work كتاب هان.

### تركمانستان
- الحروب السلجوقية الغزنوية
  - 23 أيار (مايو)، 1040م معركة داندقان

## شرق آسيا

### الصين

#### ثقافة لونغشان
- 2,852 ق.م. — 2,070 ق.م. الملوك الثلاثة والأباطرة الخمسة
  - حوالي عام 2,500 ق.م. معركة بانكوان
  - حوالي عام 2,500 ق.م.[86]Battle of Zhuolu

#### أسرة شيا
- حوالي عام 1,628 ق.م. — 1,600 ق.م. Rise of Shang
  - حوالي عام 1,600 ق.م. معركة مينغتياو

#### مملكة شانغ

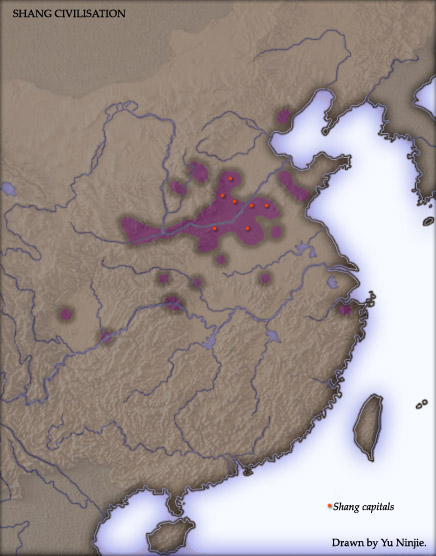
Remnants of advanced, stratified societies dating back to the Shang found primarily in the Yellow River Valley

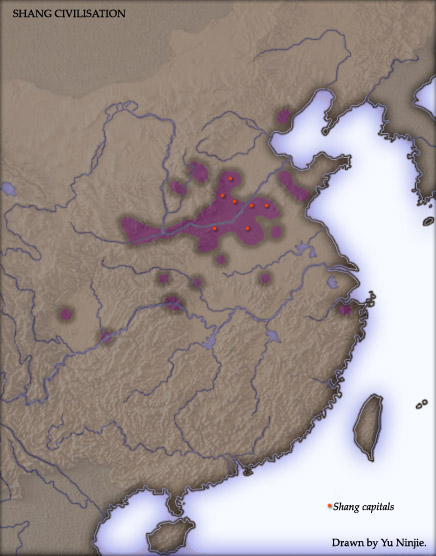
Remnants of advanced, stratified societies dating back to the Shang found primarily in the Yellow River Valley

- حوالي عام 1,628 ق.م. — 1,600 ق.م. Rise of Shang
  - حوالي عام 1,600 ق.م. معركة مينغتياو
- حوالي عام 1,046 ق.م. مملكة تشو
  - حوالي عام 1,046 ق.م.[87]Battle of Muye

#### مملكة تشو
- حوالي عام 1,046 ق.م. مملكة تشو
  - حوالي عام 1,046 ق.م.[88]Battle of Muye
- 771 ق.م. — 476 ق.م. فترة الربيع والخريف
  - 632 ق.م. Battle of  [لغات أخرى]‏ [88]Chengpu
  - 595 ق.م.[89]Battle of Bi
  - 589 ق.م.[90]Battle of An
  - 575 ق.م. Battle of  [لغات أخرى]‏ [91]Yanling
  - 506 ق.م.[92]Battle of Boju
  - 4th century ق.م.[93]Gojoseon–Yan War
  - 478 ق.م.[94] Battle of Lize
- 475 ق.م. — 221 ق.م. حقبة الممالك المتحاربة
  - 453 ق.م. Battle of  [لغات أخرى]‏ [95]Jinyang
  - 353 ق.م. Battle of  [لغات أخرى]‏ [96]Guiling
  - 342 ق.م. Battle of  [لغات أخرى]‏ [97]Maling
  - 293 ق.م.[98]Battle of Yique
  - 260 ق.م. معركة تشانغبينغ
  - 230 ق.م. — 221 ق.م. حروب تشين للتوحيد

#### تشين

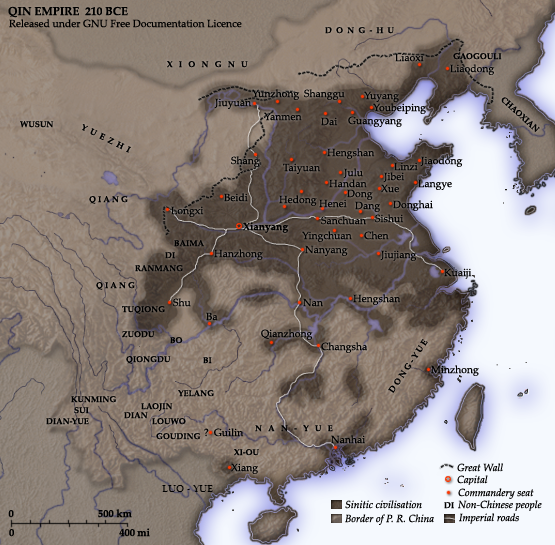
Qin Dynasty, حوالي عام 210 BC.

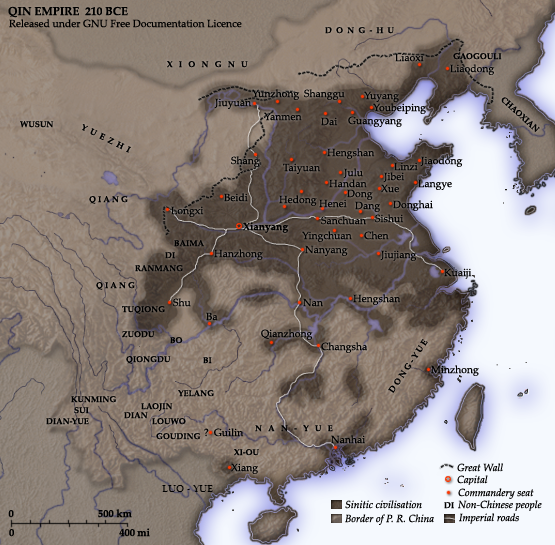
Qin Dynasty, حوالي عام 210 BC.

- 215 ق.م. Qin's campaign  [لغات أخرى]‏ [99]against the Xiongnu  [لغات أخرى]‏
- 214 ق.م. Qin's campaign  [لغات أخرى]‏ [100]against the Yue tribes  [لغات أخرى]‏
- 209 ق.م. Daze Village  [لغات أخرى]‏ [101]Uprising

#### مملكة هان
- 206 ق.م. — 202 ق.م. نزاع تشو وهان
  - 207 ق.م. معركة جولو
  - 205 ق.م. Battle of  [لغات أخرى]‏ [102]Pengcheng
  - 205 ق.م. Battle of  [لغات أخرى]‏ [103]Jingxing
  - 203 ق.م. Battle of Wei  [لغات أخرى]‏ [104]River
  - 202 ق.م. معركة كاي شيا
  - 200 ق.م. Battle of  [لغات أخرى]‏ [105]Baideng
- 154 ق.م. تمرد الدول السبعة
- 133 ق.م. — 89 C.E. معركة هان شيونغنو
  - 133 ق.م. [106]Battle of Mayi
  - 119 ق.م. [107]Battle of Mobei
  - 99 ق.م. Battle of Tian  [لغات أخرى]‏ [108]Shan
  - 67 ق.م. [109]Battle of Jushi
  - 36 ق.م. [110]Battle of Zhizhi
  - 73[111] C.E. Battle of Yiwulu
  - 89 C.E. Battle of Ikh  [لغات أخرى]‏ [112]Bayan

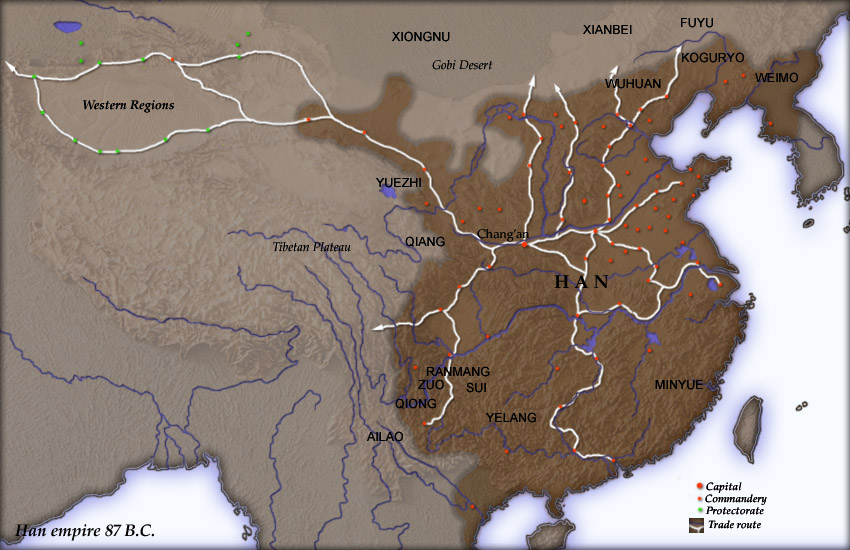
The Han Empire in 87 BC (core provinces in brown), with commanderies (red dots) and protectorates (green dots) shown

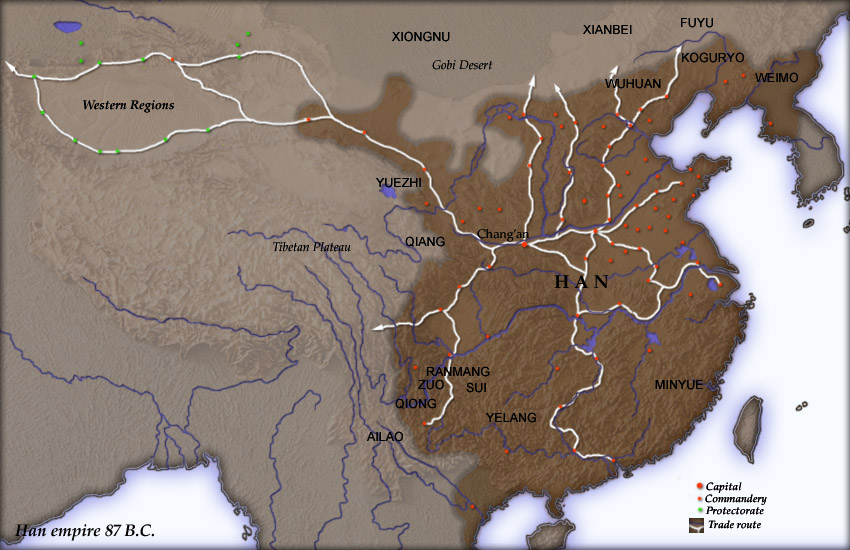
The Han Empire in 87 BC (core provinces in brown), with commanderies (red dots) and protectorates (green dots) shown

- 2nd century ق.م. التوسع الجنوبي لسلالة هان
  - 111 ق.م. Han–Nanyue [113]War
- 17 C.E. — 25 C.E. Lülin [114]Rebellion
  - 23 C.E. Battle of  [لغات أخرى]‏ [115]Kunyang
- 189 C.E. — 220 C.E. سقوط دولة الهان
  - 184 C.E. تمرد العمامات الصفراء
  - 190 C.E. تحالف الحكام الثمانية عشر
    - 190 C.E. Battle of  [لغات أخرى]‏ [116]Xingyang

  - 191 C.E. Battle of  [لغات أخرى]‏ [117]Yangcheng
  - 191 C.E. Battle of  [لغات أخرى]‏ [118]Jieqiao
  - 191 C.E. Battle of  [لغات أخرى]‏ [119]Xiangyang
  - 193 C.E. Battle of  [لغات أخرى]‏ [120]Fengqiu
  - 194 C.E. Battle of Yan  [لغات أخرى]‏ [121]Province
  - 194 C.E. Sun Ce's  [لغات أخرى]‏ [122]conquests in Jiangdong  [لغات أخرى]‏
  - 197 C.E. Battle of  [لغات أخرى]‏ [123]Wancheng
  - 198[124] C.E. Battle of Xiapi
  - 199[125] C.E. Battle of Yijing
  - 199 C.E. Campaign [126]against Yuan Shu
  - 200 C.E. معركة غوان دو
  - 202 C.E. Battle of  [لغات أخرى]‏ [127]Bowang
  - 208 C.E. Battle of Xiakou
  - 208 C.E. Battle of  [لغات أخرى]‏ [128]Changban
  - 208 C.E. معركة المنحدرات الحمراء
  - 208 C.E. معركة المنحدرات الحمراء
  - 209 C.E. Battle of  [لغات أخرى]‏ [129]Jiangling
  - 211 C.E. Battle of Tong  [لغات أخرى]‏ [130]Pass
  - 213 C.E. Siege of  [لغات أخرى]‏ [131]Jicheng
  - 213 C.E. Battle of  [لغات أخرى]‏ [132]Lucheng
  - 214 C.E. Liu Bei's  [لغات أخرى]‏ [133]takeover of Yi Province  [لغات أخرى]‏
  - 215 [134]C.E. Battle of Baxi
  - 215 C.E. Battle of  [لغات أخرى]‏ [135]Yangping
  - 217 C.E. Battle of  [لغات أخرى]‏ [136]Xiaoyao Ford  [لغات أخرى]‏ 217 C.E. [137]Battle of Ruxu  [لغات أخرى]‏
  - 219 C.E. Battle of  [لغات أخرى]‏ [138]Mount Dingjun  [لغات أخرى]‏
  - 219 C.E. Battle of Han  [لغات أخرى]‏ [139]River
  - 219 C.E. Battle of  [لغات أخرى]‏ [140]Fancheng
  - 219 C.E. Lü Meng's invasion of Jing  [لغات أخرى]‏ [141]Province

#### Wei Dynasty
- 220 C.E. — 280 C.E. الممالك الثلاث
  - 222 C.E. Battle of  [لغات أخرى]‏ [142]Xiaoting
  - 225 C.E. Zhuge Liang's  [لغات أخرى]‏ [143]Southern Campaign  [لغات أخرى]‏
  - Spring 228 C.E. — August 234 C.E. الحروب الشمالية لتشوغ ليانغ
    - 228 C.E. Battle of  [لغات أخرى]‏ [144]Tianshui
    - 228 C.E. Battle of  [لغات أخرى]‏ [145]Jieting
    - 228 C.E. Battle of  [لغات أخرى]‏ [146]Shiting
    - 229 C.E. Siege of  [لغات أخرى]‏ [147]Chencang
    - 234 C.E. Battle of  [لغات أخرى]‏ [148]Wuzhang Plains  [لغات أخرى]‏

  - 227 C.E. — 228 C.E. Xincheng Rebellion

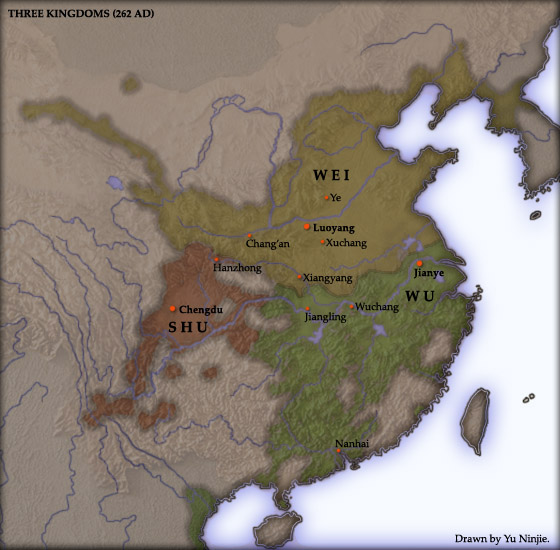
The territories of Cao Wei (in yellow), 262 CE.

  - 244 C.E. Battle of  [لغات أخرى]‏ [149]Xingshi
  - 247 C.E. — 262 C.E. Jiang Wei's Northern  [لغات أخرى]‏ [150]Expeditions

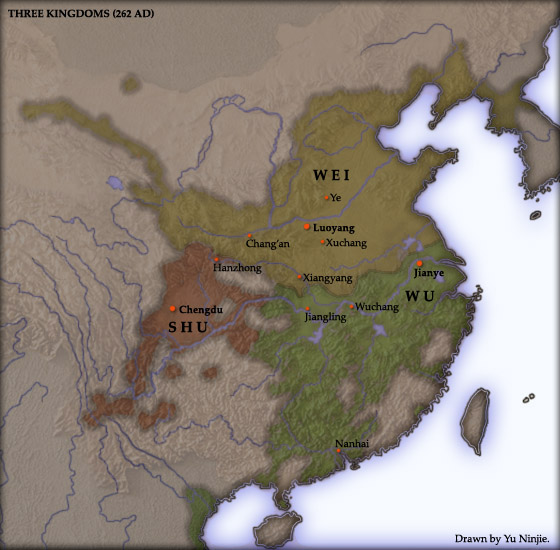
The territories of Cao Wei (in yellow), 262 CE.

- -     - 255 C.E. Battle of  [لغات أخرى]‏ [151]Didao

  - 263 C.E. سقوط مملكة شو هان

#### أسرة جين (265-420)
- 220 C.E. – 280 C.E. الممالك الثلاث
  - 280 C.E. Conquest of [152]Wu by Jin
- 291 C.E. War of the Eight  [لغات أخرى]‏ [153]Princes
- 304 C.E. – 439 C.E. الممالك الستة عشر
  - 304[154] C.E. Wu Hu uprising
  - 354 C.E. Huan Wen's  [لغات أخرى]‏ [155]expeditions
  - 383 C.E. معركة نهر فاي
  - 395 C.E. Battle of  [لغات أخرى]‏ [156]Canhe Slope  [لغات أخرى]‏
  - 409 C.E. Liu Yu's expeditions

#### سلالة ليو سونغ الحاكمة
- 420 C.E. — 589 C.E. الأسر الجنوبية والشمالية
  - 537 C.E. Battle of  [لغات أخرى]‏ [157]Shayuan

#### مملكة سوي
- 602 [158] C.E. Ly–Sui War
- 598 C.E. — 614 C.E.[159]Goguryeo-Sui War
- 617 C.E. — 621 C.E. Transition from Sui to Tang
  - 617 [160] C.E. Battle of Huoyi
  - 621 [161] C.E. Battle of Hulao

#### سلالة تانغ

Emperor Taizong's campaign against Xiyu states (640-648)

Emperor Taizong's campaign against Xiyu states (640-648)

- 640 C.E. — 657 C.E. Tang campaigns against the  [لغات أخرى]‏ [84]Western Turks  [لغات أخرى]‏
  - 640 C.E. — 648 C.E. Emperor Taizong's campaign against Xiyu  [لغات أخرى]‏ [162]states
  - 644 C.E. — 648 C.E. Tang campaigns  [لغات أخرى]‏ [163]against Karasahr  [لغات أخرى]‏
  - 648 C.E. — 649 C.E. Conquest of Kucha
  - 657 C.E. Battle of Irtysh  [لغات أخرى]‏ [164]River
- 645 C.E. Siege of Ansi  [لغات أخرى]‏ [165]fortress
- 645 C.E. — 668 C.E. حرب غوغوريو – تانغ
- 663 C.E. Battle of  [لغات أخرى]‏ [166]Baekgang
- 660 [167]C.E. Baekje–Tang War
- 670 C.E. Battle of Dafei  [لغات أخرى]‏ [168]River
- 698 C.E. Battle of  [لغات أخرى]‏ [169]Tianmenling
- فتوحات إسلامية
  - 7th century C.E. — 8th century C.E. فتح ما وراء النهر
    - 751 C.E. معركة نهر طلاس
- December 16, 755 C.E. — February 17, 763 C.E. ثورة آن لوشان
  - 756 C.E. Battle of  [لغات أخرى]‏ [170]Yongqiu
  - 757 C.E. Battle of  [لغات أخرى]‏ [171]Suiyang
- 874 C.E. — 884 C.E. هوانغ تشاو

#### أسرة سونغ
- 1,129 C.E. — 1,141 C.E. Yue Fei'[172]s campaign against Jin
- November 1,125 C.E. — 13th century C.E. Jin—Song wars
  - 1,161 C.E. Battle of  [لغات أخرى]‏ [173]Tangdao
  - 1,161 C.E. Battle of  [لغات أخرى]‏ [174]Caishi
- 1,235 C.E. — 1,279 C.E. Song—Yuan Wars
  - 1,273 C.E. Battle of  [لغات أخرى]‏ [175]Xiangyang
  - 1,279 C.E. معركة يامن

#### مملكة لياو
- November 15, 976 C.E. — May 8, 997 C.E. Military Campaigns  [لغات أخرى]‏ of إمبراطورية الصين Taizong of the أسرة سونغ
  - 979 C.E. — 982 C.E. First campaign against [176]Liao Dynasty
    - 979 C.E. Battle of  [لغات أخرى]‏ [177]Gaoliang River  [لغات أخرى]‏

  - 982 C.E. — 988 C.E. Second campaign [176]against Liao Dynasty
    - 986 C.E. Chi go Pass Compaign
- February 12, 1,101 C.E. — March 26, 1,125 C.E. Reign [178]of Emperor Tianzuo of Liao
  - 1,114 C.E. — 1,122 C.E. Jurchen invasion
  - 1,123 C.E. — 1,125 C.E. [176]End of Liao Dynasty

#### أسرة جين
- 1,206 C.E. — 1,337 C.E. الغزوات والفتوحات المغولية
  - 1,211 C.E. — 1,234 C.E. غزو المغول لسلالة جين الصينية
    - 1,211 C.E. Badger's Mount Campaign
    - 1,215 C.E. Battle of Zhongdu

#### مملكة يوان
- 1,351 C.E. تمرد العمامة الحمراء  [لغات أخرى]‏

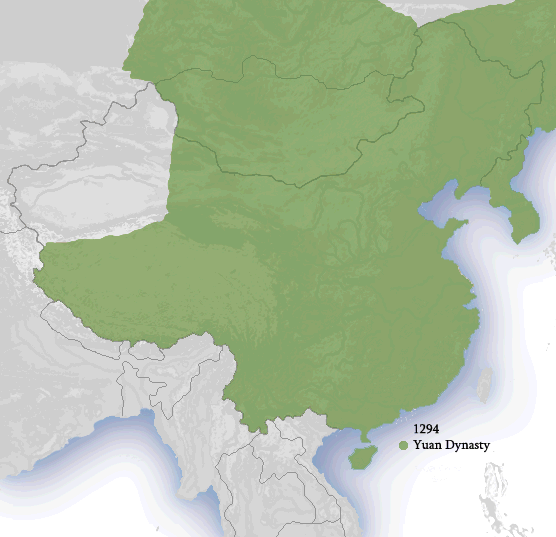
Yuan Dynasty in 1294

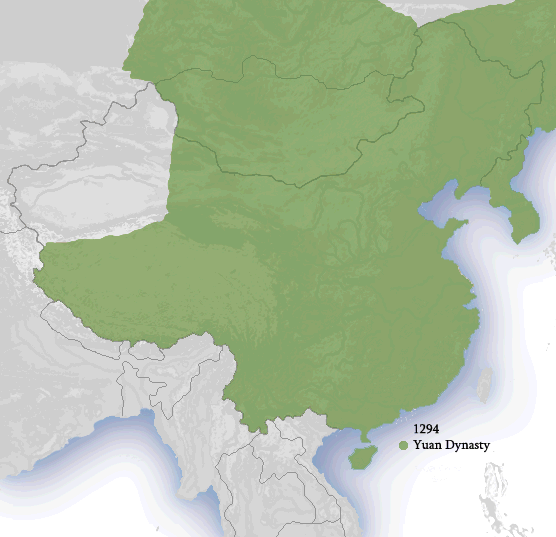
Yuan Dynasty in 1294

  - August 30, 1,363 C.E. — October 4, 1,363 C.E.[179]Battle of Lake Poyang

#### أسرة مينغ
- 1,381 C.E. Ming conquest  [لغات أخرى]‏ [180]of Yunnan  [لغات أخرى]‏
- 1,300s C.E. — 1,400s C.E.[181]Miao Rebellions  [لغات أخرى]‏
- 1,399 C.E. — 1,402 C.E.[182]Jingnan Campaign
- 1,400s C.E. — 1,500s C.E.[183]Ming–Turpan conflict
- 1,406 C.E. — 1,407 C.E.[184]Ming–Hồ War
- 1,405 C.E. — 1,433 C.E. رحلات الكنز خلال حكم سلالة مينغ
  - 1,410 C.E. Ming–Kotte [185]War
- 1,206 C.E. — 1,337 C.E. الغزوات والفتوحات المغولية
  - 1,449 C.E. Battle of  [لغات أخرى]‏ [186]Tumu Fortress  [لغات أخرى]‏
- 1,510 C.E. Prince of Anhua  [لغات أخرى]‏ [187]rebellion
- 1,519 C.E. Prince of Ning  [لغات أخرى]‏ [188]rebellion
- 1,521 C.E. First Battle of  [لغات أخرى]‏ [189]Tamao
- 1,522 C.E. Second Battle of  [لغات أخرى]‏ [190]Tamao
- 1,618 C.E. — 1,683 C.E. الانتقال من حكم مينغ إلى حكم تشينغ
  - 1,619 C.E. Battle of  [لغات أخرى]‏ [191]Sarhu
  - 1,626 C.E. Battle of  [لغات أخرى]‏ [192]Ningyuan 1,642 C.E. [193]Battle of Songjin
  - 1,644 C.E. Battle of  [لغات أخرى]‏ [194]Shanhai Pass  [لغات أخرى]‏
- 1,633 C.E. معركة خليج لياولوو
- 1,642 C.E. Battle of  [لغات أخرى]‏ [195]Nanyang
- 1,644 [196]C.E. Occupied Beijing

#### سلالة تشينغ
- 1,652 C.E. — 1,689 C.E. النزاعات الحدودية الصينية الروسية
- 1,674 C.E. — 1,681 C.E. ثورة الإقطاعيين الثلاثة
- 1,683[197] C.E. Battle of Penghu
- 1,690 C.E. — 1,757 C.E. حروب تشينغ-زونغار
  - September 3, 1,690 C.E. [198]Battle of Ulan Butung
  - 1,696 C.E. Battle of  [لغات أخرى]‏ [199]Zuunmod
- 1,718 C.E. Battle of the  [لغات أخرى]‏ [200]Salween River  [لغات أخرى]‏
- 1,747 C.E. — 1,792 C.E. الحملات العشر الكبرى
- 1,796 C.E. ثورة اللوتس الأبيض
- 1,839 C.E. — 1,842 C.E. حرب الأفيون الأولى
  - 1,839 C.E. First Battle of  [لغات أخرى]‏ [201]Chuenpee
  - 1,840 C.E. Capture of Chusan
  - 1,840 C.E. Battle of the Barrier
  - 1,841 C.E. Second Battle of Chuenpee
  - 1,841 C.E. Battle of the Bogue
  - 1,841 C.E. Battle of First Bar
  - 1,841 C.E. Battle of Whampoa
  - March 1,841 C.E. Battle of Canton  [لغات أخرى]‏
  - May 1,841 C.E. Battle of Canton  [لغات أخرى]‏
  - 1,841 C.E. Battle of Amoy
  - 1,841 C.E. Capture of Chusan  [لغات أخرى]‏
  - 1,841 C.E. Battle of Chinhai
  - 1,842 C.E. Battle of Ningpo
  - 1,842 C.E. Battle of Tsekee
  - 1,842 C.E. Battle of Chapoo
  - 1,842 C.E. Battle of Woosung
  - 1,842 C.E. Battle of Chinkiang
- 1,851 C.E. — 1,864 C.E. تمرد تايبينغ
  - 1,850 C.E. Jintian Uprising
  - 1,853 C.E. Battle of Nanjing  [لغات أخرى]‏
  - 1,856 C.E. First rout the Army Group Jiangnan
  - 1,858 C.E. Battle of Sanhe
  - 1,860 C.E. Second rout the Army Group Jiangnan
  - 1,861 C.E. Battle of Anqing  [لغات أخرى]‏
  - 1,861 C.E. Battle of Guanzhong  [لغات أخرى]‏
  - 1,861 C.E. Battle of Shanghai  [لغات أخرى]‏
  - 1,862 C.E. Battle of Cixi
  - 1,863 C.E. Battle of Suzhou  [لغات أخرى]‏
  - 1,863 C.E. Battle of Changzhou
  - 1,864 C.E. Third Battle of Nanking
  - 1,864 C.E. Hubei Pocket
  - 1,865 C.E. Fujian Pocket
- 1,856 C.E. — 1,873 C.E. تمرد بانثاي
- 1,862 C.E. — 1,877 C.E. تمرد دونغان (1862–77)
  - 1,870 C.E. Battle of Ürümqi  [لغات أخرى]‏
- 1,864 C.E. — 1,869 C.E. Nien Rebellion
  - 1,867 C.E. Battle of inlon river
- 1,856 C.E. — 1,860 C.E. حرب الأفيون الثانية
  - 1,856 C.E. Pearl River Forts  [لغات أخرى]‏
  - 1,857 C.E. Fatshan Creek  [لغات أخرى]‏
  - 1,858 C.E. First Battle of Taku Forts  [لغات أخرى]‏
  - 1,859 C.E. Second Battle of Taku Forts  [لغات أخرى]‏
  - 1,860 C.E. Third Battle of Taku Forts  [لغات أخرى]‏
  - 1,860 C.E. Battle of Palikao
- August 1,884 C.E. — April 1,885 C.E. الحرب الصينية الفرنسية
  - 1,883 C.E. Son Tay Campaign
  - 1,883 C.E. Battle of Paper Bridge
  - 1,884 C.E. Bac Ninh campaign
  - 1,884 C.E. Bac Le Ambush
  - 1,884 C.E. معركة فوتشو البحرية
  - 1,884 C.E. Kep Campaign
  - 1,884 C.E. حملة كيلونغ
  - 1,885 C.E. Lang Son Campaign
  - 1,885 C.E. Battle of Shipu
  - 1,885 C.E. Battle of Zhenhai
  - 1,885 C.E. Siege of Tuyen Quang
  - 1,885 C.E. Battle of Hoa Moc
  - 1,885 C.E. Battle of Bang Bo
  - 1,885 C.E. Battle of Phu Lam Tao
  - 1,885 C.E. حملة كيلونغ
  - 1,885 C.E. Pescadores Campaign

The Qing Empire in 1890.

The Qing Empire in 1890.

- 1,894 C.E. — 1,895 C.E.الحرب اليابانية الصينية الأولى
  - 1,895 C.E. Battle of  [لغات أخرى]‏ [202]Weihaiwei
- 1,895 C.E. — 1,896 C.E. Dungan Revolt  [لغات أخرى]‏
- 1,899 C.E. — 1,901 C.E. ثورة الملاكمين
  - 1,900 C.E. Battle of Taku Forts  [لغات أخرى]‏
  - 1,900 C.E. Battle of Tientsin
  - 1,900 C.E. Battle of Shanhaiguan  [لغات أخرى]‏
  - 1,900 C.E. Battle of Beicang
  - 1,900 C.E. Battle of Yangcun
  - 1,900 C.E. Battle of Yingkou
  - 1,900 C.E. معارك نهر آمور (1900)
  - 1,900 C.E. Battle of Peking
  - 1,900 C.E. Seymour Expedition
  - 1,900 C.E. Siege of the International Legations  [لغات أخرى]‏
- February 8, 1,904 C.E. – 5 September 5, 1,905 C.E. الحرب الروسية اليابانية
- 1,911 C.E. — 1,912 C.E. ثورة شينهاي
  - 1,911 C.E. انتفاضة ووهان

#### جمهورية الصين (1949-1912)
- October 10, 1,911 C.E. — February 12, 1,912 C.E. ثورة شينهاي
- 1,916 C.E. — 1,928 C.E. عصر أمراء الحرب
  - 1,926 C.E. — 1,928 C.E. الحملة الشمالية
- 1,927 C.E. — 1,950 C.E. الحرب الأهلية الصينية
- September 18, 1,931 C.E. — February 27, 1,932 C.E. الغزو الياباني لمنشوريا
  - September 18, 1,931 C.E. — February 18, 1,932 C.E. حادثة موكدين
- April 1,933 C.E. — December 1,936 C.E. الأحداث في منغوليا الداخلية
  - January 1, 1,933 C.E. — May 31, 1,933 C.E. الدفاع عن سور الصين العظيم
- July 7, 1,937 C.E. — September 9, 1,945 C.E. الحرب اليابانية الصينية الثانية
- September 1, 1,939 C.E. — 2 September 2, 1,945 C.E. الحرب العالمية الثانية
  - 1,937 C.E. — 1,945 C.E. حرب المحيط الهادئ
  - 1,942 C.E. — 1,945 C.E. مسرح عمليات الصين وبورما والهند

#### الصين
- 1,950 C.E. — 1,991 C.E. حرب باردة

Area controlled by the People's Republic of China shown in dark green; claimed but uncontrolled regions shown in light green.

Area controlled by the People's Republic of China shown in dark green; claimed but uncontrolled regions shown in light green.

  - 1,950 C.E. — 1,953 C.E. الحرب الكورية
  - 1,969 C.E. صراع الحدود السوفيتية الصينية
  - 1,967 C.E. اشتباكات ناثو لا وشو لا
  - 1,962 C.E. الحرب الصينية-الهندية
  - 1,964 C.E. معركة جزر باراسيل
  - 1,979 C.E., 1,984 C.E. الحرب الفيتنامية الصينية
  - 1,987 C.E. 1987 Sino-Indian skirmish
  - 1,988 C.E. Johnson South Reef Skirmish

### تايوان
- 1,787 C.E. — 1,788 C.E. الحملات العشر الكبرى
- 1,895 C.E. الغزو الياباني لتايوان
- 1,906 C.E. — 1,921 C.E.الحرب الأهلية الصينية

### اليابان
- August 27, 663 C.E. — August 28, 663 C.E. Battle of Baekgang
- 1,019 C.E. Toi invasion
- 1,180 C.E. — 1,185 C.E. حرب غينبيه
- 1,274 C.E. — 1,281 C.E. الغزو المغولي لليابان
  - 1,274 C.E. Battle of Bun'ei
  - 1,281 C.E. Battle of Kōan
- 1,467 C.E. حرب أونين
- 1,467 C.E. — 1,573 C.E. فترة المقاطعات المتحاربة
- 1,568 C.E. — 1,603 C.E. فترة أزوتشي-موموياما
  - 1,560 C.E. معركة أوكيهازاما
  - 1,575 C.E. معركة ناغاشينو
  - 1,582 C.E. Battle of Yamazaki
  - 1,600 C.E. معركة سيكيغاهارا
- 1,592 C.E. — 1,598 C.E. غزو اليابان لكوريا (1592-1598)
  - 1,592 C.E. Siege of Busan
  - 1,592 C.E. Battle of Dadaejin
  - 1,592 C.E. Siege of Dongnae
  - 1,592 C.E. Battle of Sangju  [لغات أخرى]‏
  - 1,592 C.E. Battle of Chungju
  - 1,592 C.E. معركة نهر إيمجين
  - 1,592 C.E. Gangwon Campaign
- 1,637 C.E. — 1,638 C.E. تمرد شيمبارا
- 1,868 C.E. — 1,869 C.E. حرب بوشين
- 1,874 C.E. Saga Rebellion
- 1,876 C.E. Shinpūren Rebellion
- 1,876 C.E. Akizuki Rebellion
- 1,876 C.E. Hagi Rebellion
- 1,877 C.E. تمرد ساتسوما
- 1,894 C.E. — 1,895 C.E. الحرب اليابانية الصينية الأولى
- 1,895 C.E. الغزو الياباني لتايوان
- 1,899 C.E. — 1,901 C.E. ثورة الملاكمين

Map of the الإمبراطورية الروسية showing any and all territory and immediate influence it possessed regardless of time period.
Territory^{[a]}
Spheres of influence

- 1,904 C.E. — 1,905 C.E. الحرب الروسية اليابانية
- 1,914 C.E. — 1,918 C.E. الحرب العالمية الأولى
  - 1,914 C.E. حصار تسينغتاو
- 1,937 C.E. — 1,945 C.E. الحرب العالمية الثانية
  - 1,937 C.E. — 1,945 C.E. الحرب اليابانية الصينية الثانية
  - 1,939 C.E. — 1,945 C.E. حرب المحيط الهادئ
  - 1,938 C.E. — 1,945 C.E. النزاعات الحدودية السوفيتية اليابانية
  - 1,942 C.E. معركة ميدواي

### كوريا
- 108 ق.م. Gojoseon-Han War
- 57 C.E. — 668 C.E. Conflicts of ممالك كوريا الثلاث (عصر أوسط)
  - 391 C.E. — 413 C.E. غوانغايتو العظيم Conquests
- 598 C.E. — 614 C.E. Goguryeo-Sui Wars
- 645 C.E. — 668 C.E. حرب غوغوريو – تانغ
- 892 C.E. — 936 C.E. Conflicts of ممالك كوريا الثلاث (عصر أخير)
- 993 C.E. — 1,019 C.E. حرب غوريو – خيتان
- 1,104 C.E. — 1,107 C.E. Jurchen Campaigns  [لغات أخرى]‏
- 1,231 C.E. — 1,259 C.E. الغزوات المغولية لكوريا
- December 1,359 C.E. — November 1,360 C.E. Red Turbans invasions of Korea
- 1,592 C.E. — 1,598 C.E. غزو اليابان لكوريا (1592-1598)
- 1,627 C.E. غزو المانشو الأول لكوريا
- 1,636 C.E. غزو المانشو الثاني لكوريا
- 1,866 C.E. حملة فرنسا ضد جوسون (1866)
- 1,871 C.E. بعثة الولايات المتحدة إلى جوسون
- 1,950 C.E. — 1,953 C.E. الحرب الكورية
- 1,966 C.E. — 1,969 C.E. نزاع المنطقة الكورية منزوعة السلاح
- 1,999 C.E. — present Korean maritime border incidents

### منغوليا
- 1,206 C.E. — 1,337 C.E. الغزوات والفتوحات المغولية
- Tatar invasions
- 1,938 C.E. — 1,945 C.E. الحرب العالمية الثانية
  - 1,938 C.E. — 1,939 C.E. النزاعات الحدودية السوفيتية اليابانية
  - 1,945 C.E. الغزو السوفيتي لمنشوريا

## جنوب آسيا

### الهند

#### مملكة ماجادها
- حوالي عام 6,000 ق.م. — حوالي عام 500 ق.م. حرب كوروكشترا
- حوالي عام 4,500 ق.م. — حوالي عام 1,000 ق.م. فرضية كورغان (hypothetical)

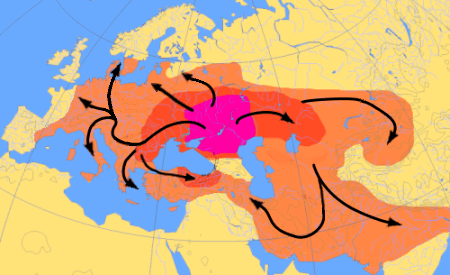
Map of Indo European migrations from ca. 4000 to 1000 BC according to the Kurgan model. The Anatolian migration (indicated with a dotted arrow) could have taken place either across the Caucasus or across the Balkans. The magenta area corresponds to the assumed Urheimat (Samara culture، Sredny Stog culture). The red area corresponds to the area that may have been settled by Indo-European-speaking peoples up to ca. 2500 BC, and the orange area by 1000 BC.

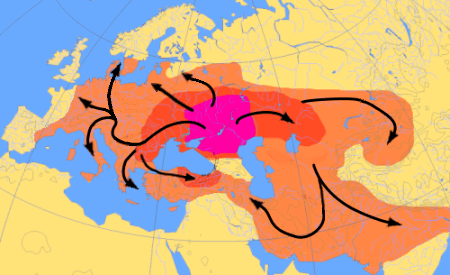
Map of Indo European migrations from ca. 4000 to 1000 BC according to the Kurgan model. The Anatolian migration (indicated with a dotted arrow) could have taken place either across the Caucasus or across the Balkans. The magenta area corresponds to the assumed Urheimat (Samara culture، Sredny Stog culture). The red area corresponds to the area that may have been settled by Indo-European-speaking peoples up to ca. 2500 BC, and the orange area by 1000 BC.

- حوالي عام 1,700 ق.م. — حوالي عام 1,000 ق.م. Battle of the Ten Kings
- حوالي عام 1,000 ق.م. رامايانا
- 543 ق.م. — 504 ق.م. الأمير فيجايا's Conquest of Sri Lanka
- September 522 ق.م. — October 486 ق.م. دارا الأول
  - 518 ق.م. فتوحات الإمبراطورية الأخمينية في وادي السند
- 500 ق.م. — 321 ق.م. مملكة ماجادها Conflicts
  - 323 ق.م. — 298 ق.م. تشاندراغبت موريا's Conquests
  - 265 ق.م. — 264 ق.م. Kalinga War
- 424 ق.م. — 321 ق.م. إمبراطورية ناندا Conflicts
  - 424 ق.م. — 321 ق.م. إمبراطورية ناندا Conflicts
  - 321 ق.م. — 320 ق.م. Conquest of the Nanda Empire
- 335 ق.م. — 323 ق.م. حروب الإسكندر الأكبر
  - 327 ق.م. — 325 ق.م. الحملة الهندية للإسكندر الأكبر
    - 327 ق.م. — 326 ق.م. Siege of Aornos  [لغات أخرى]‏
    - May 327 ق.م. — March 326 ق.م. حملة كوبهن
    - May 326 ق.م. معركة هيداسبس
    - November 326 ق.م. — February 325 ق.م. حملة مالاي

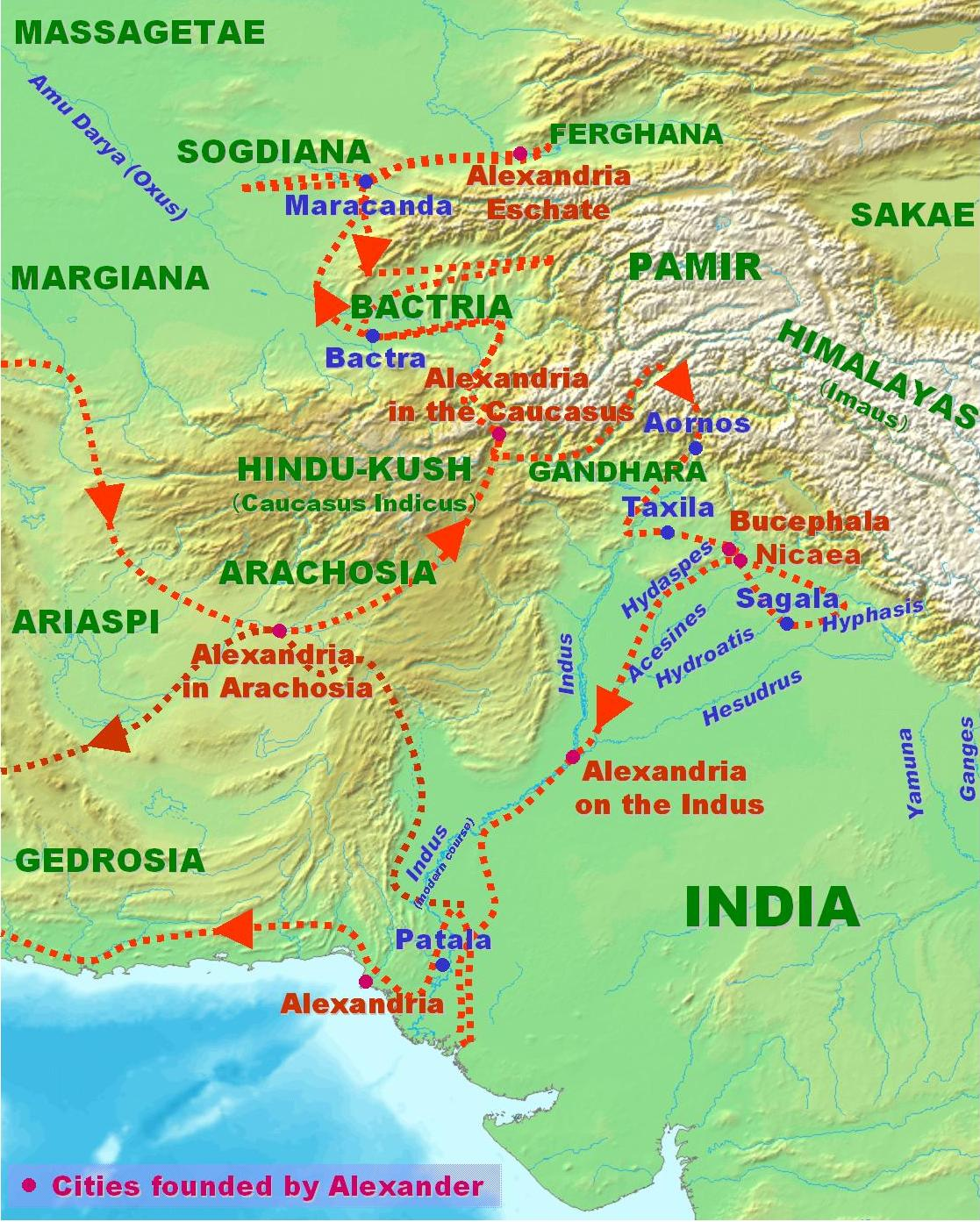
Campaigns and landmarks of Alexander's invasion of Southern Asia

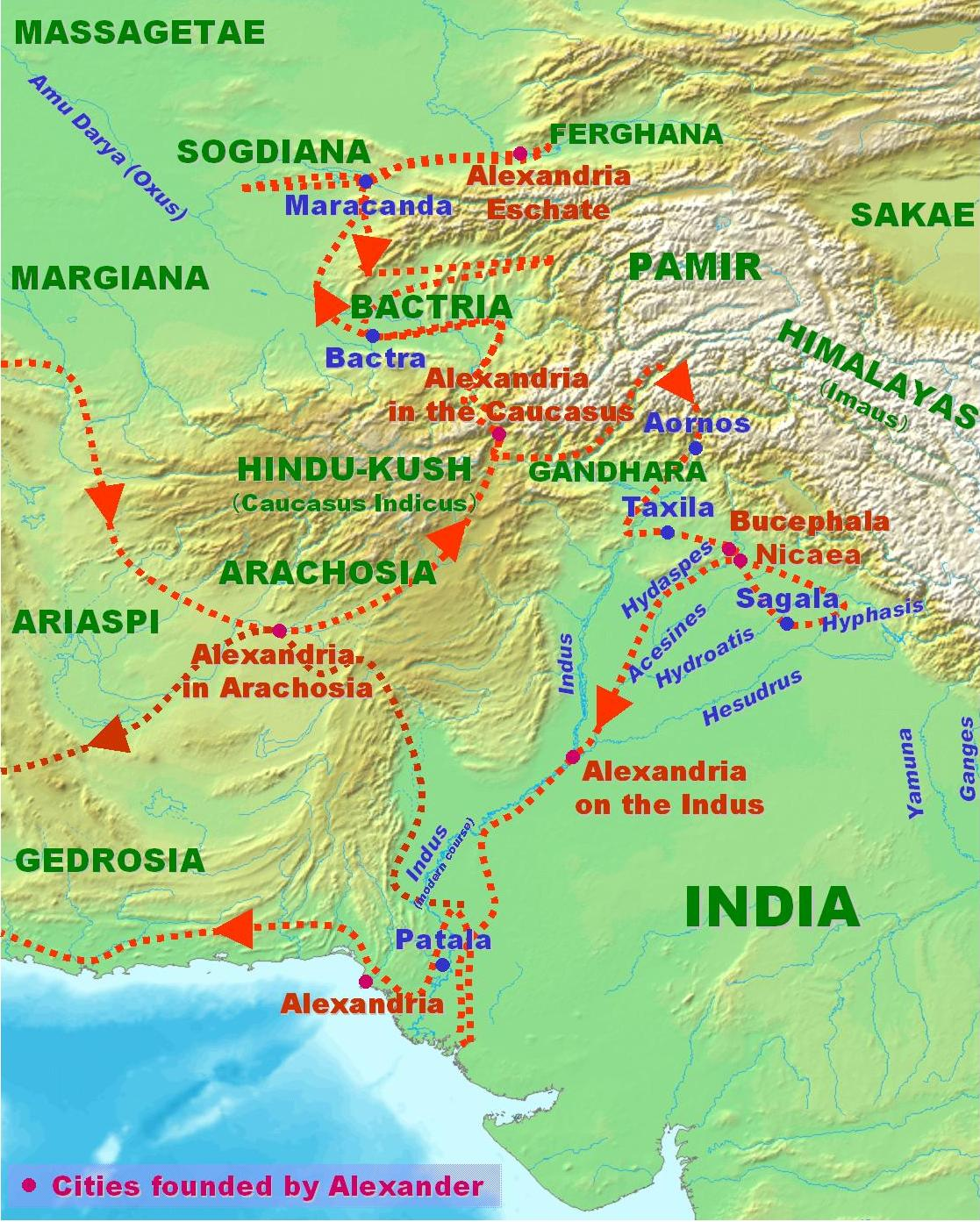
Campaigns and landmarks of Alexander's invasion of Southern Asia

    - 326 ق.م. معركة هيداسبس

#### الإمبراطورية الماورية
- 305 ق.م. — 303 ق.م. الحرب السلوقية–الماورية

#### الهنود السكثيون
- 320 C.E. — 550 C.E. إمبراطورية جوبتا Conflicts

#### إمبراطورية جوبتا
- 320 C.E. — 550 C.E. إمبراطورية جوبتا Conflicts

#### هارشا
- 606 C.E. — 647 C.E. هارشا Conflicts

#### الدولة الأموية
- 622 C.E. — 1,526 C.E. فتوحات إسلامية
  - 711 C.E. — 1,526 C.E. الفتوحات الإسلامية في شبه القارة الهندية
    - 711 C.E. — 715 C.E. محمد بن القاسم الثقفي's Conquest of Sindh
    - 738 C.E. الفتح الإسلامي للسند

#### الدولة العباسية
- 750 C.E. — 850 C.E. إمبراطورية بالا Conflicts
- 848 C.E. — 1,130 C.E. سلالة تشولا الحاكمة Conflicts

#### سلطنة دلهي
- 1,206 C.E. — 1,451 C.E. سلطنة دلهي Conflicts
- 1,206 C.E. — 1,337 C.E. الغزوات والفتوحات المغولية
  - 1,221 C.E. — 1,308 C.E. الغزوات المغولية للهند
    - Spring 1,221 C.E. معركة السند
    - December 20, 1,305 C.E. معركة أمروها

#### إمبراطورية مغول الهند

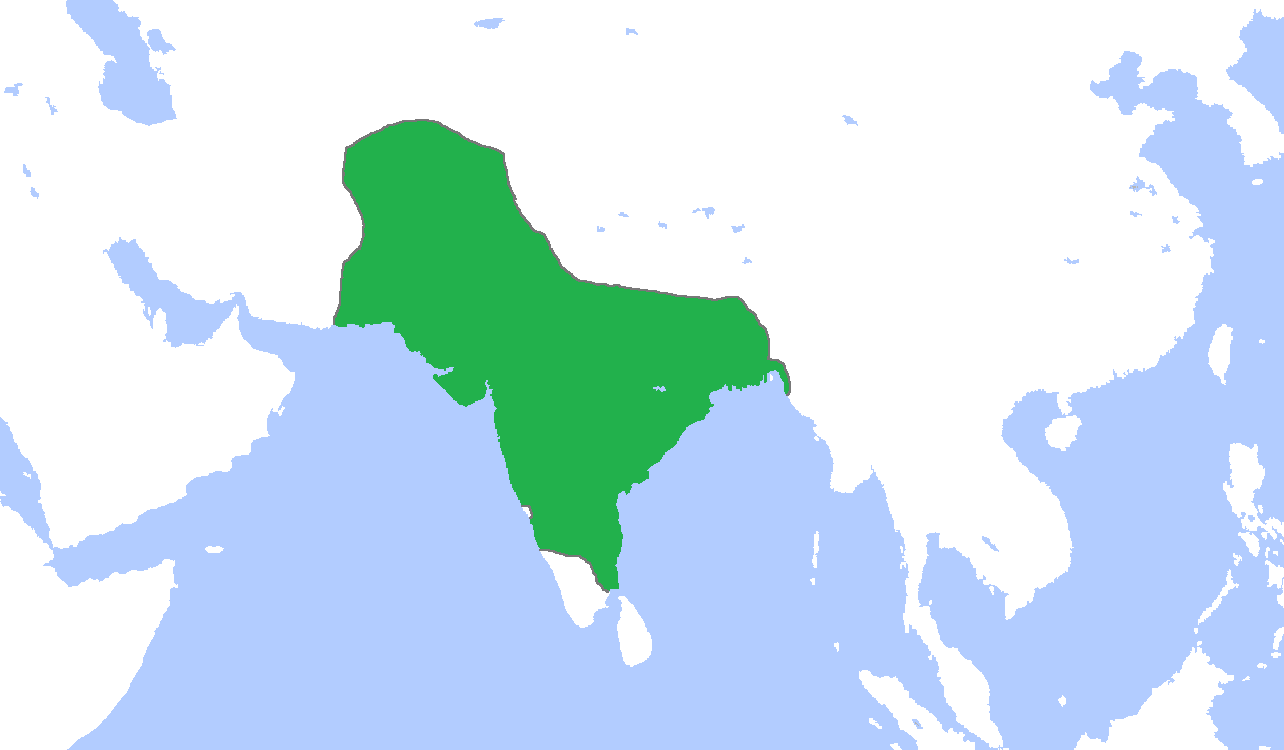
The Mughal Empire during the reign of Aurangzeb c. 1700

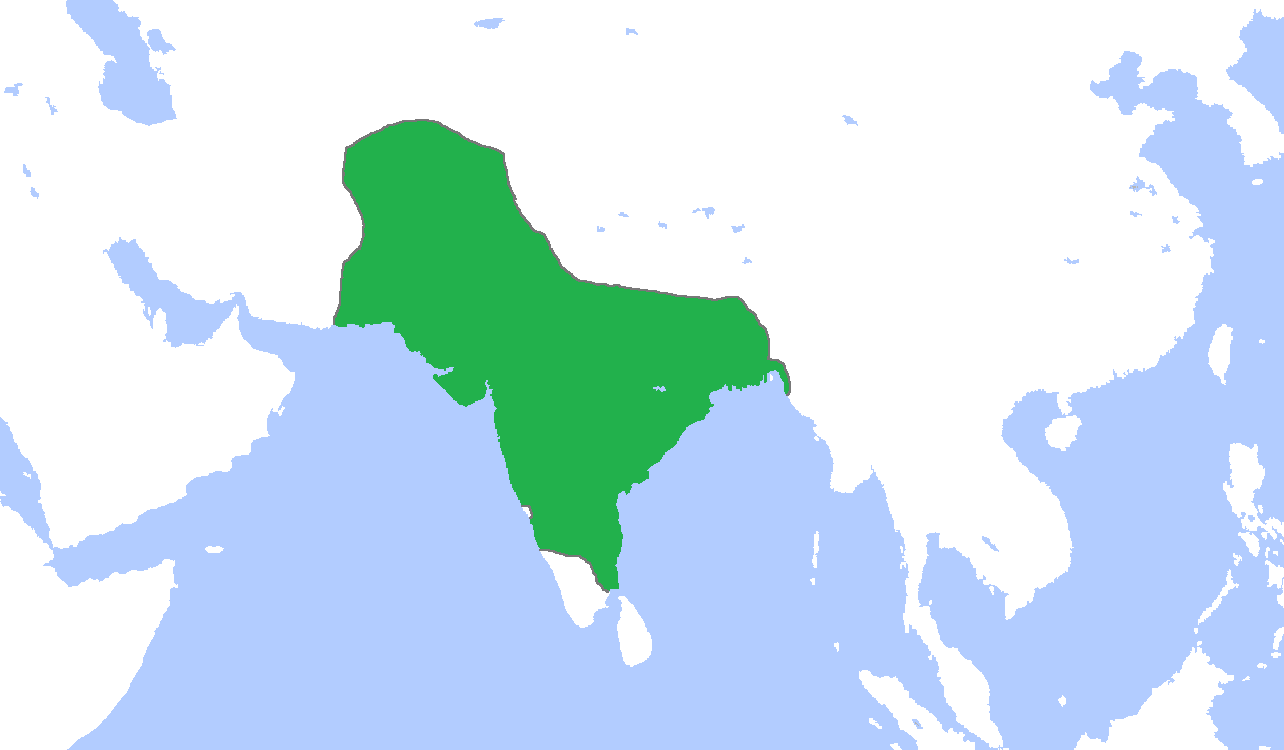
The Mughal Empire during the reign of Aurangzeb c. 1700

- 1,336 C.E. — 1,646 C.E. إمبراطورية فيجاياناغارا Conflicts
  - 1,520 C.E. Battle of Raichur
- 1,526 C.E. — 1,857 C.E. إمبراطورية مغول الهند Conflicts
  - 1,526 C.E. معركة باني بت
  - 1,527 C.E. معركة خانوه
  - 1,556 C.E. معركة باني بت الثانية
  - 1,615 C.E. — 1,682 C.E. صراعات مملكة أهوم والمغول
  - 1,649 C.E. — 1,653 C.E. الحرب المغولية الصفوية
  - 1,739 C.E. معركة كارنال
  - 1,761 C.E. معركة بانيبات الثالثة

#### إمبراطورية السيخ
- 1,799 C.E. — 1,849 C.E. إمبراطورية السيخ Conflicts
  - 1,708 C.E. معركة شامكور
  - 1,700 C.E. معركة أناندبور
  - 1,687 C.E. Battle of Nadaun
  - 1,897 C.E. معركة ساراغارهي
  - 1,701 C.E. — 1,704 C.E. Second Battle of Anandpur
  - September 18, 1,688 C.E. Battle of Bhangani
  - 1,837 C.E. Battle of Jamrud
- 1,841 C.E. — 1,842 C.E. حرب دوغرا والتبت
- 1,855 C.E. — 1,856 C.E. Nepalese-Tibetan War

#### حكم الشركة في الهند
- 1,766 C.E. — 1,799 C.E. الحروب الإنجليزية المايسورية
  - 1,766 C.E. — 1,769 C.E. الحرب الأولى بين إنجلترا ومايسور الهندية
  - 1,780 C.E. — 1,784 C.E. الحرب الأنغلو ميسورية الثانية
  - 1,789 C.E. — 1,792 C.E. الحرب الأنجلو-ميسورية الثالثة
  - 1,798 C.E. — 1,799 C.E. الحرب الإنجليزية المايسورية الرابعة
- 1,777 C.E. — 1,818 C.E. Anglo-Maratha Wars
  - 1,777 C.E. — 1,783 C.E. الحرب الإنجليزية الماراثية الأولى
  - 1,803 C.E. — 1,805 C.E. الحرب الإنجليزية الماراثية الثانية
  - 1,817 C.E. — 1,818 C.E. الحرب الإنجليزية الماراثية الثالثة
- 1,799 C.E. — 1,802 C.E. Polygar War
- 1,814 C.E. — 1,816 C.E. الحرب الإنجليزية النيبالية
- 1,816 C.E. — 1,826 C.E. الاحتلالات البورمية لآسام
- 1,845 C.E. — 1,849 C.E. الإمبراطورية البريطانية Conflicts
  - 1,845 C.E. Battle of Mudki
  - 1,845 C.E. Battle of Ferozeshah
  - 1,846 C.E. Battle of Aliwal
  - February 10, 1,846 C.E. Battle of Sobraon
  - 1,848 C.E. Battle of Ramnagar
  - 1,849 C.E. Battle of Chillianwala
  - 1,849 C.E. Battle of Gujrat
  - 1,849 C.E. Siege of Multan

#### الراج البريطاني
- 1823 – 1886 Anglo-Burmese Wars
  - 1823 – 1826 الحرب الإنجليزية البورمية الأولى
  - 1852 – 1853 الحرب الإنجليزية البورمية الثانية
  - 1885 – 1886 الحرب الأنجلو بورمية الثالثة
- 1839 – 1860 Opium Wars
  - 1839 – 1848 حرب الأفيون الأولى
  - 1856 – 1860 حرب الأفيون الثانية
- 1839 – 1919 Anglo-Afghan Wars
  - 1839 – 1842 الحرب الإنكليزية الأفغانية الأولى
  - 1878 – 1881 التأثير الأوروبي في أفغانستان
  - 1897 – 1898 Tirah Campaign
  - 1919 – التأثير الأوروبي في أفغانستان
- 1841 – 1842 العلاقات الصينية الهندية
- 1845 – 1849 Anglo-Sikh Wars
  - 1845 – 1846 حرب السيخ الأولى
  - 1848 – 1849 حرب السيخ الثانية
- 1857 ثورة الهند سنة 1857
- 1888 Sikkim Expedition
- 1897 – 1898 Tirah Campaign
- حركة الاستقلال الهندية
- 1905 تقسيم البنغال
- 1905 – 1947 Revolutionary movement for Indian independence
- 1914 – 1918 الحرب العالمية الأولى
- 1919 مجزرة جليانوالا باغ
- 1920 – 1935 حركة عدم التعاون
- 1939 – 1945 الحرب العالمية الثانية
  - 1939 – 1945 الهند في الحرب العالمية الثانية
  - 1941 – 1945 مسرح عمليات جنوب شرق آسيا في الحرب العالمية الثانية
  - 1942 – 1945 مسرح عمليات الصين وبورما والهند
  - 1942 – 1945 Battles and operations of the Indian National Army
- 1942 – 1945 Battles and operations of the Indian National Army
- 1942 – 1947 حركة اتركوا الهند

#### دومينيون الهند
- 1,947 C.E. تقسيم الهند
- October 22, 1,947 C.E. — January 1, 1,948 C.E. الحرب الباكستانية-الهندية 1947
- September 13, 1,948 C.E. — September 18, 1,948 C.E. عملية بولو

#### تاريخ جمهورية الهند
- 1,961 C.E. حرب غوا
- 1,962 C.E. الحرب الصينية-الهندية
- 1,964 C.E. — ongoing التمرد في شمال شرق الهند
- 1,965 C.E. الحرب الباكستانية-الهندية 1965
- 1,967 C.E. — ongoing الحرب الشعبية في الهند- تمرد الناكسال الماويين
- March 26, 1,971 C.E. — December 16, 1,971 C.E. حرب تحرير بنغلاديش
  - 1,971 C.E. الحرب الباكستانية الهندية عام 1971
- 1,984 C.E. نزاع سياشن
  - 1,984 C.E. Operation Meghdoot
- 1,984 C.E. عملية بلو ستار
  - 1,984 C.E. Operation Woodrose
- 1,987 C.E. — 1,990 C.E. التدخل الهندي في الحرب الأهلية السريلانكية
  - 1,987 C.E. Operation Pawan
  - 1,988 C.E. Operation Viraat
  - 1,988 C.E. Operation Trishul
  - 1,988 C.E. Operation Checkmate  [لغات أخرى]‏
- 1,988 C.E. Maldives coup d'état  [لغات أخرى]‏
- 1,989 C.E. — ongoing التمرد في جامو وكشمير
- 1,999 C.E. الحرب الباكستانية-الهندية 1999

### باكستان
- September 522 ق.م. — October 486 ق.م. دارا الأول
  - 518 ق.م. فتوحات الإمبراطورية الأخمينية في وادي السند
- 335 ق.م. — 323 ق.م. حروب الإسكندر الأكبر
  - 327 ق.م. — 325 ق.م. الحملة الهندية للإسكندر الأكبر
    - 327 ق.م. — 326 ق.م. Siege of Aornos  [لغات أخرى]‏
    - May 327 ق.م. — March 326 ق.م. حملة كوبهن
    - May 326 ق.م. معركة هيداسبس
    - November 326 ق.م. — February 325 ق.م. حملة مالاي
- 1,947 C.E. تقسيم الهند
- الحروب الباكستانية الهندية
  - 1,947 C.E. الحرب الباكستانية-الهندية 1947
  - 1,965 C.E. الحرب الباكستانية-الهندية 1965
  - 1,971 C.E. الحرب الباكستانية الهندية عام 1971
  - 1,984 C.E. نزاع سياشن
  - 1,999 C.E. الحرب الباكستانية-الهندية 1999
- 1,971 C.E. حرب تحرير بنغلاديش
  - March 26, 1,971 C.E. — May 25, 1,971 C.E. عملية مناورة
  - 1,971 C.E. الإبادة الجماعية في بنغلاديش 1971
  - 1,971 C.E. الحرب الباكستانية الهندية عام 1971
- 1,999 C.E. الانقلاب الباكستاني عام 1999
- 2,004 C.E. — ongoing الحرب في شمال غرب باكستان
- 2,004 C.E. — ongoing صراع بلوشستان
- 2,007 C.E. Pakistani state of emergency  [لغات أخرى]‏

### بنغلاديش
- 1,971 C.E. حرب تحرير بنغلاديش
  - عملية مناورة
  - 1,971 C.E. الإبادة الجماعية في بنغلاديش 1971
  - 1,971 C.E. الحرب الباكستانية الهندية عام 1971
- 1,973 C.E. Chittagong Hill Tracts Insurgency
- 2,001 C.E. 2001 اشتباكات الحدود بين بنجلاديش والهند
- 2,006 C.E. — 2,008 C.E. الأزمة السياسية البنغلادشية 2006-2008

### بوتان
- 1,766 C.E. — 1,788 C.E. الحملات العشر الكبرى

### نيبال
- 1,790 C.E. — 1,792 C.E. الحملات العشر الكبرى
- 1,814 C.E. — 1,816 C.E. الحرب الإنجليزية النيبالية
- 1,855 C.E. — 1,856 C.E. Nepalese-Tibetan War
- 1,996 C.E. — 2,006 C.E. الحرب الأهلية النيبالية

### سريلانكا
- 1,796 C.E. شركة الهند الشرقية Conquest
- 1,803 C.E. — 1,815 C.E. حروب كاندية
- 1,914 C.E. — 1,948 C.E. حركة الاستقلال السريلانكية
- 1,971 C.E. JVP Insurrection (Sri Lanka)  [لغات أخرى]‏
- 1,983 C.E. — 2,009 C.E. الحرب الأهلية السريلانكية
  - 1,976 C.E. — 1,987 C.E. حرب إيلام الأولى
  - 1,987 C.E. — 1,989 C.E. انتفاضة جي في بي 1987-1989
  - 1,990 C.E. — 1,995 C.E. Eelam War II
  - 1,995 C.E. — 2,002 C.E. Eelam War III
  - 2,006 C.E. — 2,009 C.E. Eelam War IV

## جنوب شرق آسيا

### كمبوديا

#### فونان
- حوالي عام 100 C.E. بريا ثونج ونيانج نيك Conflict

#### شينلا
- فونان

#### إمبراطورية الخمير

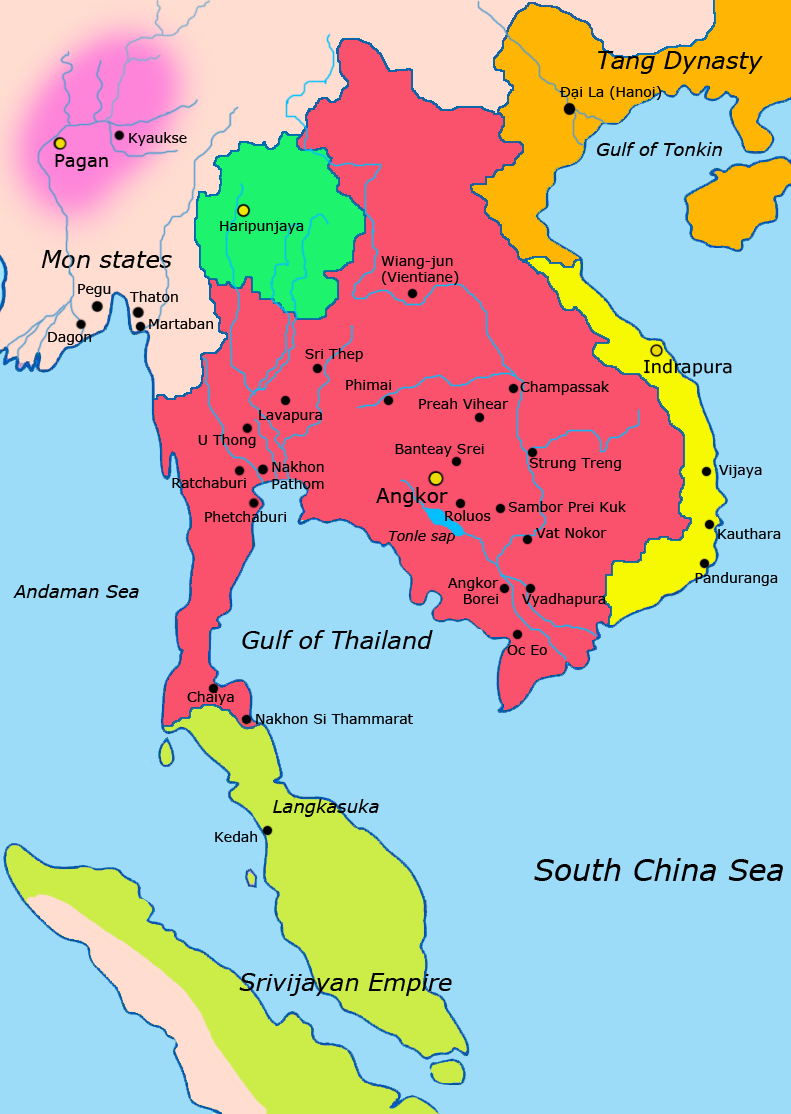
900 AD
Red: Khmer Empire
Light Green: Haripunjaya
Yellow: تشامبا

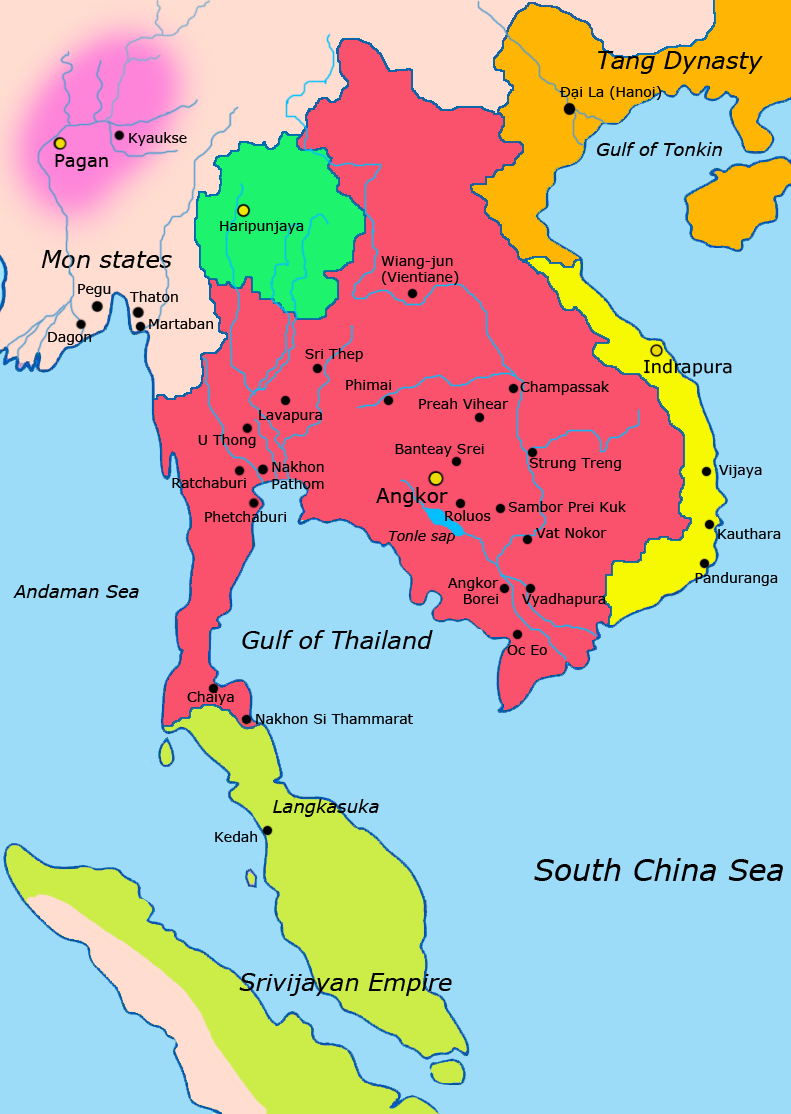
900 AD
Red: Khmer Empire
Light Green: Haripunjaya
Yellow: تشامبا

- 1,020 C.E. — 1,130 C.E. Medieval Chola  [لغات أخرى]‏ Invasions

#### الهند الصينية الفرنسية
- 1,945 C.E. — 1,954 C.E. الحرب الهندوصينية الأولى
- 1,967 C.E. — 1,975 C.E. الحرب الأهلية الكمبودية
- 1,957 C.E. — 1,975 C.E. حرب فيتنام
- 1,975 C.E. — 1,989 C.E. الحرب الفيتنامية الكمبودية
- 1,978 C.E. — 1,988 C.E. الغارات الفيتنامية على الحدود الكمبودية التايلاندية
- 1,997 C.E. Clashes in Cambodia  [لغات أخرى]‏
- 2,008 C.E. — ongoing النزاع الحدودي الكمبودي التايلاندي

### بورما
- 1,020 C.E. — 1,130 C.E. Medieval Chola  [لغات أخرى]‏ Invasions
- 1,548 C.E. — 1,549 C.E. الحرب البورمية السيامية
- 1,765 C.E. — 1,769 C.E. الحرب الصينية البورمية
- 1,816 C.E. — 1,826 C.E. الاحتلالات البورمية لآسام
- Anglo-Burmese Wars
  - 1,823 C.E. — 1,826 C.E. الحرب الإنجليزية البورمية الأولى
  - 1,852 C.E. — 1,853 C.E. الحرب الإنجليزية البورمية الثانية
  - 1,885 C.E. — 1,886 C.E. الحرب الأنجلو بورمية الثالثة
- 1,939 C.E. — 1,945 C.E. الحرب العالمية الثانية
  - 1,941 C.E. — 1,945 C.E. مسرح عمليات جنوب شرق آسيا في الحرب العالمية الثانية
  - 1,942 C.E. — 1,945 C.E. الاحتلال الياباني لبورما
  - 1,942 C.E. — 1,945 C.E. مسرح عمليات الصين وبورما والهند
- 1,948 C.E. — ongoing الصراع الداخلي في ميانمار
  - 2,007 C.E. — ثورة الزعفران

### لاوس
- 1,957 C.E. — 1,975 C.E. حرب فيتنام
- 1,975 C.E. — ongoing التمرد في لاوس

### تايلاند
- 1,020 C.E. — 1,130 C.E. Medieval Chola  [لغات أخرى]‏ Invasions
- 1,548 C.E. — 1,855 C.E. الحروب البورمية السيامية
  - 1,548 C.E. الحرب البورمية السيامية Toungoo–Ayutthaya
  - 1,759 C.E. — 1,760 C.E. الحرب البورمية السيامية Konbaung–Ayutthaya
  - 1,775 C.E. — 1,776 C.E. Burmese–Siamese War  [لغات أخرى]‏ Konbaung–Bangkok
- 1,939 C.E. — 1,945 C.E. الحرب العالمية الثانية
  - 1,940 C.E. — 1,941 C.E. الحرب الفرنسية التايلاندية
- 2,004 C.E. — ongoing حركة التمرد في جنوب تايلاند

### فيتنام
- 258 ق.م. — 257 ق.م. Thuc-Lac Viet War
- 217 ق.م. — 207 ق.م. Thuc-Qin War
- 111 ق.م. Trieu-Han War
- 39, 40–43, 137-138, 156-160, 178-181, 248, 299-319, 319-323, 468-485, 542-544, 548–570, 687, 722, 791-798, 803, 819-820, 905 Uprising wars against Chinese domination
- 938 C.E. — 939 C.E. Ngô Quyền war of independence  [لغات أخرى]‏
- 966 C.E. — 968 C.E. War between the 12 warlords  [لغات أخرى]‏
- 981 C.E. War against the Song Dynasty
- 1,075 C.E. — 1,077 C.E. War against the Song Dynasty
- 1257-58, 1284–85, 1287–88 الغزو المنغولي لفيتنام
- 982, 1312, 1372, 1377, 1388, 1446–1471, 1695, 1796 Viet-Champa wars
- 1,407 C.E. — 1,427 C.E. War against the Ming Dynasty  [لغات أخرى]‏
- 1,553 C.E. — 1,592 C.E. Le-Mac civil war  [لغات أخرى]‏
- 1,627 C.E. — 1,673 C.E. حرب ترينه-نغوين
- 1,714 C.E. — 1,755 C.E. Nguyen-Khmer War
- 1,788 C.E. — 1,789 C.E. الحملات العشر الكبرى
- 1,784 C.E. — 1,785 C.E. Tay Son-Siam War
- 1,858 C.E. — 1,885 C.E. الهند الصينية الفرنسية
- 1,914 C.E. — 1,918 C.E. الحرب العالمية الأولى
  - تاريخ فيتنام خلال الحرب العالمية الأولى
- 1,940 C.E. — 1,945 C.E. الحرب العالمية الثانية
  - الهند الصينية الفرنسية في الحرب العالمية الثانية
- 1,946 C.E. — 1,954 C.E. الحرب الهندوصينية الأولى
- 1,954 C.E. — 1,975 C.E. حرب فيتنام
- 1,974 C.E. معركة جزر باراسيل
- 1,975 C.E. — 1,989 C.E. الحرب الفيتنامية الكمبودية
- 1,979 C.E. — الحرب الفيتنامية الصينية
- 1,979 C.E. — 1,988 C.E. الغارات الفيتنامية على الحدود الكمبودية التايلاندية
- 1,979 C.E. — 1,990 C.E. نزاع الحدود بين الصين وفيتنام
- 1,988 C.E. Johnson South Reef Skirmish

### إندونيسيا
- 1020–1130 غزوات تشولا في العصور الوسطى  [لغات أخرى]‏
- 1293 م غزو المغول لجزيرة جاوة
- 1704-1708 حرب الخلافة الجاوية الأولى
- 1719-1722 Second Javanese War of Succession
- 1749-1755 Third Javanese War of Succession
- 1945–1949 الثورة الوطنية الإندونيسية
- 1962 م — 1966 م المواجهة الإندونيسية الماليزية
- 1975 م - 1999 م الغزو الاندونيسي لتيمور الشرقية
- 1969 م - اليوم نزاع بابوا الغربية
- 1976 م — 2005 م التمرد في آتشيه

### ماليزيا
- 1,020 C.E. — 1,130 C.E. Medieval Chola  [لغات أخرى]‏ Invasions
- 1,786 C.E. شركة الهند الشرقية Conquest
- الحرب العالمية الثانية
  - 1,941 C.E. — 1,942 C.E. حملة ملايو
- 1,948 C.E. — 1,960 C.E. الطوارئ المالايوية
- 1,962 C.E. — 1,966 C.E. المواجهة الإندونيسية الماليزية

### سنغافورة
- 1,020 C.E. — 1,130 C.E. Medieval Chola  [لغات أخرى]‏ Invasions
- 1,819 C.E. شركة الهند الشرقية Conquest
- World War II
  - 1,942 C.E. معركة سنغافورة

### الفلبين
- 900–1565 تاريخ الفلبين
  - 1521 معركة ماكتان
- 1896–1898 الثورة الفلبينية
- 1898 الحرب الأمريكية الإسبانية
  - 1898 معركة خليج مانيلا
- 1896 م — 1898 م الثورة الفلبينية
- الحرب الأمريكية الإسبانية
  - 1898 م معركة خليج مانيلا
- 1898 م — 1913 م الحرب الفليبينية الأمريكية
- الحرب العالمية الثانية
  - 1942 م Battle of Bataan
  - 1944 م معركة خليج ليتي
  - 1944 م معركة قبالة جزيرة سامار
  - 1944 م Battle of Mindoro
  - 1944 م معركة لوزون
  - 1944 م معركة بحر الفلبين
  - 1945 م معركة مانيلا (1945)
  - 1945 م Battle of Mindanao
  - 1944 م Battle of Leyte
  - 1945 م Battle of Corregidor
  - 1945 م غزو خليج لينغاين
- 1946 م — 1954 م تمرد هوكبالاهاب
- 1969 م — ongoing Communist insurgency in the Philippines
- 1969 م — ongoing صراع مورو
  - 2013 م — ongoing أزمة مدينة زامبوانغا
- 2002 م — ongoing Operation Enduring Freedom - Philippines

## آسيا الشمالية

### روسيا

#### شيونغنو
- 215 ق.م. Qin's campaign against the Xiongnu
- 133 ق.م. — 89 C.E. معركة هان شيونغنو
- 60 ق.م. — 53 ق.م. شيونغنو

#### خاقانية روران
- 330 C.E. — 555 C.E. خاقانية روران

#### خانية غوك تورك
- 581 C.E. — 593 C.E. Göktürk civil war

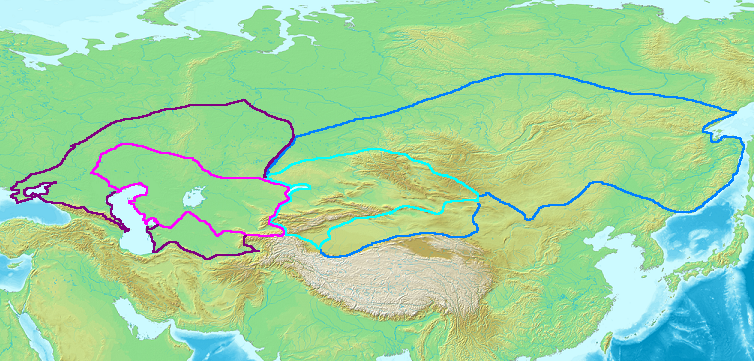
Turkic khaganates at their height, c. 600:
Western Gokturk: Lighter area is direct rule, darker areas show sphere of influence.
Eastern Gokturk: Lighter area is direct rule, darker areas show sphere of influence.

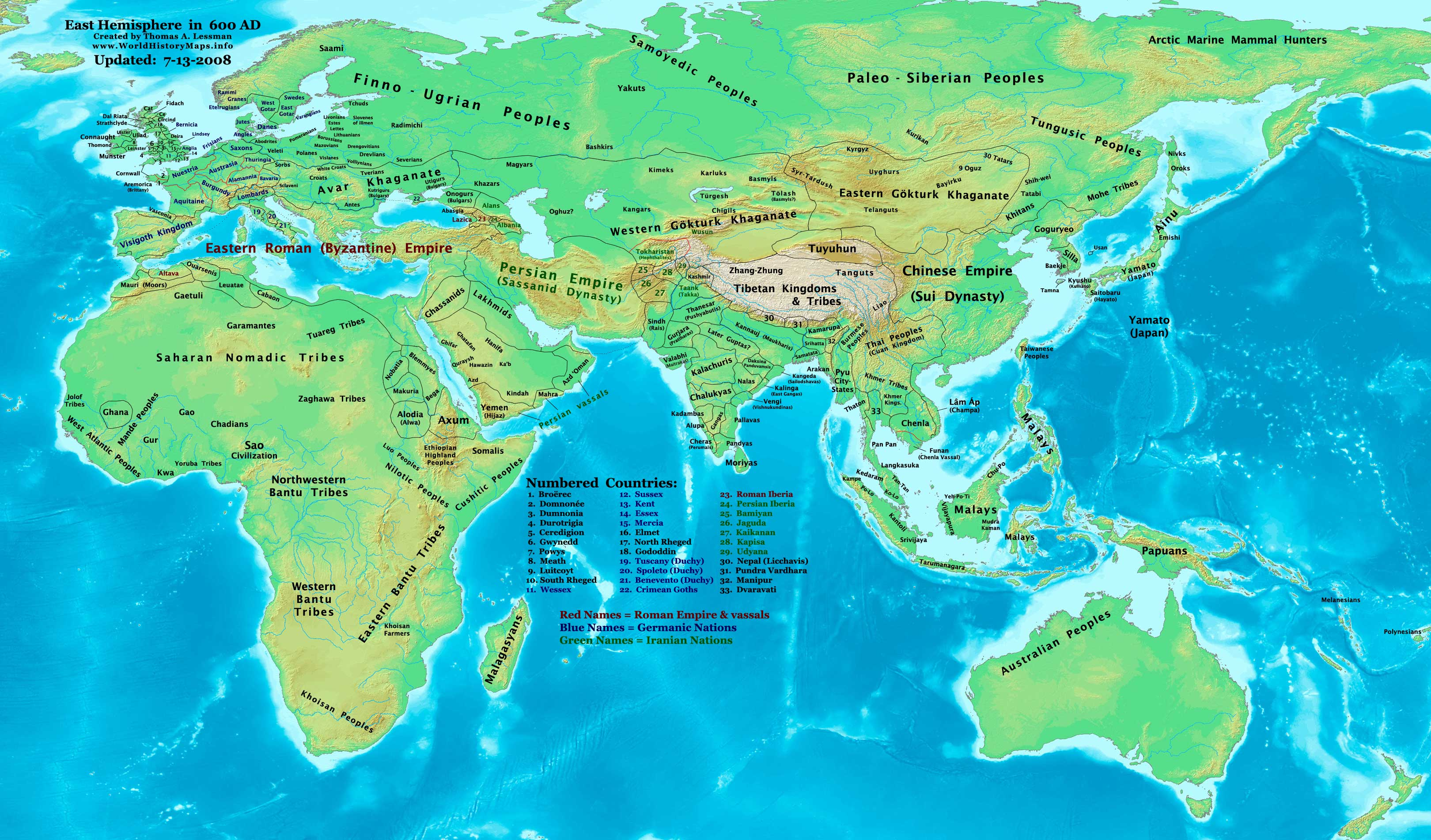
Turkic khaganates at their height, c. 600:
Western Gokturk: Lighter area is direct rule, darker areas show sphere of influence.
Eastern Gokturk: Lighter area is direct rule, darker areas show sphere of influence.

- 626 C.E. — 649 C.E. Emperor Taizong's campaign against Eastern Tujue
- 640 C.E. — 657 C.E. Tang campaigns against the Western Turks
  - 657 C.E. غزو الأتراك الغربيين

#### خاقانية الأويغور
- 744 C.E. — 848 C.E. خاقانية الأويغور

#### إمبراطورية المغول
- 1,207 C.E. تاريخ سيبيريا

#### القبيلة الذهبية
- 1,380 C.E. — 1,390 C.E. Tokhtamysh–Timur war

#### دوقية موسكو الكبرى
- 1,438 C.E. — 1,552 C.E. الحروب الروسية القازانية

#### روسيا القيصرية

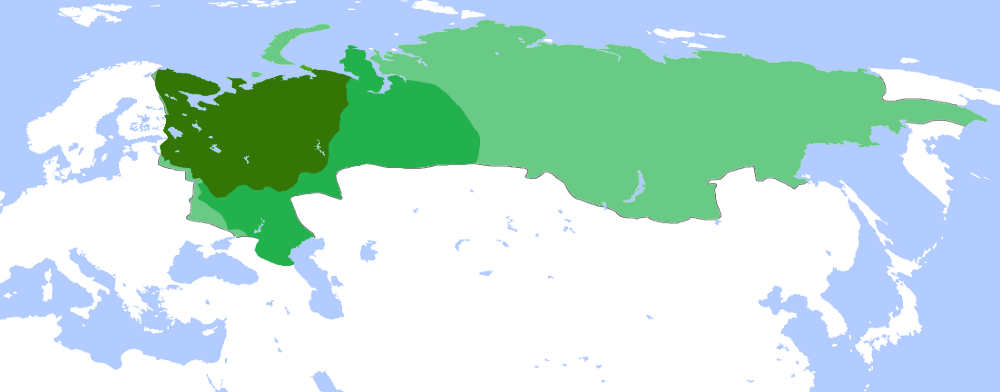
Territory of Muscovy / Russia in 1500, 1600 and 1700.

- 1,571 C.E. Russo–Crimean War  [لغات أخرى]‏
- July 1,580 C.E. — 1,639 C.E. الفتح الروسي لسيبيريا

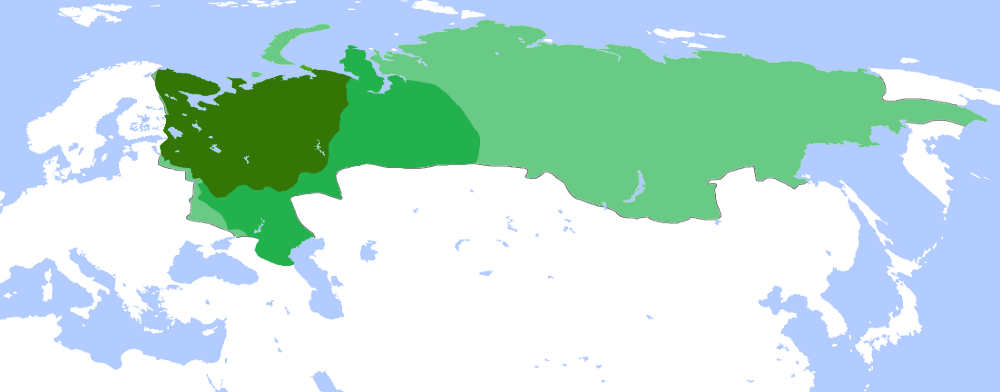
Territory of Muscovy / Russia in 1500, 1600 and 1700.

- - July 1,580 C.E. — 1,598 C.E. Conquest of the Khanate of Sibir
    - October 23, 1,582 C.E. معركة تشوفاش كيب
- 1,652 C.E. — 1,689 C.E. النزاعات الحدودية الصينية الروسية

#### الإمبراطورية الروسية
- 1,904 C.E. — 1,905 C.E. الحرب الروسية اليابانية
- January 22, 1,905 C.E. — June 16, 1,907 C.E. الثورة الروسية 1905
- July 28, 1,914 C.E. — November 11, 1,918 C.E. الحرب العالمية الأولى
- November 7, 1,917 C.E. — October 25 1,922 C.E. الحرب الأهلية الروسية

#### الجمهورية الروسية
- November 7, 1,917 C.E. — October 25 1,922 C.E. الحرب الأهلية الروسية

#### الاتحاد السوفيتي
- 1,939 C.E. — 1,945 C.E. الحرب العالمية الثانية
  - 1,938 C.E. — 1,939 C.E. النزاعات الحدودية السوفيتية اليابانية
  - 1,945 C.E. الغزو السوفيتي لمنشوريا
- 1,945 C.E. — 1,991 C.E. حرب باردة
  - 1,969 C.E. صراع الحدود السوفيتية الصينية

## Chronological list of wars

### القرن 20
- 1904 - 1905 الحرب الروسية اليابانية
- 1911 انتفاضة ووهان
- 1914 - 1918 World War I
- 1919 الحرب الإنكليزية الأفغانية الثالثة
- 1919 حركة الرابع من مايو
- 1920 Zhili-Anhui War
- 1920 - 1921 Guangdong-Guangxi War
- 1922 First Zhili–Fengtian War
- 1924 Second Zhili–Fengtian War
- 1926 - 1928 الحملة الشمالية
- 1927 - 1936 الحرب الأهلية الصينية
- 1929 النزاع الصيني السوفيتي (1929)
- 1929 الحرب الأهلية الأفغانية
- 1937 - 1945 الحرب اليابانية الصينية الثانية
- 1939 - 1945 الحرب العالمية الثانية
  - 1939 - 1945 Indian Ocean conflict  [لغات أخرى]‏
  - 1940 الغزو الياباني للهند الصينية الفرنسية
  - 1940 - 1941 الحرب الفرنسية التايلاندية
  - 1941 الغزو الياباني لتايلاند
  - 1941 - 1942 حملة الفلبين (1941-1942)
  - 1941 - 1942 حملة ملايو
  - 1941 - 1942 Japanese invasion of Dutch Indies
  - 1942 - 1945 حملة غينيا الجديدة
  - 1942 - 1945 حملة بورما
  - 1944 - 1945 معركة الفلبين البحرية
  - 1944 - 1945 الهجوم الأمريكي على اليابان
  - 1945 الانقلاب الياباني في الهند الصينية الفرنسية
  - 1945 British invasion of Malaya and Singapore  [لغات أخرى]‏
  - 1945 حملة بورنيو
  - 1945 الغزو السوفيتي لمنشوريا
- 1946 - 1950 الحرب الأهلية الصينية
- 1946 - 1954 الحرب الهندوصينية الأولى
- 1947 الحرب الباكستانية-الهندية 1947
- 1950 - 1953 الحرب الكورية
- 1951 - 1954 أزمة عبادان
- 1954 - 1955 أزمة مضيق تايوان الأولى
- 1958 أزمة مضيق تايوان الثانية
- انتفاضة التبت 1959
- 1959 - 1975 حرب فيتنام
- 1962 الحرب الصينية-الهندية
- 1964 - today Manipur conflict  [لغات أخرى]‏
- 1965 الحرب الباكستانية-الهندية 1965
- 1967 - today الحرب الشعبية في الهند- تمرد الناكسال الماويين
- 1969 صراع الحدود السوفيتية الصينية
- 1970-1995 تمرد بنجاب
- 1971 الحرب الباكستانية الهندية عام 1971
- 1971 تاريخ سريلانكا
- 1978 - 1979 الحرب الفيتنامية الكمبودية
- 1979 - today Assam conflict
- 1979 - 1989 الحرب السوفيتية في أفغانستان
- 1979 - 1998 الخمير الحمر
- 1979 الحرب الفيتنامية الصينية
- 1983 - 2009 الحرب الأهلية السريلانكية
- 1984 نزاع سياشن
- 1984 عملية بلو ستار
- 1987 - 1988 Thai-Laotian Border War
- 1989 - today التمرد في جامو وكشمير
- 1989 مظاهرات ساحة تيانانمن
- 1989 - today التمرد في شمال شرق الهند
- 1989 - 1992 الحرب الأهلية الأفغانية
- 1992 - 1996 الحرب الأهلية الأفغانية
- 1992 - 1997 الحرب الأهلية في طاجيكستان
- 1993 - today Ethnic conflict in Nagaland
- 1995 - 1996 أزمة مضيق تايوان الثالثة
- 1996 - 2001 الحرب الأهلية الأفغانية
- 1998 - 2001 حركة أوزباكستان الإسلامية
- 1999 الحرب الباكستانية-الهندية 1999

### القرن 21
- 2001 اشتباكات الحدود بين بنجلاديش والهند
- 2001 - today الحرب على الإرهاب
  - 2001 - today حرب أفغانستان (2001 - )
  - 2002 - today Operation Enduring Freedom - Philippines
  - 2002 - today الإرهاب في إندونيسيا
  - 2002 - today حركة شرق تركستان الإسلامية
  - 2004 - today الحرب في شمال غرب باكستان
  - 2004 - today حركة التمرد في جنوب تايلاند
- 2003 تاريخ بوتان
- 2005 Islamic uprising in Uzbekistan  [لغات أخرى]‏
- 2008 - 2009 النزاع الحدودي الكمبودي التايلاندي
- 2010 Uruzgan helicopter attack